# 蘇屋邨

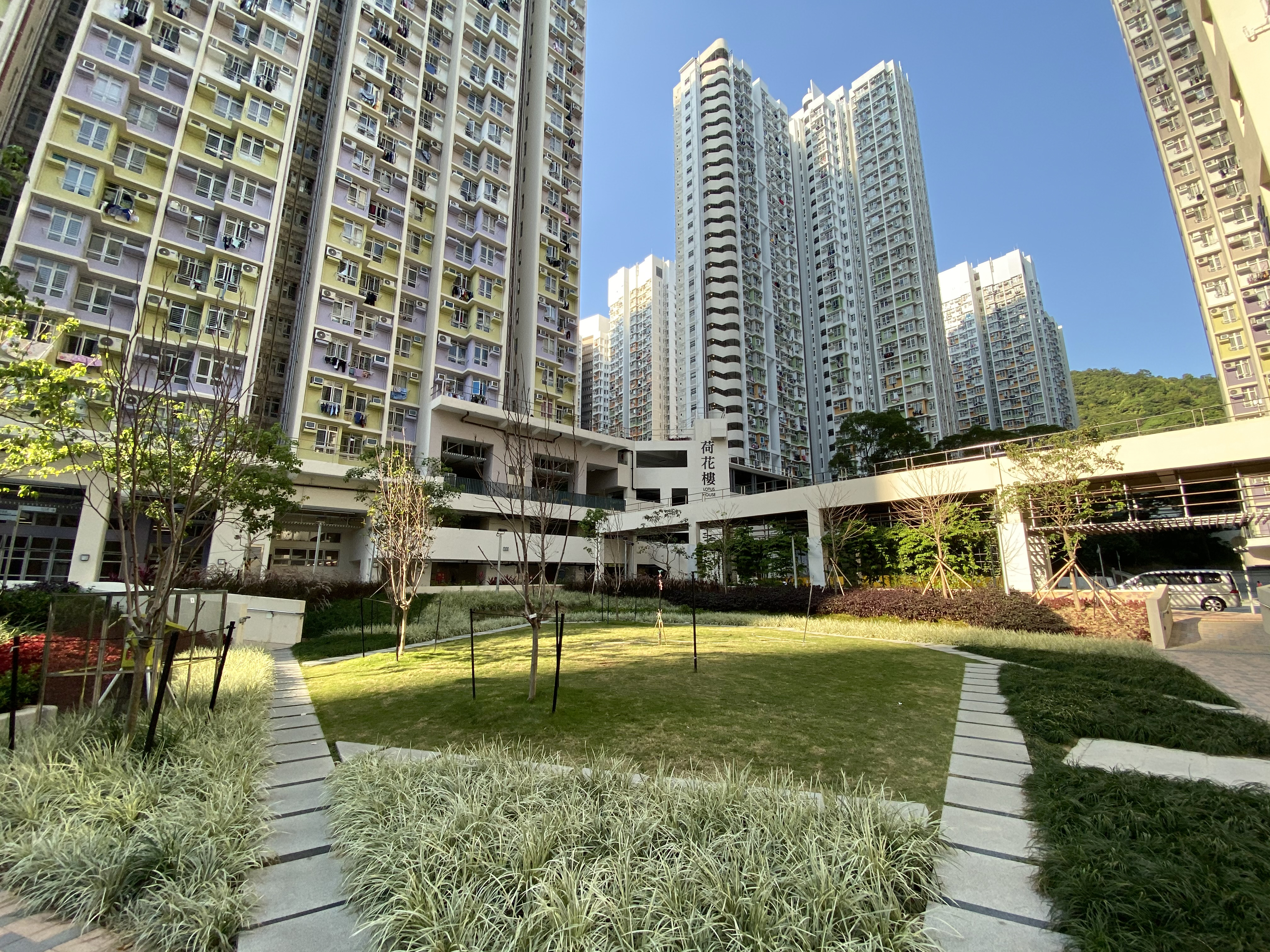
蘇屋邨庭院內的草坪

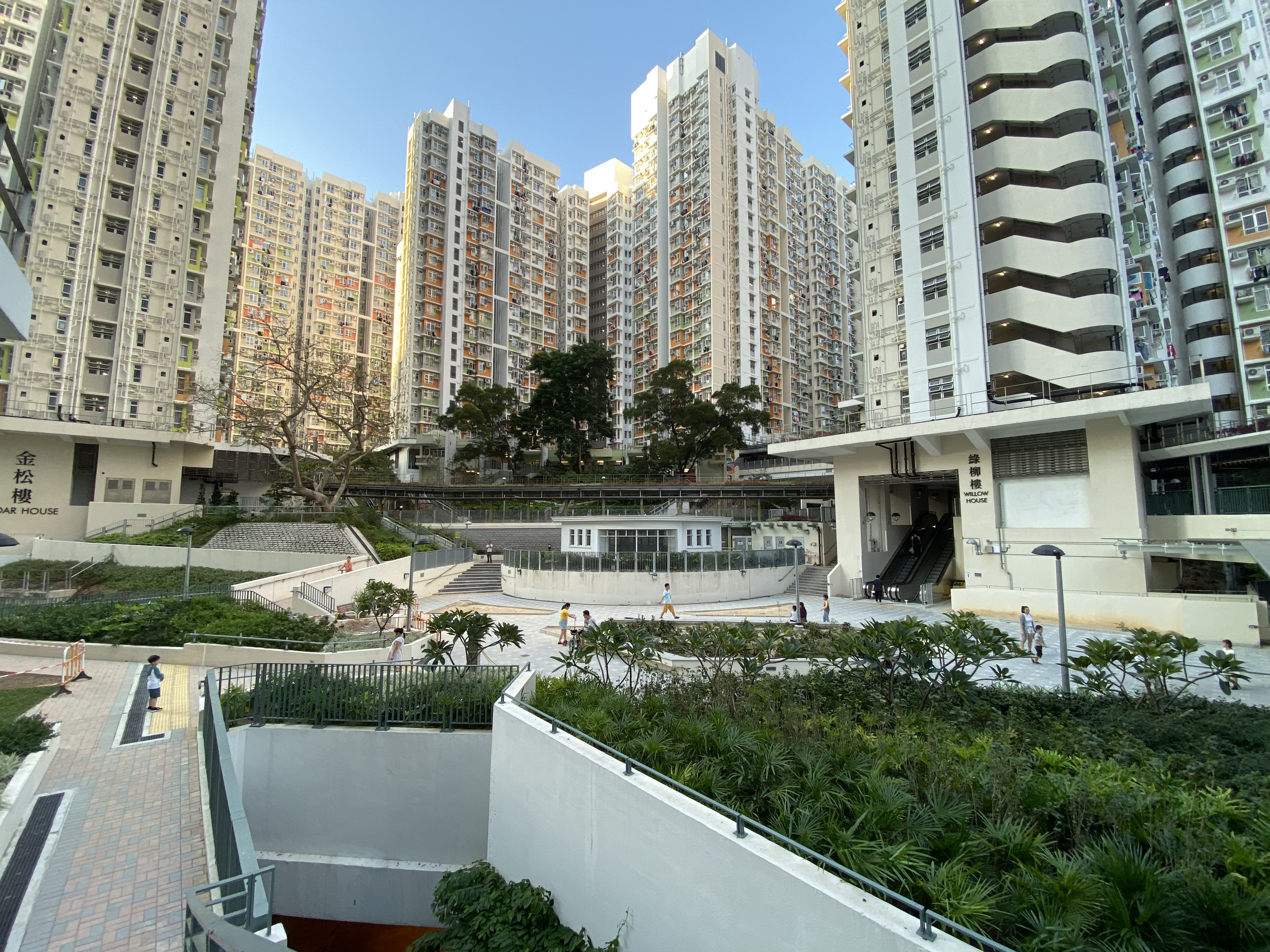
小白屋對出的廣場（2019年11月）

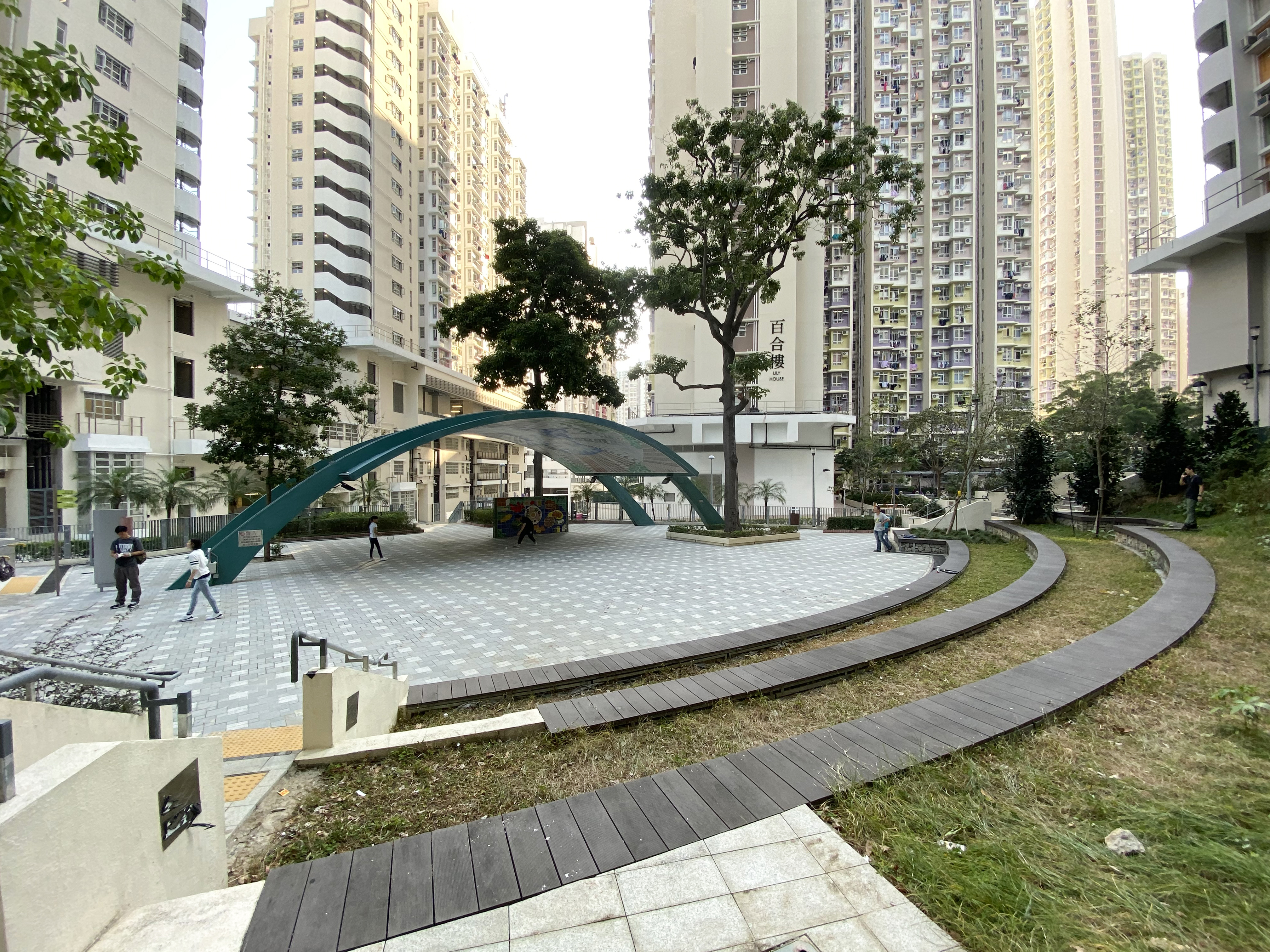
燕子亭廣場（2019年11月）

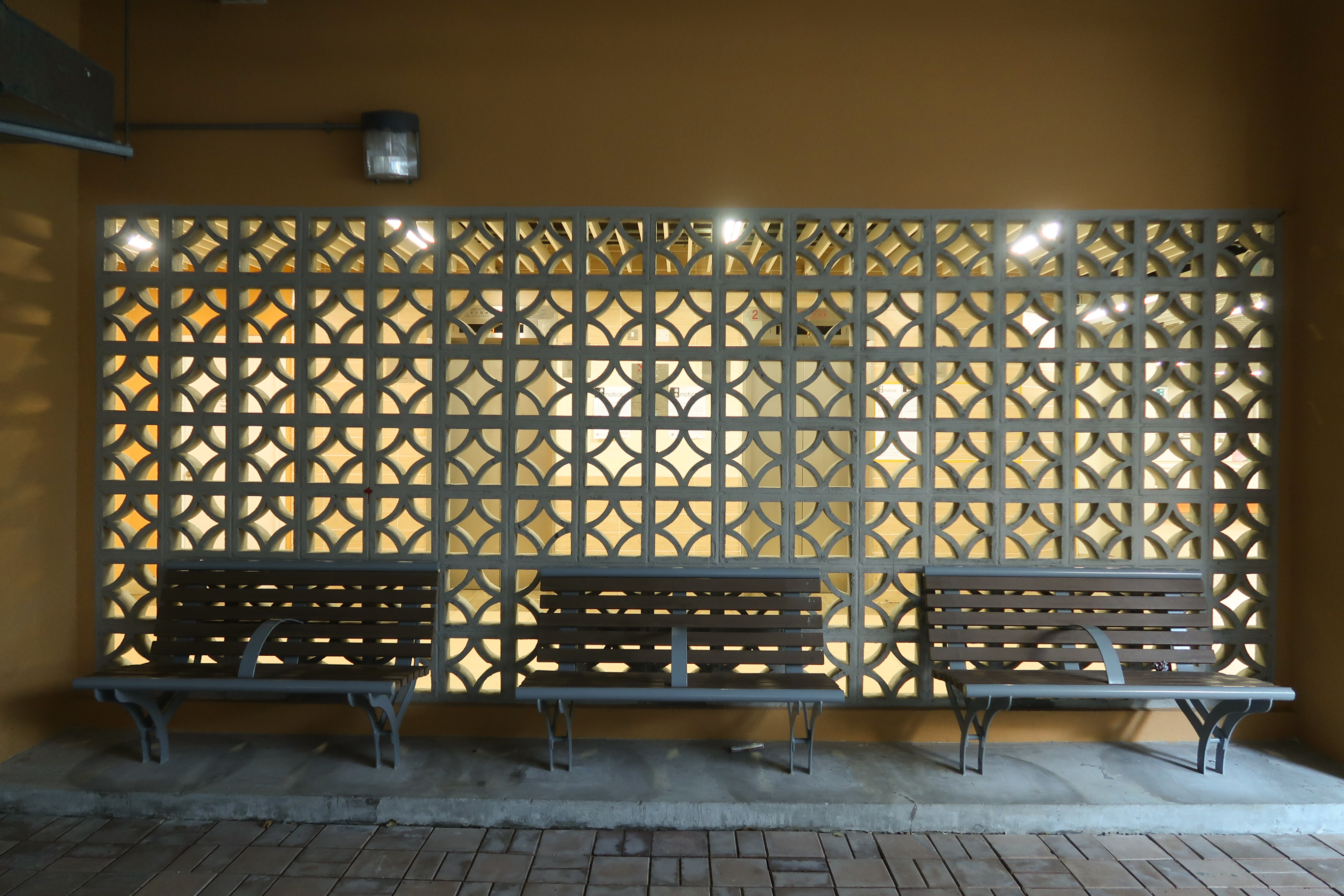
重建後的大廈入口保留重建前的通風口（2019年11月）

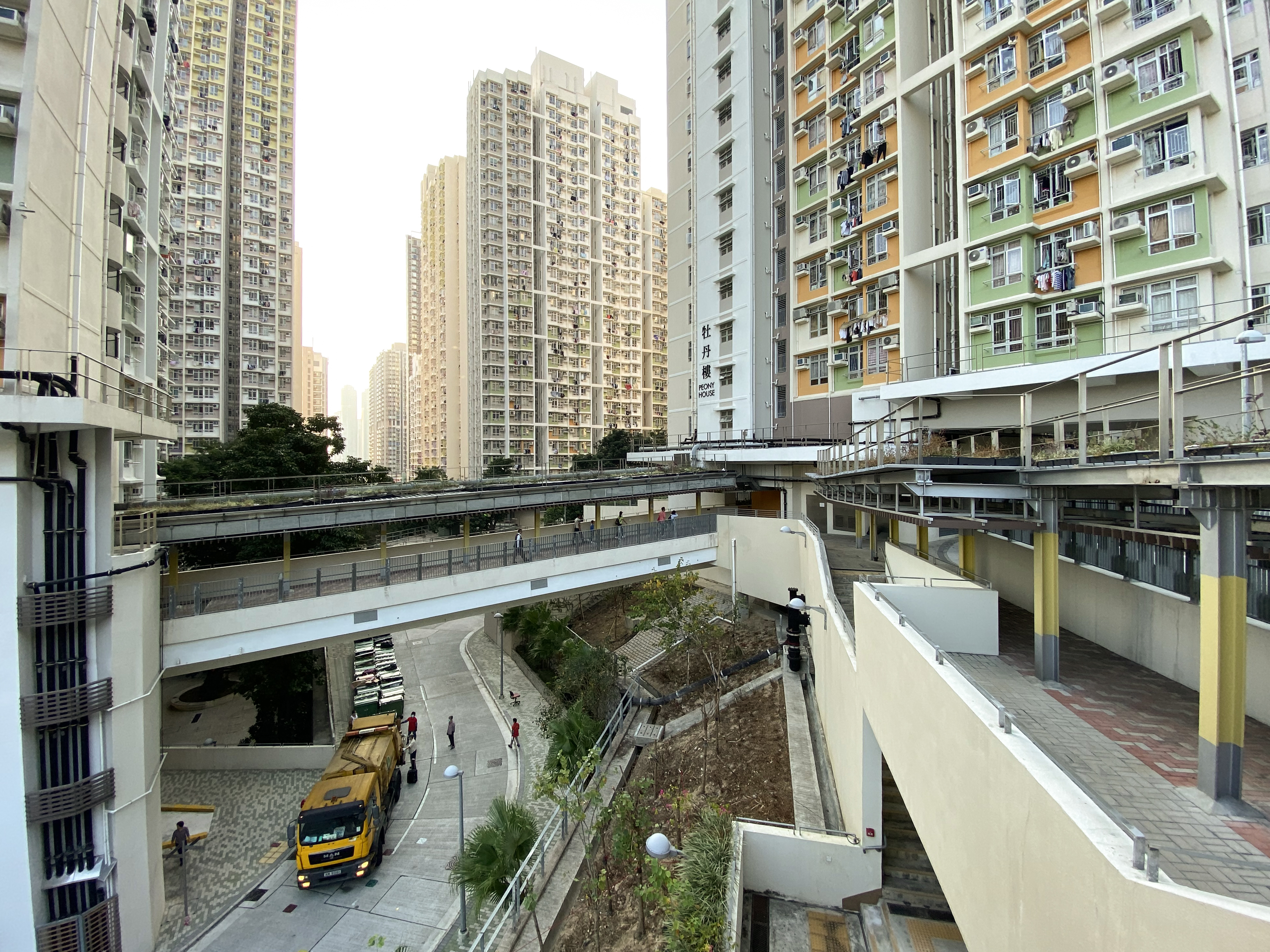
重建後利用多條天橋作連接

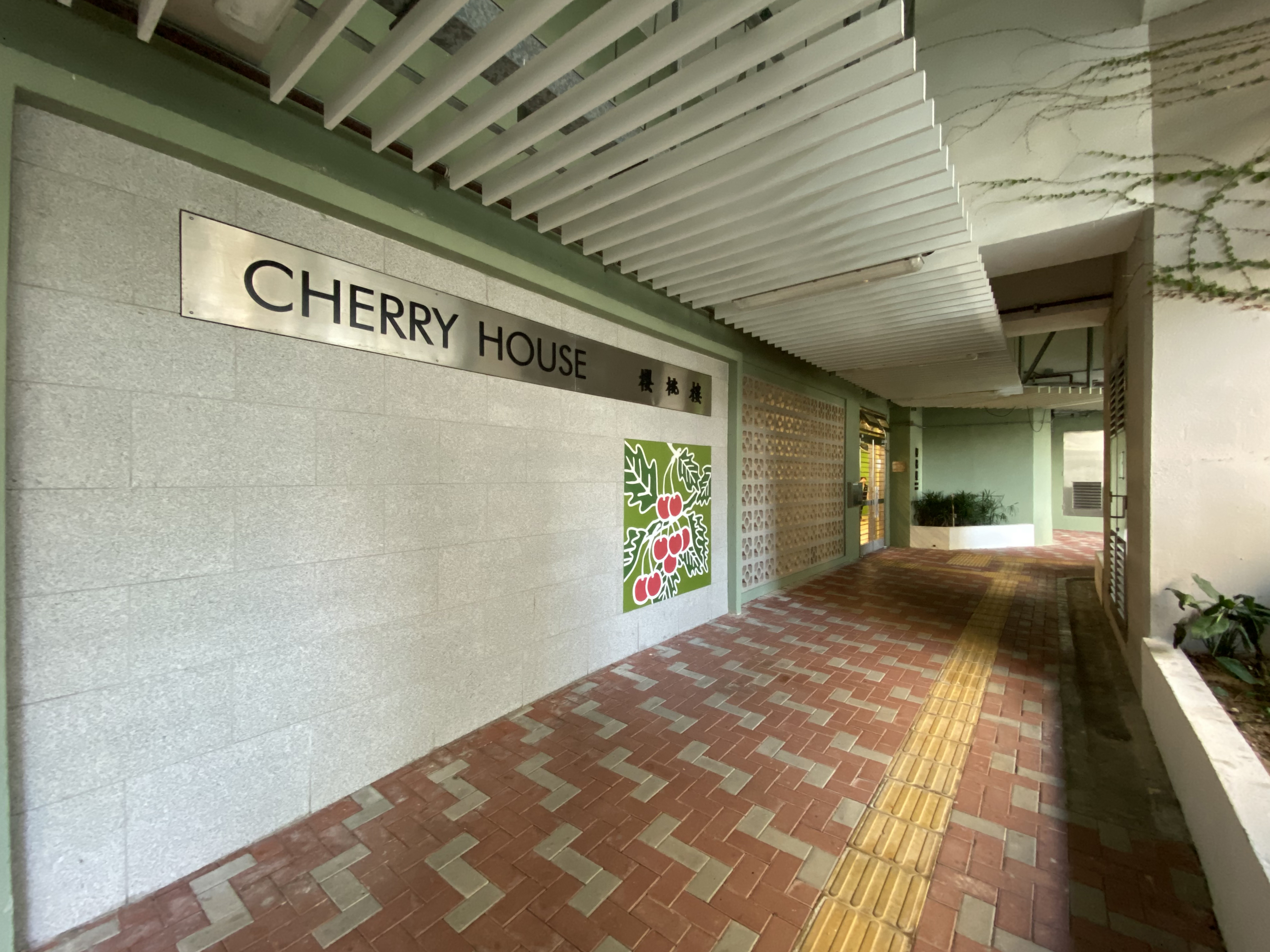
櫻桃樓入口（2019年11月）

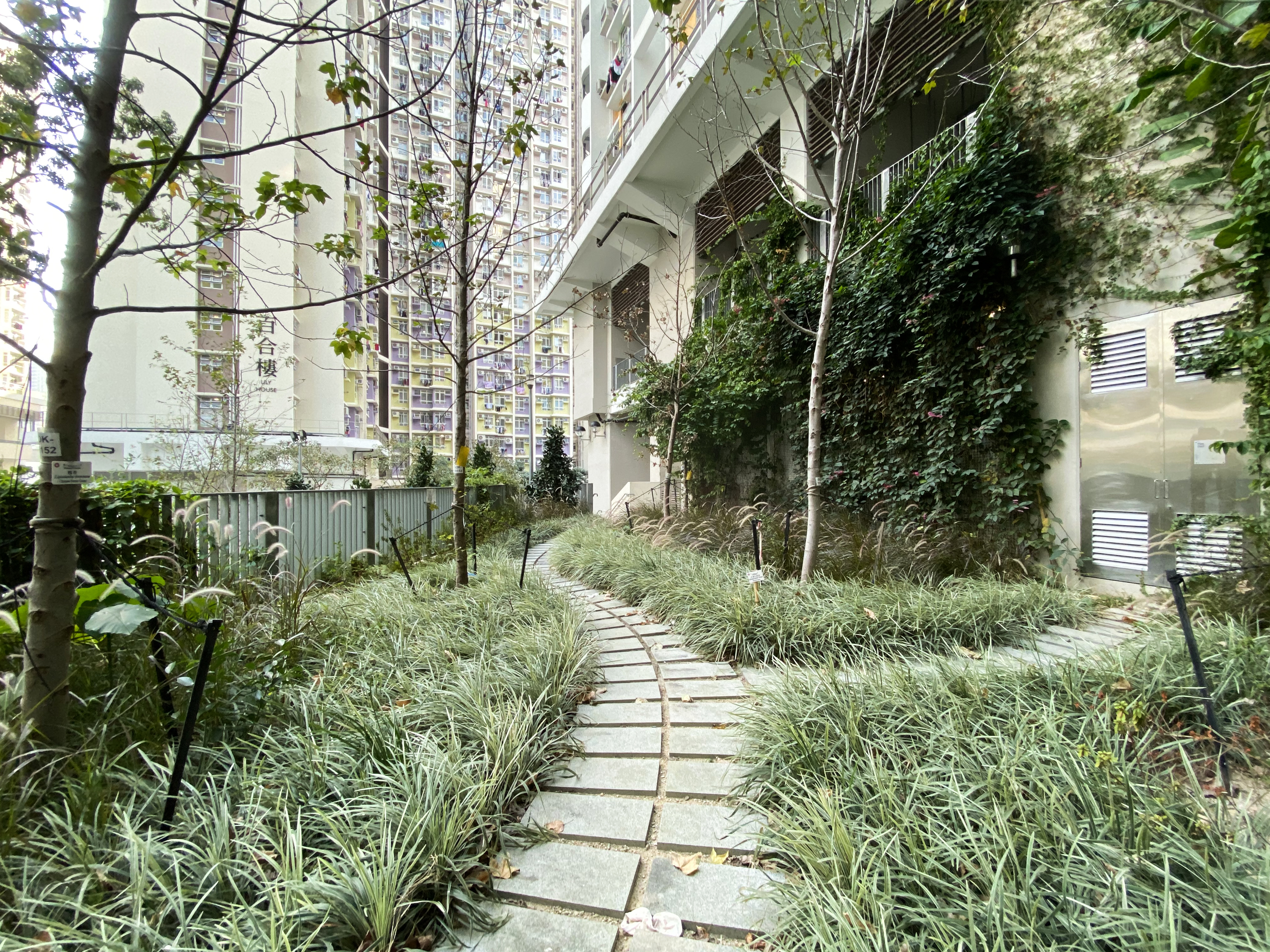
櫻桃樓園景區種滿多種植物（2019年11月）

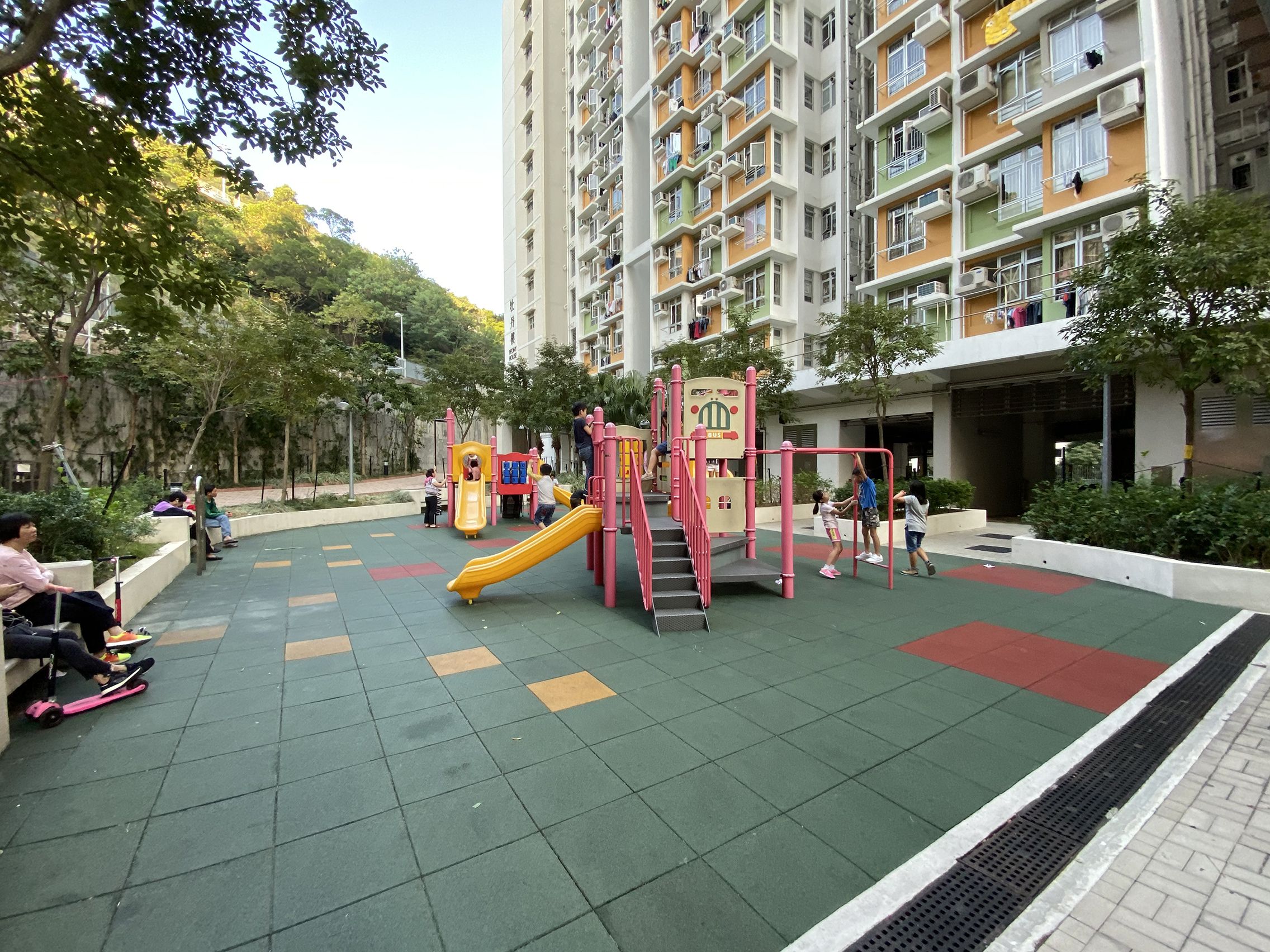
五號社區遊樂場（2019年11月）

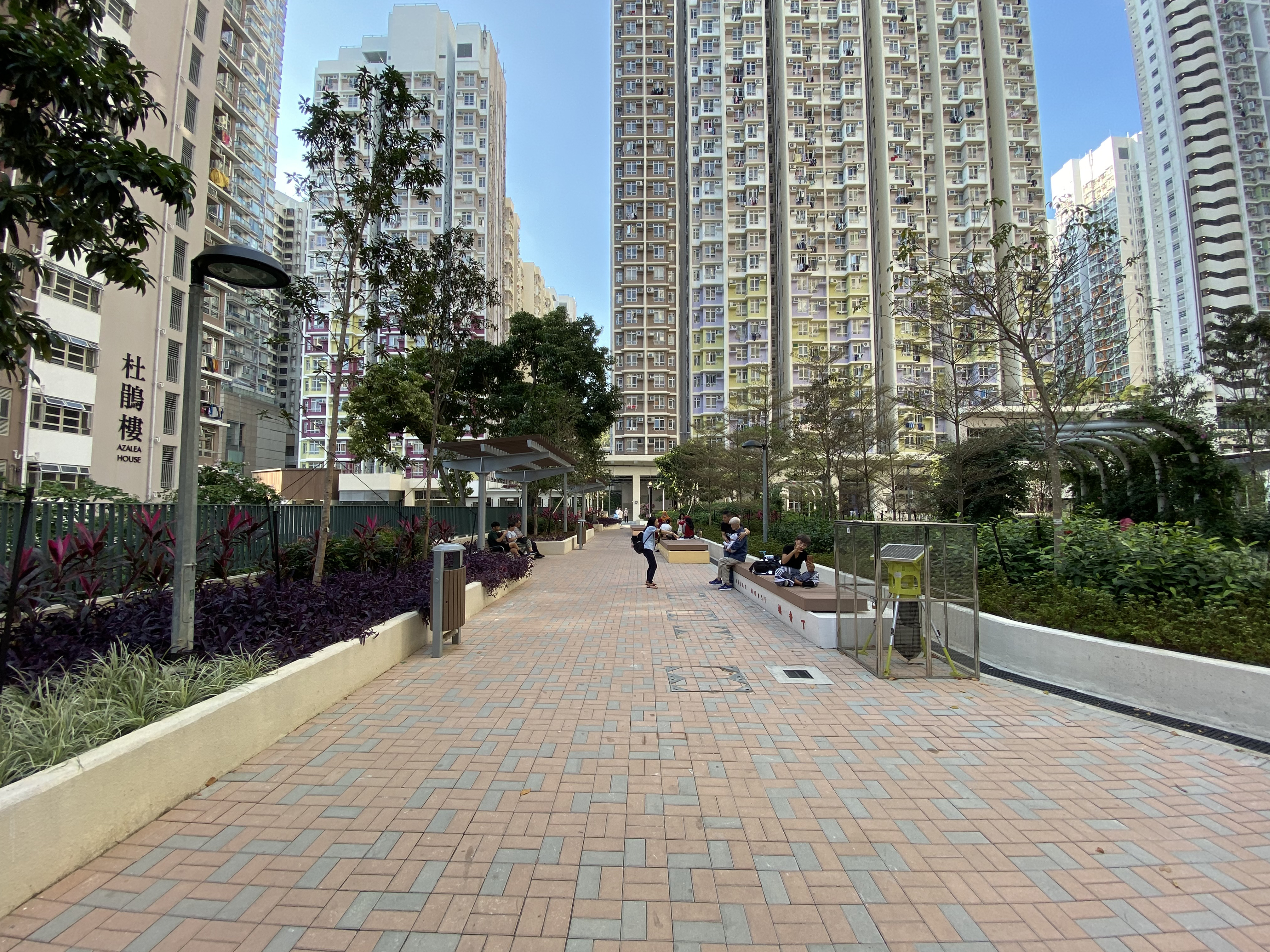
蘇屋邨二期平台花園（2019年11月）

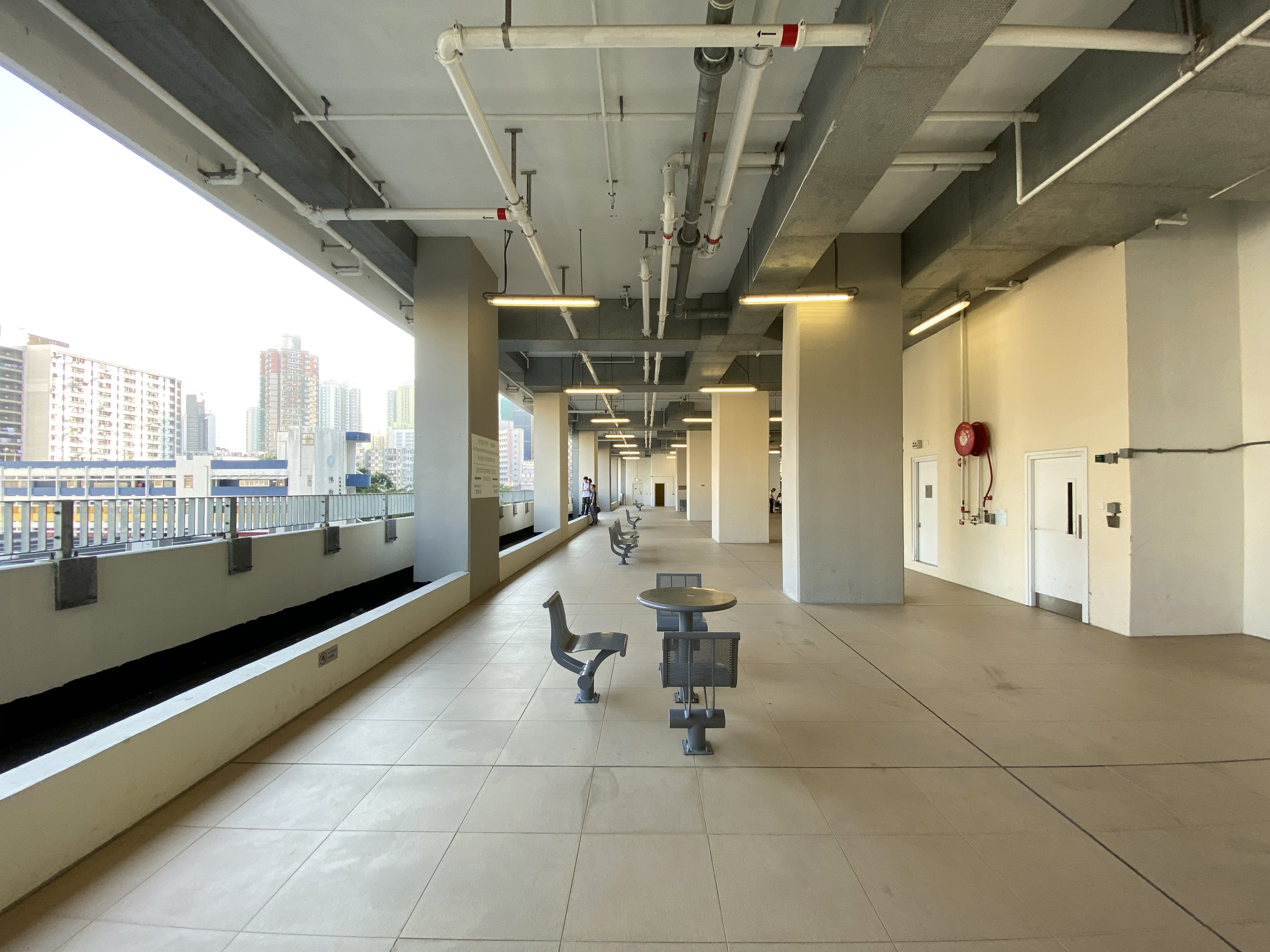
茶花樓避火層的閒坐區（2019年11月）

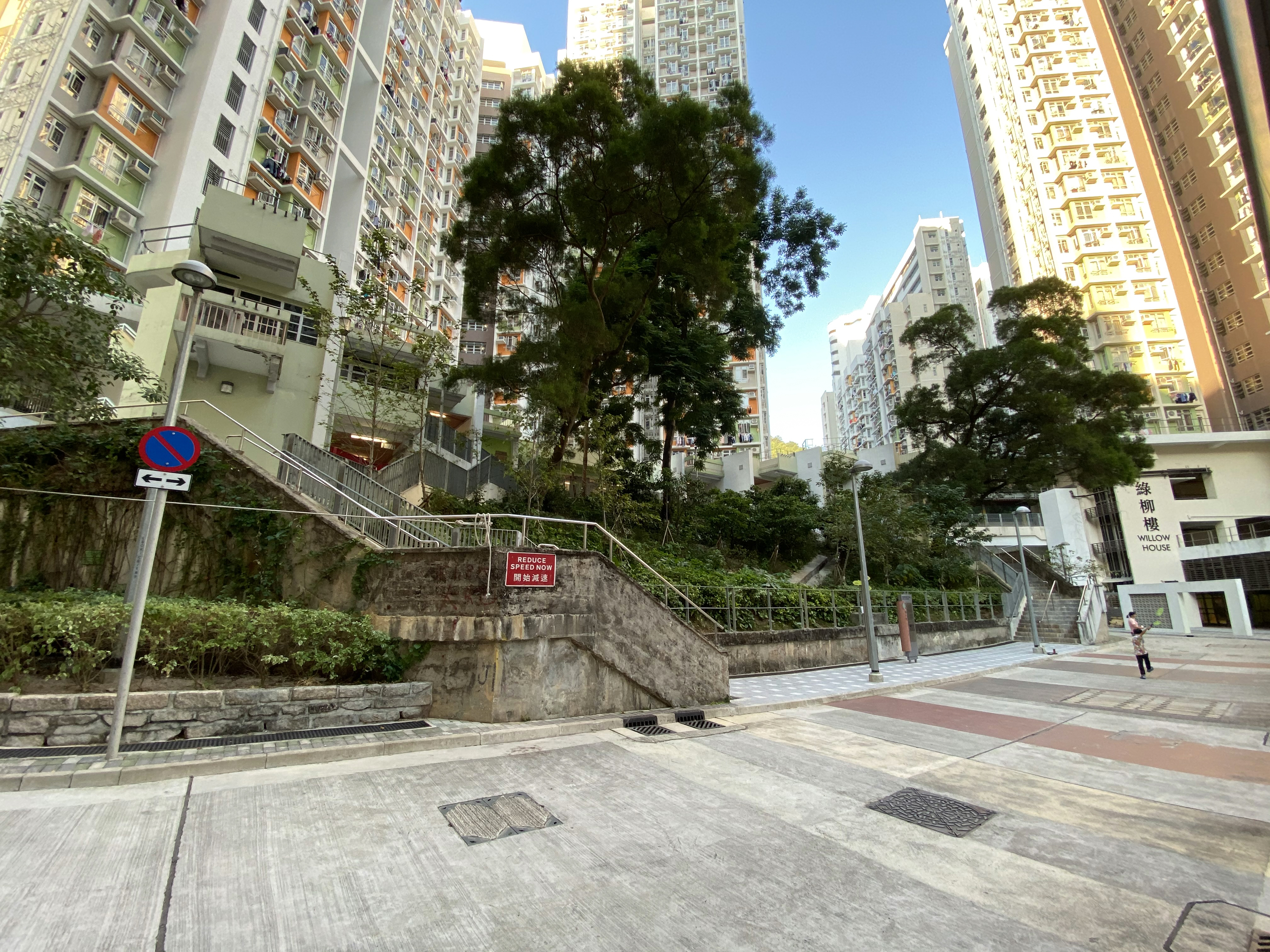
房委會在重建時保留及復修楓林樓底層部份建築作為保育之用（2019年11月）

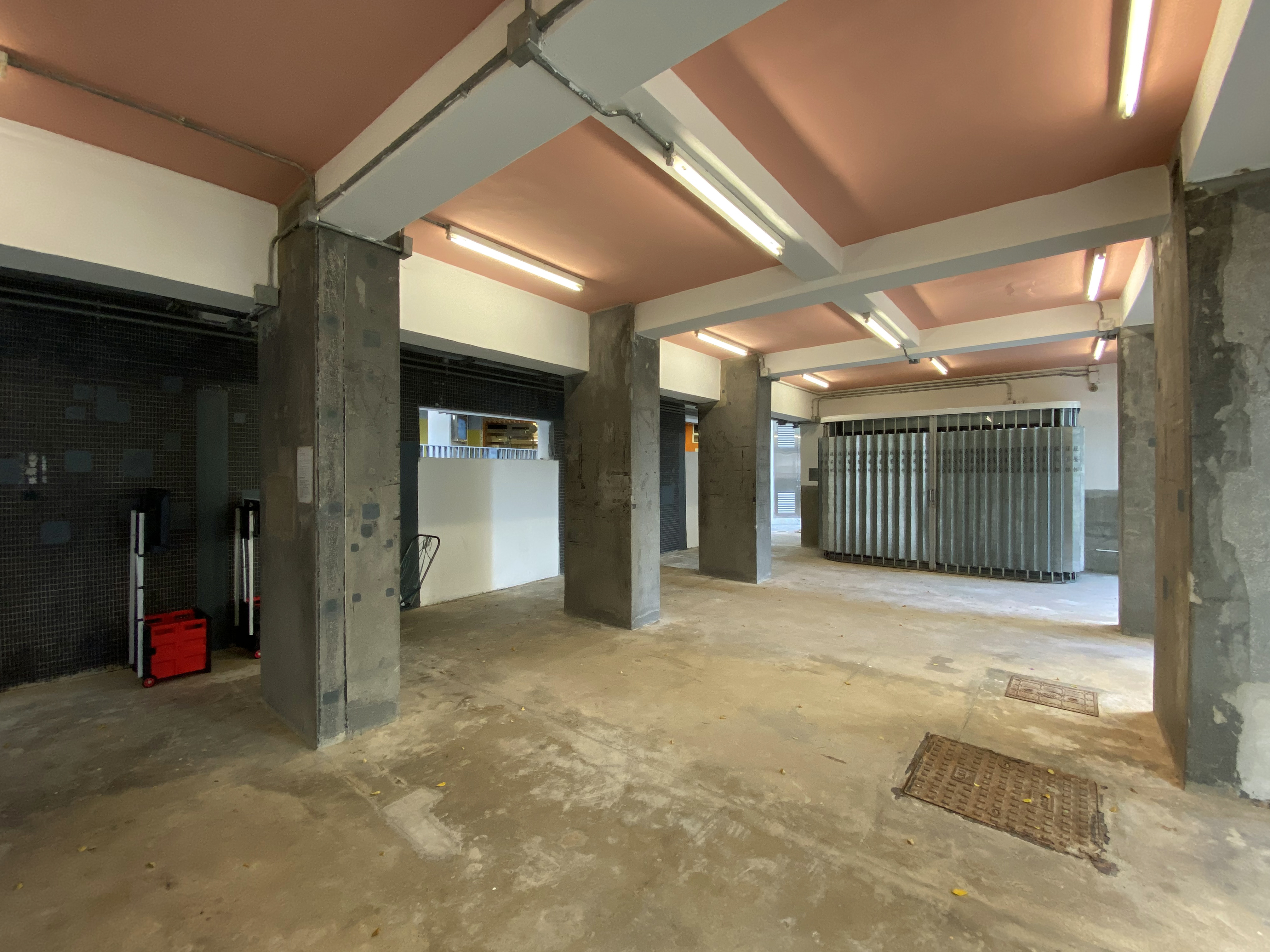
楓林樓底層部份內貌（2019年11月）

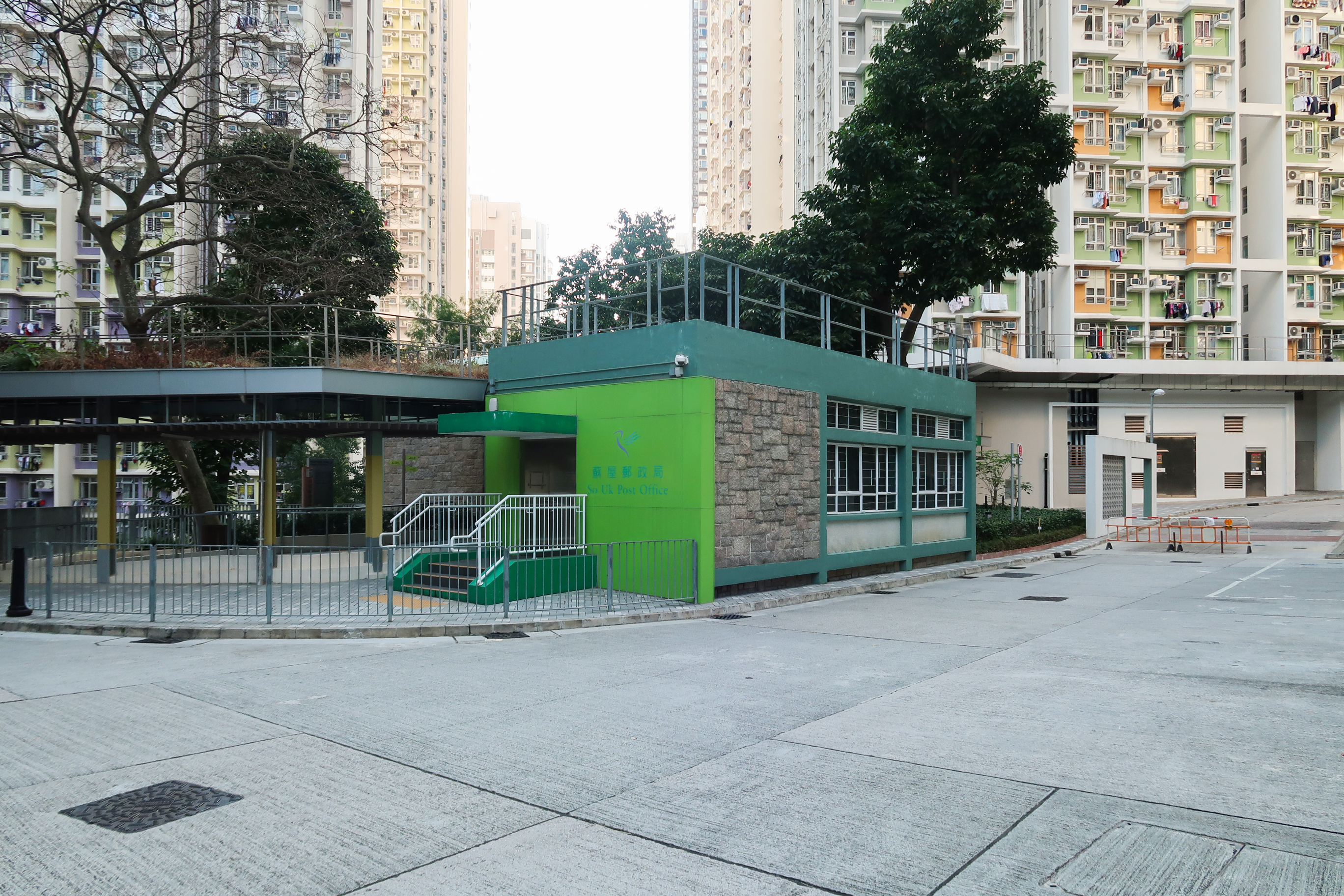
蘇屋郵政局，前身為舊蘇屋邨辦事處，位於綠柳樓旁（2019年11月）

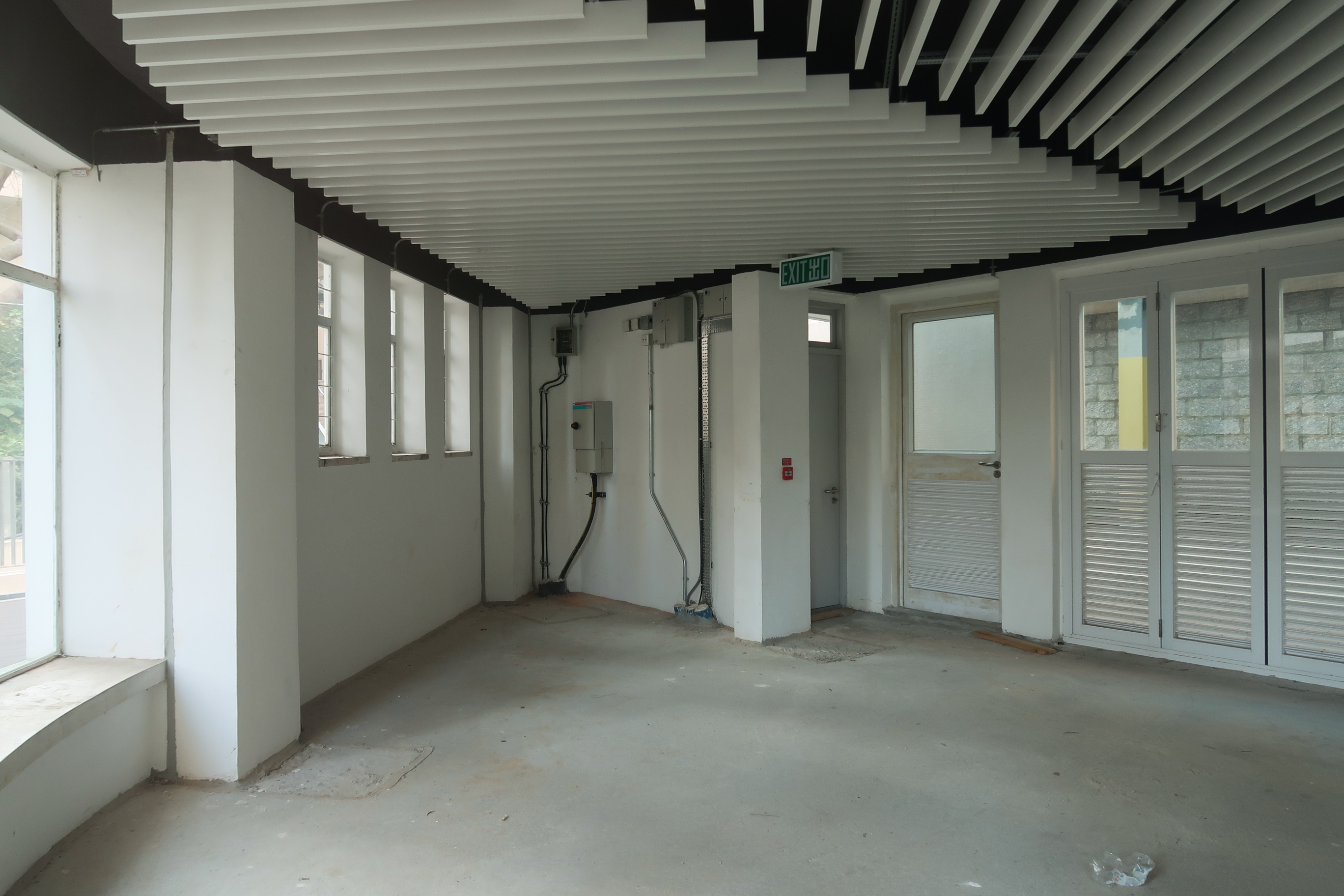
小白屋活化後仍空置中（2019年11月）

蘇屋邨（英語：So Uk Estate）是香港的一條公共屋邨，位於九龍長沙灣尖山南面、永康街的入口，是香港房屋委員會歷史悠久的公共屋邨之一，1953年石硤尾大火後；1954年首次開始興建，後於2012年展開清拆重建計劃。

## 概要
蘇屋邨是香港屋宇建設委員會（香港房屋委員會的前身）繼北角邨及西環邨後策劃建設的第三個屋邨，當時獲譽為負責興建後的公共房屋遠東長期規模最大的地區性住宅計劃。

## 歷史
「蘇屋邨」因原蘇屋村而得名。蘇屋村位於現今保安道市政大廈及保安道遊樂場一帶。戰後與長沙灣新村及李鄭屋村成為一片大型的木屋區，1954年，大部份木屋被清拆以興建李鄭屋徙置區。

### 興建
1953年12月25日聖誕夜，石硤尾寮屋區的發生大火之後，直到1954年原址興建，開始興建地盤的平整工程於1955至1957年初展開，並於1958年4月完成。當中由徙置事務處先遷拆19間木屋及居民獲得後原區安置共222名居民，並於稍後時間清拆另外60間木屋及安置共800名蘇屋邨的居民。
舊蘇屋邨的興建工程分五期落成，全部建築於1960年至1963年間建成，一共有16幢樓宇。在地盤平整之前，這裏曾是一大片耕作用的農地及寮屋區，佔地約7.8公頃，是當時遠東最大型的住宅發展計劃。

### 清拆
蘇屋邨清拆工程或重建計劃已於2006年3月下旬開始計劃分兩期展開重建（項目編號：SP01），至於2008年11月第一期現時共有10座樓宇居民開始全面陸續遷出（例如：牡丹、蘭花、壽菊、石竹、劍蘭、楓林、丁香、金松、綠柳及櫻桃樓等）2009年10月22日封閉第一期，2011年完成清拆，2011年8月第二期剩下一共6座樓宇居民開始全部陸續搬走（例如：百合、彩雀、荷花、杜鵑、海棠及茶花樓）至2012年年中全邨遷出，並於同年11月26日起封閉待清拆至2013年，翌日隨後全邨正式進行重建。2016年9月第1期首6幢樓宇重建完成並入伙。
包括蘇屋邨重建計劃共分為2期進行，共有14幢住宅大廈，項目是由房屋署總建築師（1）陸光偉先生及高級建築師何國成先生攜手進行總體設計，細部設計則以委託聘請周林建築師有限公司作詳細設計。
全邨均由瑞安建業有限公司承建；而大廈以非標準型設計，結構外型分別為6幢長型、4幢L型、3幢T型及1幢相連I型大廈；住宅單位則採用構件式單位設計（Modular Flat Design），主要提供1/2人，2/3人，1睡房及2睡房出租公屋單位。單位室內面積由14.1至38 m2（152至409 sq ft）不等。

### 重建計劃
2005年9月，房屋署展開全面結構勘察計劃，目的在於了解樓齡較高屋邨的樓宇狀況，並確定所需的修葺及鞏固工程，使樓宇可繼續使用一段合理的時間（15年）。但由於維修費用過於高昂，因此房屋委員會決定重建蘇屋邨，並分兩期進行。
房屋委員會已經安排提早搬遷舊蘇屋邨的租戶，把部份家庭調遷到當時所屬興建新公屋落成的富昌邨以及海麗邨，空置單位亦不再出租。房委會亦安排元州邨第2期、第4期、長沙灣工廠大廈重建項目（元州邨第5期）、石硤尾邨第2至第5期、佐敦谷彩盈邨及牛頭角下邨定為接收屋邨，以接收舊蘇屋邨重建而要搬遷的居民。
2006年3月30日決定重建第一期（建於高平台的興建第3期、第4期及第5期共10座：牡丹樓、蘭花樓、壽菊樓、石竹樓、劍蘭樓、楓林樓、丁香樓、金松樓、綠柳樓及櫻桃樓），該範圍的租戶於2009年8月前遷出，2010年3月清拆；通往山上的通道亦在2009年10月22日封閉。2008年2月20日決定於2011年尾封閉第二期（百合樓、彩雀樓、荷花樓、杜鵑樓、海棠樓及茶花樓），但由於新的接收邨（元州邨第五期及石硤尾邨第二及第五期）於2012年4月底才開始落成，該範圍的租戶於2012年6月前搬遷，所以它們於2012年11月26日起清拆，即是比原定清拆計劃延後了一年（2013年）已全部完成清拆重建計劃。
2010年1月29日，受紅磡馬頭圍道45J號樓高五層的舊式樓宇唐樓土瓜灣突然倒塌影響後，對於連同鄰近地區的四幢唐樓（45E和45H座號）也一同出現有倒塌危機，當局其後下令撤走該四幢大廈的住客、商戶和倒塌大廈的45J住戶到紅磡聖匠堂和油麻地梁顯利社區中心才暫住，並對合乎資格入住公屋的災民在2至3個月內分配入住公屋，而未合資格申請公屋的災民，原定計劃在舊蘇屋邨暫居，但舊蘇屋邨早已計劃在2009年第三季開始進行第一期重建工程，水電煤設備早於2009年8月23日停用和拆去，並在2010年3月一期封閉後以及進行拆卸，故此紅磡馬頭圍道45號的災民改至較遠的石籬邨之兩座舊式徙置大廈（10座和11座，已於1990年代起曾改作中轉房屋之用、於2022年底搬遷後拆樓）居住。
2010年11月，時任為運輸及房屋局局長鄭汝樺重新表示蘇屋邨維修成本高昂，並非不符合經濟成本效益，故全面最後考慮拆卸重建。
2016年9月蘇屋邨重建第1期第一階段的6幢住宅樓宇及蘇屋社區綜合服務大樓落成入伙。至於第二期，則於在2019年2月落成，並早已展開預派單位程序；但是，絕大多數單位將暫時抽起，並撥為白田邨9-11及13座重建受影響居民的次要安置屋邨，供提早遷出者調遷。

### 整體規劃發展

#### 屋邨興建（重建前）
蘇屋邨建造於1960至1963年，共有16幢相連長型或Y型大廈，樓高8至18層，單位約有5,300個。
整個蘇屋邨由設計北角邨的香港已故著名建築師甘洺（英語：Eric Cumine，1905-2002）負責整體規劃興建房屋，並將項目劃分為五個小區，推薦給不同建築師共同合作，甘洺居中協調，致力制定配合多種租金選擇的間隔，及另外四家私人執業建築師樓負責不同期數的設計，所以每期的設計風格都截然不同，並順著山勢由南至北而建，使不同期數的樓宇錯落有而序散落在不同高度平台，此設計令大部份座數的單位都可向南及看到海景，並為住宅單位提供充足的光線及空氣，屋邨還提供了大量室外及有蓋保憩空間，以及在P、Q及R座地下及一樓提供兩所設有24個課室的官立小學（即「蘇屋北官立小學」及「蘇屋南官立小學」），而兩所小學的業權則由政府向屋建會購買，以紓緩屋建會的投資負擔。而屋建會對蘇屋邨的總投資額為5,000萬港元。
司徒惠建築師樓負責蘇屋邨的海水供應沖廁之系統設計，海水泵房位於長沙灣海濱，而海水供水管則沿興華街抽上海拔280米高的尖山水務署海水配水庫，再分配給蘇屋邨的用戶。
1998年，房委會與香港壁畫學會合作後，並邀請壁畫學會的籌組成員兼畫家麥榮、於舊蘇屋邨舊蘇屋邨內的拱型燕子亭上繪製一幅「3D」大型天花壁畫，該壁畫為記載整個重建前的蘇屋邨面貌，面積超過120平方米。此壁畫經居民爭取才得以保留並安置在重建後的蘇屋邨，並再次邀請麥榮為該壁畫進行修復；同時他亦為旁邊另一個涼亭繪製另一幅新壁畫，讓兩幅新舊壁畫「相映成趣」。

#### 大廈設計
蘇屋邨共有16座住宅大樓，分5期興建，而各期分別聘請不同私人建築師樓甘洺負責設計，分別為：
- 第1期 － 杜鵑樓（S）、海棠樓（T）及茶花樓（U）

由利安建築師樓（Messrs. Leigh & Orange）設計，於1959年6月接受申請，並於1960年11月全部落成，提供了1768個4至11人房的不同大小類型單位。
- 第2期 － 百合樓（P）、彩雀樓（Q）及荷花樓（R）

由陸謙受建築師樓（Mr. H. S. Luke）設計，於1959年8月接受申請，並於1961年1月全部落成，提供了729個6至9人房（主力為8人房）的較大型的單位。
- 第3期 － 楓林樓（E）、丁香樓（F）、金松樓（G）、綠柳樓（H）及櫻桃樓（I）

由司徒惠建築師樓（Mr. W. Szeto）設計，於1959年5月接受申請，並於1961年4月全部落成，提供了1030個5及7人房的中小型單位。這五座大廈更是香港首批「Y」型設計的公屋大廈。
- 第4期 － 劍蘭樓（M）

周李氏建築師樓（Messrs. Chau & Lee）設計，於1960年9月接受申請，並於1962年4月全部落成，提供了174個6及8人房（主力為8人房）的較大型的單位。
- 第5期 － 牡丹樓（A）、蘭花樓（B）、壽菊樓（C）及石竹樓（D）

由周李氏建築師樓（Messrs. Chau & Lee）設計，於1961年3月接受申請，並於1963年5月全部落成，提供了1610個主力為6人房的中型單位。
最初，建築師樓們希望把單位分2大類，其中一類（佔全邨25%）是跟北角邨差不多有梗房（固定間隔房間）設計的，其餘的75%就是水凖較低的單位。後來因要進一步減低成本，令大部份單位也取消了梗房設計，只有杜鵑樓的最大型單位（即13、14、31、32、43、44、61、62、73及74室）才有1個大梗房及2個露台的設計。
經過建築師樓們就有關住宅單位類型，大小及相關的標凖的商議，達成共識。基本上蘇屋邨的目標，是要達至提供相當闊的租金等級，可行的話，面積相同的單位按不同的舒適程度及位置來訂定不同級別的租金（並非最大面積為最貴），位於較上部份的單位租金會較貴。
原舊蘇屋邨共提供5,311個住宅單位，可容納約31,600人。

#### 重建計劃
蘇屋邨已經有近樓齡約50年歷史，是老化的公共屋邨，昔日的精英多已遷往新建的私人樓宇，剩下多是老弱居民。屋邨設施亦日漸老舊，有些單位天花剝落漏水，有些外牆斜裂。房屋署曾在2005年的全面結構勘察計劃，表示本邨樓宇結構仍然安全，但若延長蘇屋邨壽命，須進行的大型工程，包括：
1. 其中兩座大廈（櫻桃樓及綠柳樓）需要大規模加設鋼製外柱及橫樑，以及鞏固懸臂式走廊的結構；另外六座（金松樓、彩雀樓、丁香樓、百合樓、荷花樓、楓林樓）需要把混凝土護欄更換為鋼欄，以減輕荷載，並以鋼架局部鞏固樓板；
2. 全部十座設有懸臂式走廊的大廈（杜鵑樓、金松樓、櫻桃樓、劍蘭樓、彩雀樓、丁香樓、百合樓、荷花樓、楓林樓、綠柳樓）需要重鋪砂漿地台和更換銹蝕鋼筋；
3. 重澆廁所及垃圾房樓板；
4. 更換天台水缸、露台護欄橫樑及混凝土通花磚；
5. 結構牆及飯廳樑板需要進行結構改善工程

房屋委員會考慮過樓宇的整體狀況（即使維修最多僅可維持十多年）、所需改善工程規模、費用（將蘇屋邨壽命增加15年的費用高達2.5億港元），以及工程可能對住戶造成的滋擾程度後，決定清拆蘇屋邨。當中會保留蘇屋邨入口牌匾、昔日用作售賣火水的白色三角屋及記載整個前蘇屋邨面貌的一幅大型天花壁畫。
至於重建後新蘇屋邨的園林環境方面、則由房屋署園境師谷穎詩著手進行設計。據谷穎詩解說指蘇屋邨重建後保留了190棵樹，當中包括由雅麗珊郡主曾在1961年11月後訪港時今日所種的樹頭菜（又稱為「魚木」、「公主樹」）、該樹齡為50多歲，並指該樹「到四五月便會開出白色和黃色的小花」。例如時事今日，谷穎詩又指於屋邨於2018年遇上颱風「山竹」期間，幸好沒有釀成任何事故，並稱「每次風季來臨前，我們都會修剪樹枝，令樹冠平衡和疏風，不易吹倒。」。此外，她亦指出重建後蘇屋邨不但沿用舊蘇屋邨原有樓宇名稱為樓名，並種植相應的樹木襯托富有花名特色的樓名，例如「蘭花樓與蜘蛛蘭、牡丹樓與山茶花」等。
本來，房屋署早前宣布重建舊蘇屋邨後，一直有意見認為應將該地皮改建私人樓宇，以地盡其用（因為舊蘇屋邨的估值超過300億元，同時亦是目前市面上唯一一處大型的住宅用地）。不過，隨著金融海嘯衝擊，將公屋地皮轉為私樓的壓力降低，因應公屋需求未來將會增加，房署決定把蘇屋邨地皮重建公屋。首期地基平整工程於2010年開始，原定於2015年竣工。不過早前因施工期間被驗出焊料含鉛，需要全面更換喉管，加上天雨頻繁，延誤至2016年9月入伙，第二期地基工程則會於2014年開工，至原定在2018年完工後已延遲到2019年2月才可能竣工，另設有約10,000平方呎商場。
完成重建後的蘇屋邨提供合共6,985個住宅單位，可容納約19,000人。

#### 屋邨重建後及問題
重建後的蘇屋邨扶手電梯簷篷出現漏水問題，令居民暴雨期間被濺濕，致全身濕透，狼狽不堪。房屋署承認，部份排水喉淤塞，以致未能及時排走雨水，曾於出現了滲水後情況，辦事處即時暫停該扶手梯運作及圍封該位置，已疏通喉管。曾在2020年9月21日當天紅色暴雨生效期間，蘇屋邨荷花樓通往綠柳樓的扶手電梯對上的玻璃漏水，雨水濺到扶手梯行人通道，令有蓋通道變成通空一樣，擔心行人會不慎滑倒。有住戶直斥房屋署和物業服務經理早已知悉問題，惟未有跟進，罔顧居民安危。房屋署指，該邨的物業服務辦事處周一接獲1宗報告，投訴該扶手電梯對上的玻璃簷篷滲水，職員檢查後發現排水喉淤塞致未能及時排走雨水，暫停扶手梯運作及圍封該位置。辦事處翌日再派員詳細檢查，發現有硬物阻塞排水喉，喉管疏通後，排水功能已即時回復正常。房署強調，事故期間，並無接獲有人滑倒的意外報告。
蘇屋邨經過重建後，其一、二期過去3年分階段入伙，除了單位頻頻爆出施工問題，區內設施配套亦不足。有地區人士指出該邨「三大問題」，批評屋邨落成至今，社區服務仍未進駐，約六層高的社區綜合服務大樓一直空置，淪為「鬼場」，而邨內幼稚園遲遲仍未招生，恐未能趕及新學年9月入讀，另欠缺「搵食車」月租車位，困擾住戶生活。

## 屋邨資料

### 現時樓宇（重建後）
現時的的蘇屋邨分為兩期重建，已於2016-2019年分階段入伙。沿用曾用於舊蘇屋邨的14座、以花卉命名的中英文樓宇名稱，唯「楓林樓」及「丁香樓」不予以再次採用。
| 樓宇名稱（座號）                    | 樓宇類型                           | 入伙日期      | 層數 | 每層伙數 | 每座單位總數（伙） | 建築師 | 承建商   | 提供升降機的廠商 | 期數 |
| ----------------------------------- | ---------------------------------- | ------------- | ---- | --- | ------------------ | --- | -------- | ---------------- | ---- |
| 蘭花樓（第1座） （英語：Orchid House）          | 非標準設計大廈 （L型）             | 2016年9月     | 23   | 1~10樓：26個單位 11~18樓：15個單位，不設6號至22號單位，以避開大埔道及呈祥道的噪音影響 19~23樓：7個單位，不設_號至_號單位，以避開大埔道及呈祥道的噪音影響             | 405                | 房屋署總建築師陸光偉、 房屋署高級建築師何國成、 周林建築師有限公司、 王歐陽（香港）有限公司（只負責機電工程設計） | 瑞安建業 | 蒂森克虜伯       | 1    |
| 壽菊樓（第2座） （英語：Marigold House）          | 非標準設計大廈 （Z型）             | 2016年9月     | 23   | 1~12樓：32個單位 13~23樓：16個單位，不設6號至11號單位，以避開大埔道及呈祥道的噪音影響                                                                                | 548                | 房屋署總建築師陸光偉、 房屋署高級建築師何國成、 周林建築師有限公司、 王歐陽（香港）有限公司（只負責機電工程設計） | 瑞安建業 | 蒂森克虜伯       | 1    |
| 牡丹樓（第3座） （英語：Peony House）          | 非標準設計大廈 （Z型）             | 2016年9月     | 22   | 1~13樓：32個單位 14~18樓：15個單位，不設6號至21號單位，以避開大埔道、龍翔道及呈祥道的噪音影響 19~22樓：7個單位，不設_號至_號單位，以避開大埔道及呈祥道的噪音影響     | 506                | 房屋署總建築師陸光偉、 房屋署高級建築師何國成、 周林建築師有限公司、 王歐陽（香港）有限公司（只負責機電工程設計） | 瑞安建業 | 蒂森克虜伯       | 1    |
| 金松樓（第4座） （英語：Cedar House）          | 非標準設計大廈 （L型）             | 2016年9月     | 29   | 3~5樓：15個單位 6~29樓：19個單位 | 500                | 房屋署總建築師陸光偉、 房屋署高級建築師何國成、 周林建築師有限公司、 王歐陽（香港）有限公司（只負責機電工程設計） | 瑞安建業 | 蒂森克虜伯       | 1    |
| 綠柳樓（第5座） （英語：Willow House）          | 非標準設計大廈 （L型）             | 2016年9月     | 29   | 3~5樓：15個單位 6~29樓：19個單位 | 500                | 房屋署總建築師陸光偉、 房屋署高級建築師何國成、 周林建築師有限公司、 王歐陽（香港）有限公司（只負責機電工程設計） | 瑞安建業 | 蒂森克虜伯       | 1    |
| 櫻桃樓（第6座） （英語：Cherry House）          | 非標準設計大廈 （L型）             | 2016年9月     | 25   | 1~4樓：20個單位，不設10~11號單位 5~10樓/12~18樓：22個單位 11樓：21個單位，1110室為消防加壓泵房 19~25樓：16個單位，不設12號至17號單位，以避開大埔道及龍翔道的噪音影響 | 499                | 房屋署總建築師陸光偉、 房屋署高級建築師何國成、 周林建築師有限公司、 王歐陽（香港）有限公司（只負責機電工程設計） | 瑞安建業 | 蒂森克虜伯       | 1    |
| 荷花樓（第7座） （英語：Lotus House）          | 非標準設計大廈 （T型）             | 2019年2月21日 | 39   | 5~39樓：22個單位 | 769                | 房屋署總建築師陸光偉、 房屋署高級建築師何國成、 周林建築師有限公司、 王歐陽（香港）有限公司（只負責機電工程設計） | 瑞安建業 | 通力             | 2    |
| 百合樓（第8座） （英語：Lily House）          | 非標準設計大廈 （T型）             | 2019年2月21日 | 40   | 5~40樓：22個單位 | 791                | 房屋署總建築師陸光偉、 房屋署高級建築師何國成、 周林建築師有限公司、 王歐陽（香港）有限公司（只負責機電工程設計） | 瑞安建業 | 通力             | 2    |
| 彩雀樓 （第9座） （英語：Larkspur House）         | 非標準設計大廈 （T型）             | 2019年2月21日 | 27   | 5~27樓：24個單位 | 551                | 房屋署總建築師陸光偉、 房屋署高級建築師何國成、 周林建築師有限公司、 王歐陽（香港）有限公司（只負責機電工程設計） | 瑞安建業 | 通力             | 2    |
| 劍蘭樓（第11A座） （英語：Gladiolus House）        | 非標準設計大廈 （短T型雙座式）     | 2019年2月21日 | 22   | 3~22樓：15個單位 | 299                | 房屋署總建築師陸光偉、 房屋署高級建築師何國成、 周林建築師有限公司、 王歐陽（香港）有限公司（只負責機電工程設計） | 瑞安建業 | 通力             | 2    |
| 石竹樓（第11B座） （英語：Carnation House）        | 非標準設計大廈 （短T型雙座式）     | 2019年2月21日 | 22   | 3~22樓：15個單位 | 299                | 房屋署總建築師陸光偉、 房屋署高級建築師何國成、 周林建築師有限公司、 王歐陽（香港）有限公司（只負責機電工程設計） | 瑞安建業 | 通力             | 2    |
| 杜鵑樓（第12座） （英語：Azalea House）         | 非標準設計大廈 （長型）            | 2019年2月21日 | 22   | 3~22樓：18個單位 | 359                | 房屋署總建築師陸光偉、 房屋署高級建築師何國成、 周林建築師有限公司、 王歐陽（香港）有限公司（只負責機電工程設計） | 瑞安建業 | 通力             | 2    |
| 海棠樓（第13座） （英語：Begonia House）         | 非標準設計大廈 （長型）            | 2019年2月21日 | 22   | 2~22樓：18個單位 | 377                | 房屋署總建築師陸光偉、 房屋署高級建築師何國成、 周林建築師有限公司、 王歐陽（香港）有限公司（只負責機電工程設計） | 瑞安建業 | 通力             | 2    |
| 茶花樓A座及B座（第14座） （英語：Camellia House Block A&B） | 非標準設計大廈 （短「I」型雙座式） | 2018年8月10日 | 21   | 6~17樓：27個單位 18~21樓：14個單位，不設8號至15號單位及23號至27號單位，以避開大埔道景觀影響                                                                          | 380                | 房屋署總建築師陸光偉、 房屋署高級建築師何國成、 周林建築師有限公司、 王歐陽（香港）有限公司（只負責機電工程設計） | 瑞安建業 | 蒂森克虜伯       | 1    |

（註：第一期第10座為蘇屋社區綜合服務大樓、天橋及蘇屋邨辦事處大樓；由於並非作住宅用途，所以不列在上表）

### 歷代樓宇（重建前）
舊邨重建前共有16座樓宇，全部皆以花卉的中英文名稱命名，當中以1960-1963年分階段入伙、2010-2013年分五期重建，@表示之樓宇名稱在重建後獲得重用，以延續富有特色的樓宇名稱。
| 重建前的蘇屋邨             | 重建前的蘇屋邨 | 重建前的蘇屋邨 | 重建前的蘇屋邨 | 重建前的蘇屋邨 | 重建前的蘇屋邨 | 重建前的蘇屋邨 | 重建前的蘇屋邨  |
| 樓宇名稱（座號）           | 樓宇類型       | 入伙年份       | 拆卸年份       | 承建商         | 建築師         | 期數           | 安置屋邨        |
| -------------------------- | -------------- | -------------- | -------------- | -------------- | -------------- | -------------- | --------------- |
| 杜鵑樓（S座）@ （英語：Azalea House）  | 舊長型         | 1960年         | 2013年         | 昌利建築       | 利安建築師樓   | 1              | 石硤尾邨 元州邨 |
| 海棠樓 （T座）@ （英語：Begonia House） | 舊長型         | 1960年         | 2013年         | 昌利建築       | 利安建築師樓   | 1              | 石硤尾邨 元州邨 |
| 茶花樓（U座）@ （英語：Camelia House）  | 舊長型         | 1960年         | 2013年         | 昌利建築       | 利安建築師樓   | 1              | 石硤尾邨 元州邨 |
| 百合樓（P座） @ （英語：Lily House） | T型            | 1961年         | 2013年         | 德榮建築       | 陸謙受建築師樓 | 2              | 石硤尾邨 元州邨 |
| 彩雀樓（Q座）@ （英語：Larkspur House）  | T型            | 1961年         | 2013年         | 德榮建築       | 陸謙受建築師樓 | 2              | 石硤尾邨 元州邨 |
| 荷花樓（R座） @ （英語：Lotus House） | T型            | 1961年         | 2013年         | 德榮建築       | 陸謙受建築師樓 | 2              | 石硤尾邨 元州邨 |
| 楓林樓（E座） （英語：Maple House）   | Y型（舊式）    | 1961年         | 2010年         | 德榮建築       | 司徒惠建築師樓 | 3              | 元州邨 彩盈邨   |
| 丁香樓（F座） （英語：Lilac House）   | Y型（舊式）    | 1961年         | 2010年         | 德榮建築       | 司徒惠建築師樓 | 3              | 元州邨 彩盈邨   |
| 金松樓（G座）@ （英語：Cedar House）  | Y型（舊式）    | 1961年         | 2010年         | 德榮建築       | 司徒惠建築師樓 | 3              | 元州邨 彩盈邨   |
| 綠柳樓（H座）@ （英語：Willow House）  | Y型（舊式）    | 1961年         | 2010年         | 德榮建築       | 司徒惠建築師樓 | 3              | 元州邨 彩盈邨   |
| 櫻桃樓（I座）@ （英語：Cherry House）  | Y型（舊式）    | 1961年         | 2010年         | 德榮建築       | 司徒惠建築師樓 | 3              | 元州邨 彩盈邨   |
| 劍蘭樓（M座）@ （英語：Gladiolus House）  | 相連舊長型     | 1962年         | 2010年         | 聯星建築       | 周李氏建築師樓 | 4              | 元州邨 彩盈邨   |
| 石竹樓（D座）@ （英語：Carnation House）  | 相連舊長型     | 1963年         | 2010年         | 聯星建築       | 周李氏建築師樓 | 5              | 元州邨 彩盈邨   |
| 壽菊樓（C座） @ （英語：Marigold House） | 相連舊長型     | 1963年         | 2010年         | 聯星建築       | 周李氏建築師樓 | 5              | 元州邨 彩盈邨   |
| 蘭花樓（B座）@ （英語：Orchid House）  | 相連舊長型     | 1963年         | 2010年         | 聯星建築       | 周李氏建築師樓 | 5              | 元州邨 彩盈邨   |
| 牡丹樓 （A座）@ （英語：Peony House） | 相連舊長型     | 1963年         | 2010年         | 聯星建築       | 周李氏建築師樓 | 5              | 元州邨 彩盈邨   |

粗體表示該樓宇牽涉26座問題公屋醜聞，其混凝土強度未達高層單位20.7MPa或低層單位31MPa的標準，由於情況較為嚴重加上樓宇老化，考慮過樓宇的整體狀況過後、分別於2010至2013年期間清拆重建。

## 屋邨設施

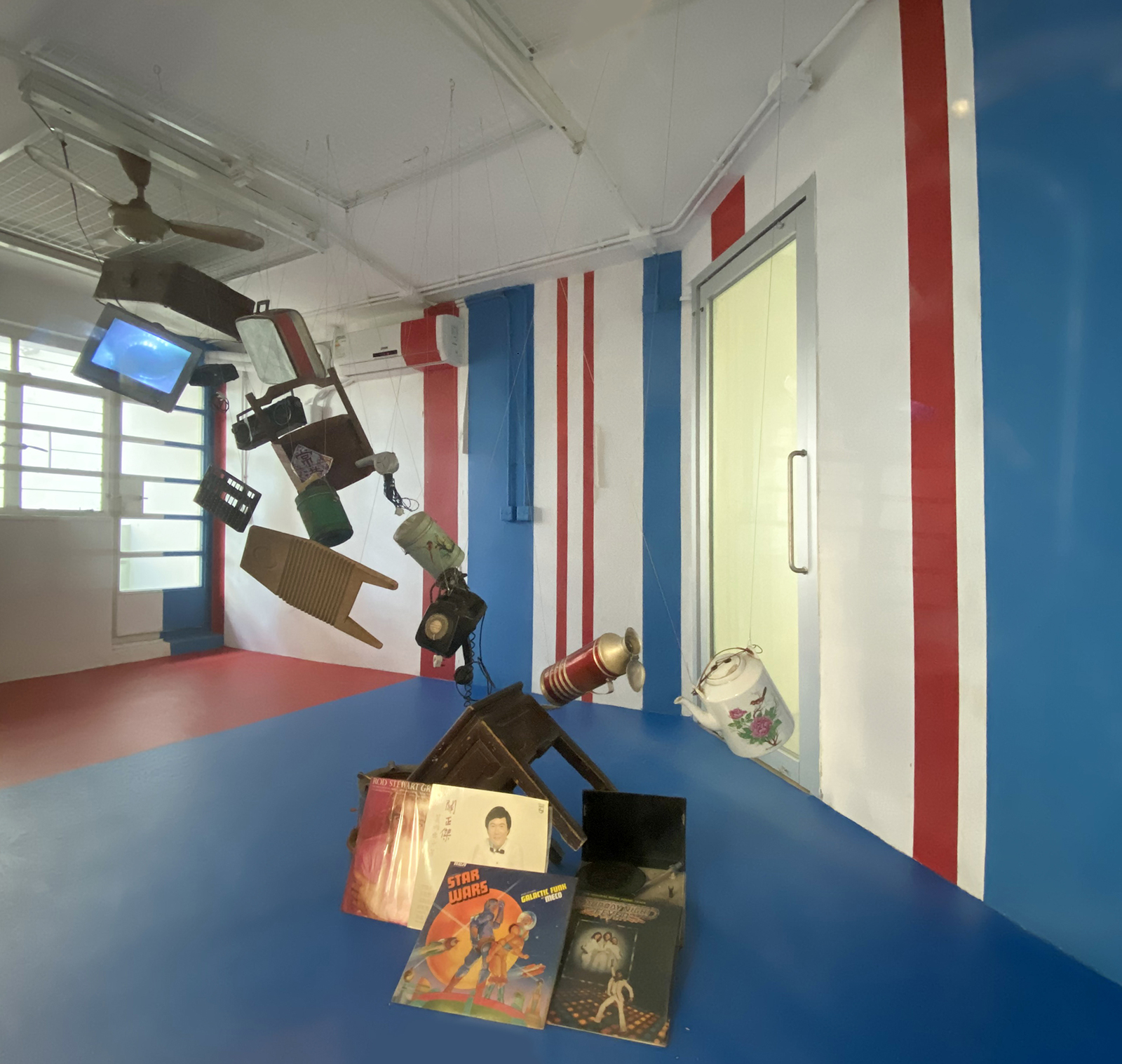
楓林樓底層部份展示2009年重建前所收集的歷史舊物，例如上世紀的舊式生活用品

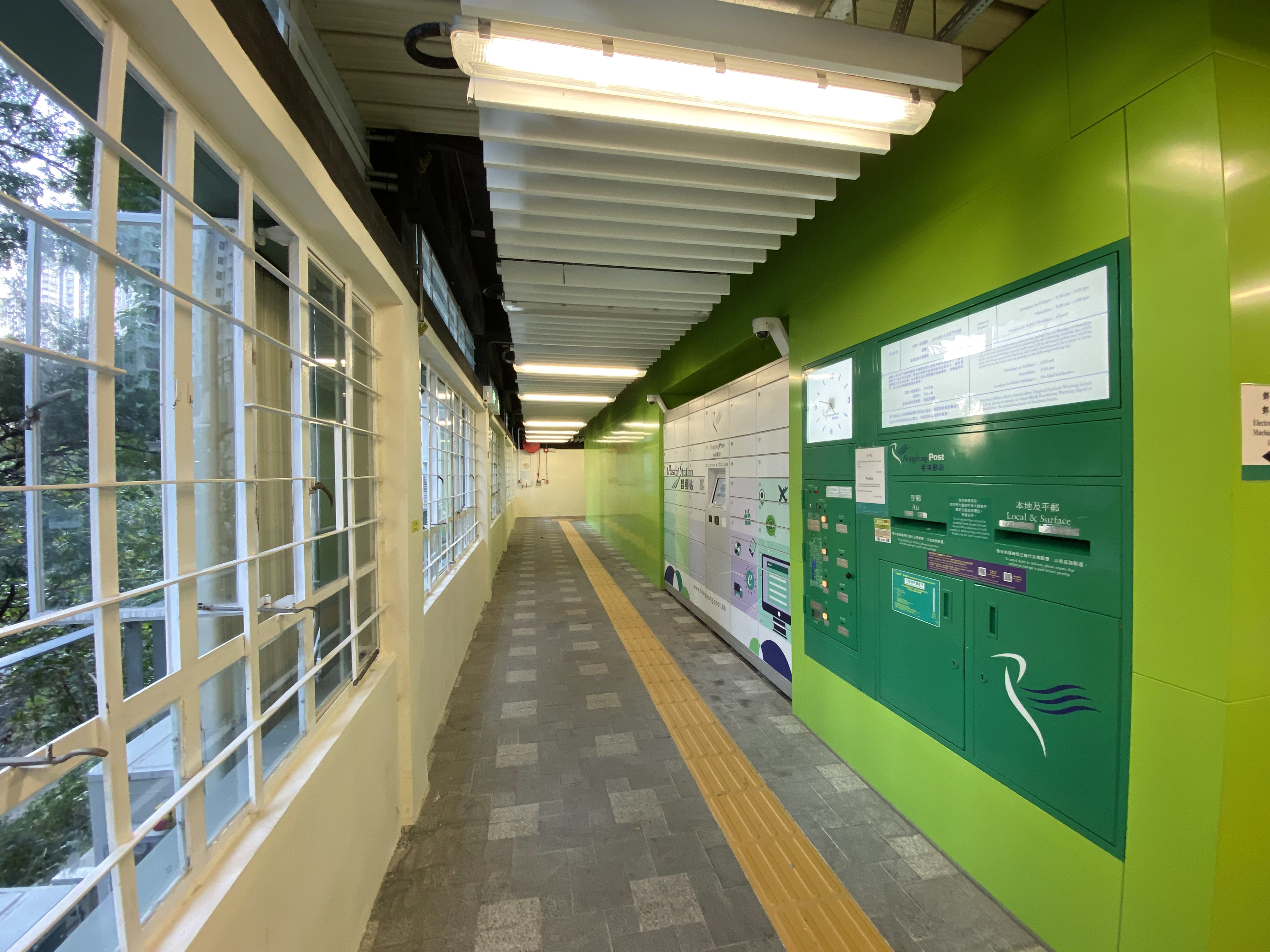
蘇屋郵政局保留舊蘇屋邨辦事處的窗花（2019年11月）

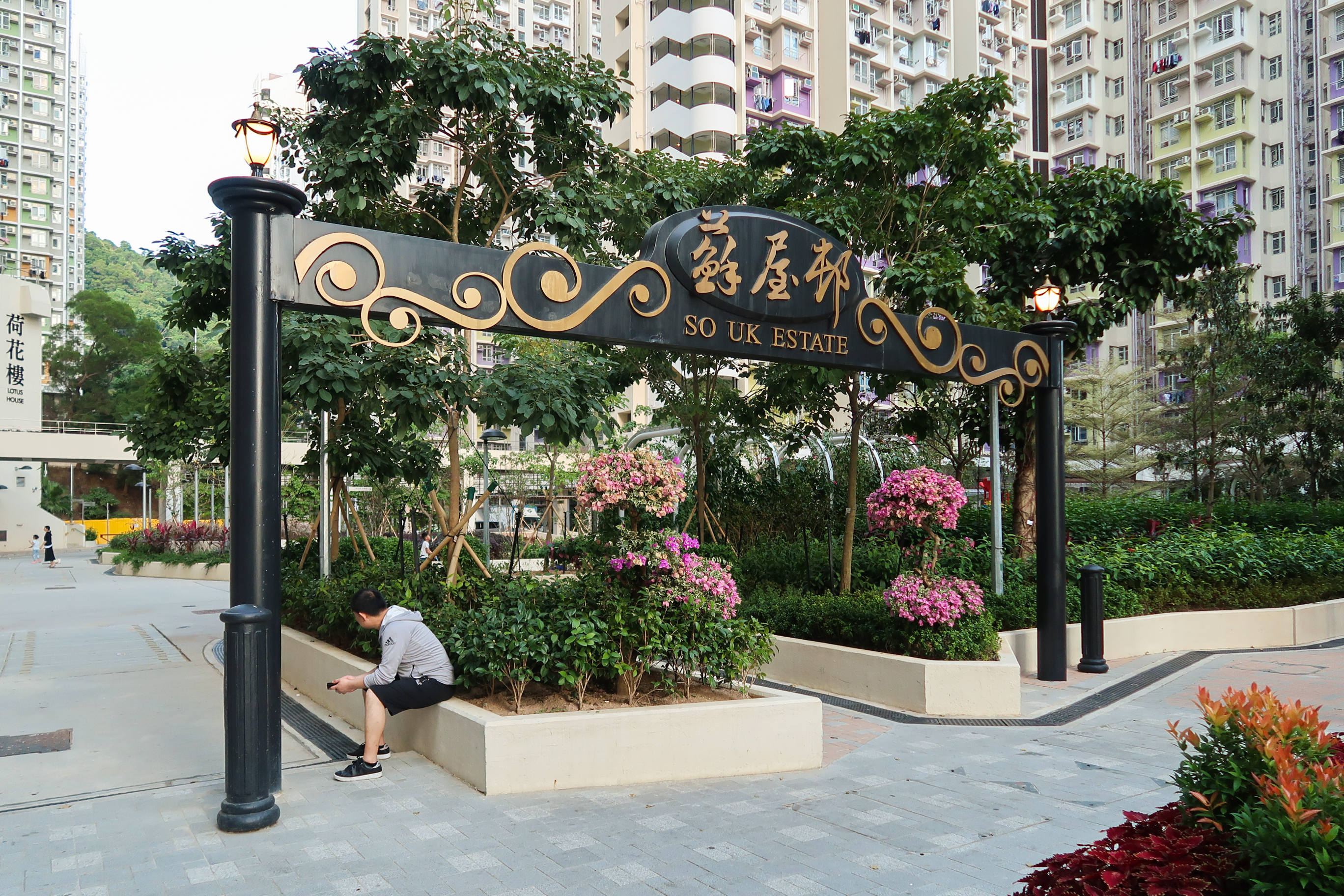
前屋邨入囗門廊在邨內二期重置（2019年11月）

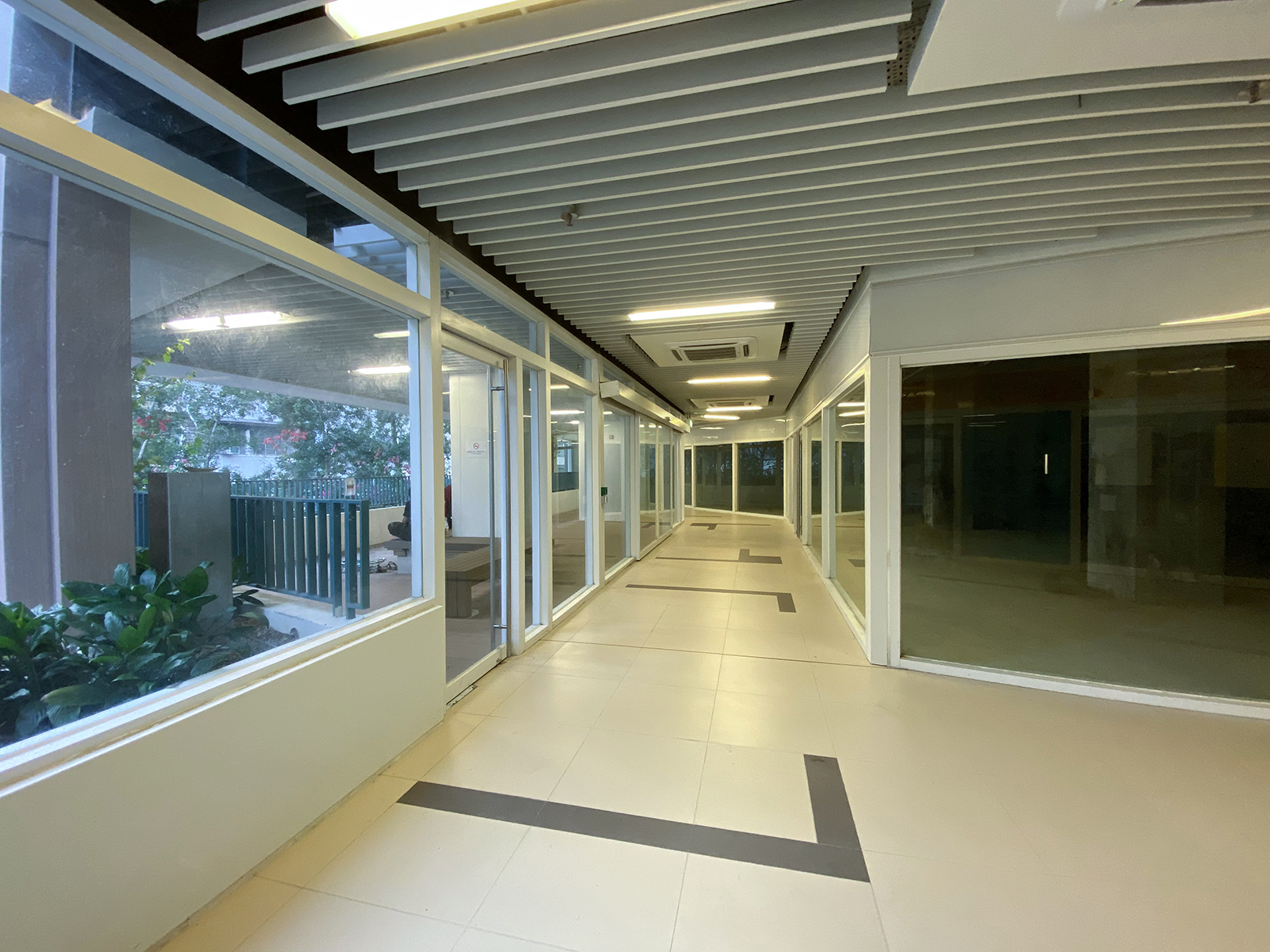
蘇屋商場1樓部份商店仍空置中（2019年11月）

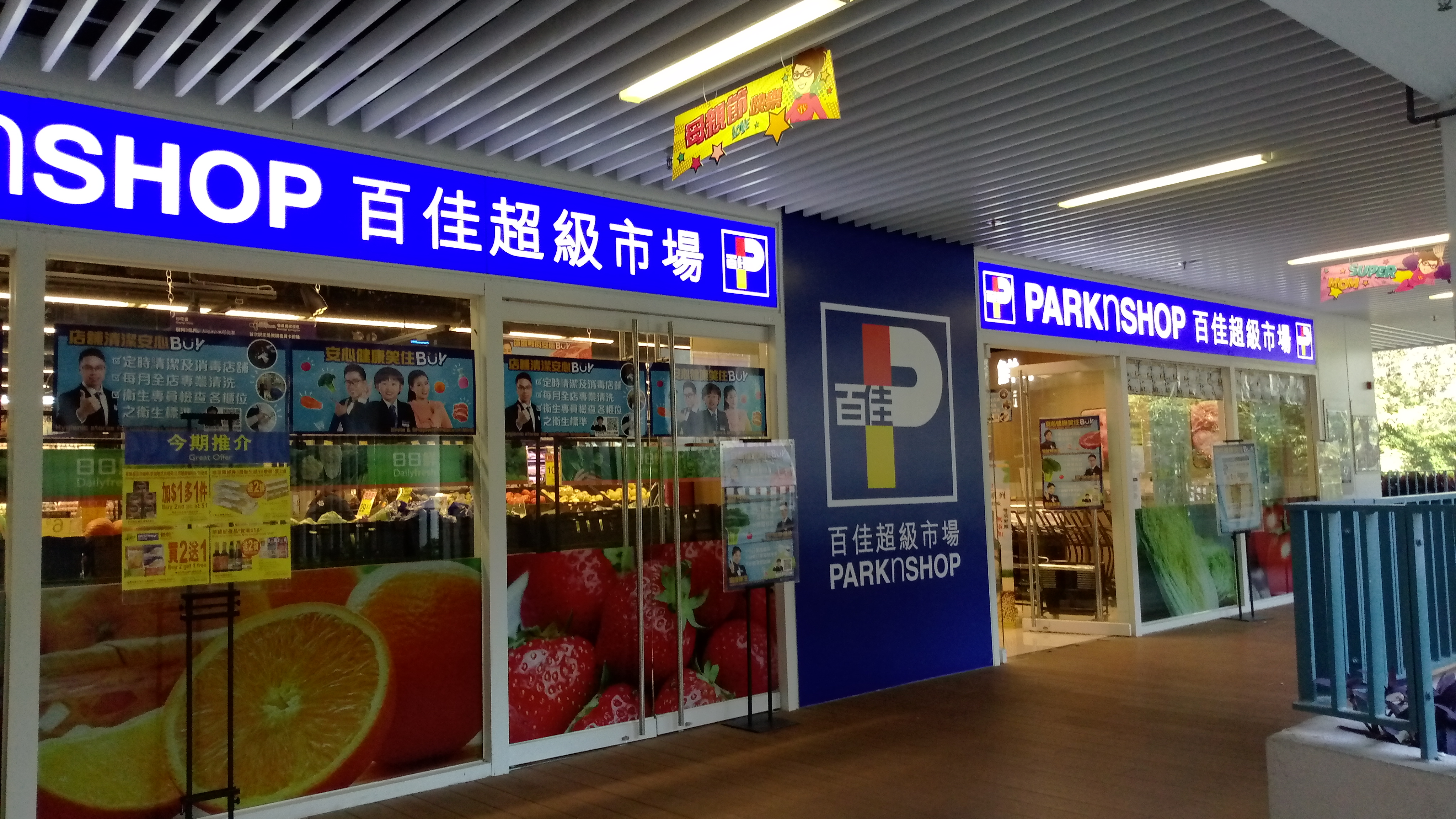
蘇屋商場的百佳分店

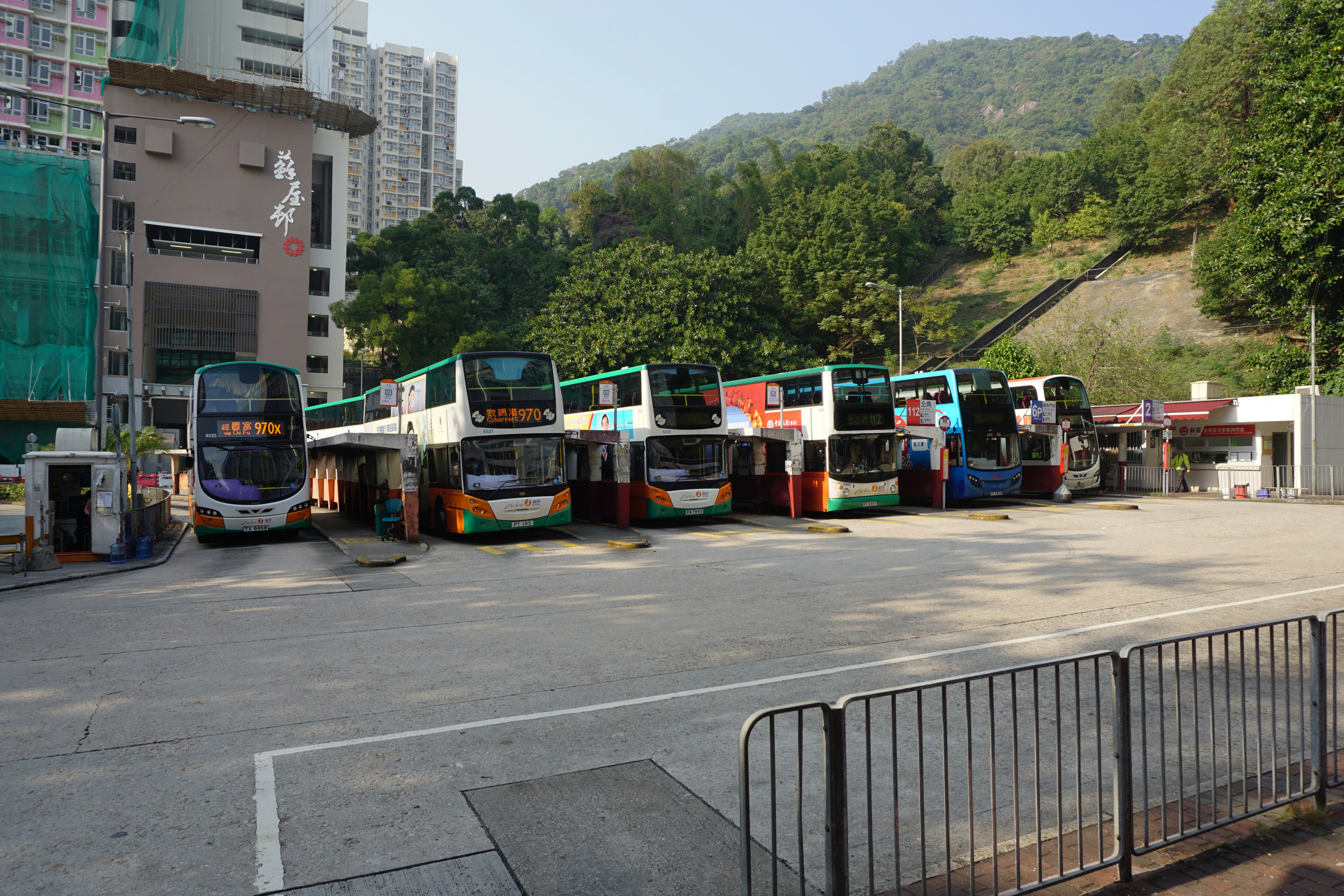
蘇屋巴士總站

### 康樂、休憩及公共設施
兒童遊樂場、籃球場、羽毛球場和停車場。
另外，前屋邨辦事處活化後以象徵式租金租予郵政局，取代未獲續約的李鄭屋商場郵局。

### 社會服務及福利設施
特殊幼兒中心暨早期教育及訓練中心、兒童之家、嚴重殘疾人士護理院、綜合職業康復服務中心、中度及嚴重弱智人士宿舍、展能中心。

### 商業設施
屋邨設有商場，並名為蘇屋商場、位於保安道／長發街交界。商場樓高兩層，設有酒樓、便利店、餐廳、超級市場、髮型屋等設施；唯有部份商店仍空置中。

### 已停辦或遷出學校
- 蘇屋北官立小學（1970年代被殺校，成為燕京書院舊校舍）
- 蘇屋南官立小學（1983年被殺校，併入燕京書院舊校舍）
- 中華基督教會燕京書院（位於蘇屋北官立小學及蘇屋南官立小學舊址；2000年遷往青衣）
- 職業訓練局青年學院（蘇屋）分校（位於百合樓地下，2010年遷往葵涌葵芳）[17]

## 事蹟

### 現況
- 舊蘇屋邨的是香港屋宇建設委員會（房屋委員會前身）繼北角邨及西環邨之後為策劃建設的第三個屋邨，當時就獲譽為遠東規模最大的地區性住宅計劃。
- 楓林樓、丁香樓、金松樓、綠柳樓及櫻桃樓亦是香港首批Y型設計的公屋大廈（不要與由房委會於1980年代初設計的Y型大廈設計混淆）。
- 舊蘇屋邨曾於1961年11月8日訪問本邨的雅麗珊郡主（H.R.H. Princess Alexandra），栽種了一棵櫻桃樹亦稱公主樹，位於前蘇屋邨內房屋署辦事處旁邊，當時在重建計劃中獲得保留[18]。
- 第一代運用海水沖廁的舊式屋邨，由司徒惠建築師樓負責蘇屋邨的海水沖廁系統設計，海水泵房位於長沙灣海濱，而海水供水管則沿興華街抽上海拔280米高，大埔道對上的水務署海水配水庫，再分配給蘇屋邨的用戶。
- 舊蘇屋邨背山前面望海邊，交通便捷，環境清幽，已有近50年歷史。早年的舊蘇屋邨曾是舊式公屋的皇牌設計後，入住者大都具有一定的經濟能力，可算是香港中產階級的搖籃，不少邨民的後裔甚至到了西歐、北美等海外地區開枝散葉。
- 到了2006年3月底下旬，現時任職則為全國人大常委會委員長吳邦國曾造訪問先後的舊蘇屋邨，有近46年歷史舊蘇屋邨分為兩期階段進行清拆中的歷史以來記錄。

## 軼事

### 蘇屋邨三寶
- 「蘇屋邨三寶」等前蘇屋邨舊建築物在重建計劃中保留和活化，以傳承屋邨的歷史。燕子亭復修後保留於原址；小白屋復修和活化後作商業用途；前屋邨入囗門廊將在邨內重置。其他舊建築物如前屋邨辦事處，重建後用途稍後再作安排；前面楓林樓的部份地下大堂結構已保留和復修；部份舊邨具歷史價值的物品，將視乎情況在前楓林樓內展示；雅麗珊郡主栽種的樹都獲保留，重拾並延續集體回憶[18]。
- 作為「蘇屋邨三寶」之一的拱型燕子上還有一幅全港唯一「3D」大型天花壁畫，由壁畫學會籌組成員兼畫家麥榮創作，內容為記載重建前的蘇屋邨舊貌；該壁畫面積超過120平方米（換算為約1,300呎），但基於人類視角僅有120度，故此不能一眼看見整幅壁畫。壁畫連同燕子亭一同得以復修後保留於原址，並再次邀請麥榮為該壁畫進行修復及重新髹上色彩、以展現活力[7]。

### 體育
- 花花足球會由居住在蘇屋邨的一班熱愛足球人士於1979年組成，最初只參加小型足球比賽，後於1980年代加入角逐由香港足總主辦之足球聯賽，1985-86年度球季升级至香港甲組足球聯賽。

## 著名居民
- 許冠傑、許冠文、許冠英及許冠武四兄弟和父母曾住彩雀樓。
- 黃家強、黃家駒兄弟：樂隊Beyond成員、曾住茶花樓
- 蔡楓華：曾住楓林樓
- 伍衛國：曾住楓林樓
- 謝天華
- 周啟生
- 林嘉華
- 黃天鐸：曾住牡丹樓
- 陸光偉：房屋署總建築師，曾負責設計此邨重建後樓宇

## 相片集

### 蘇屋邨往時面貌

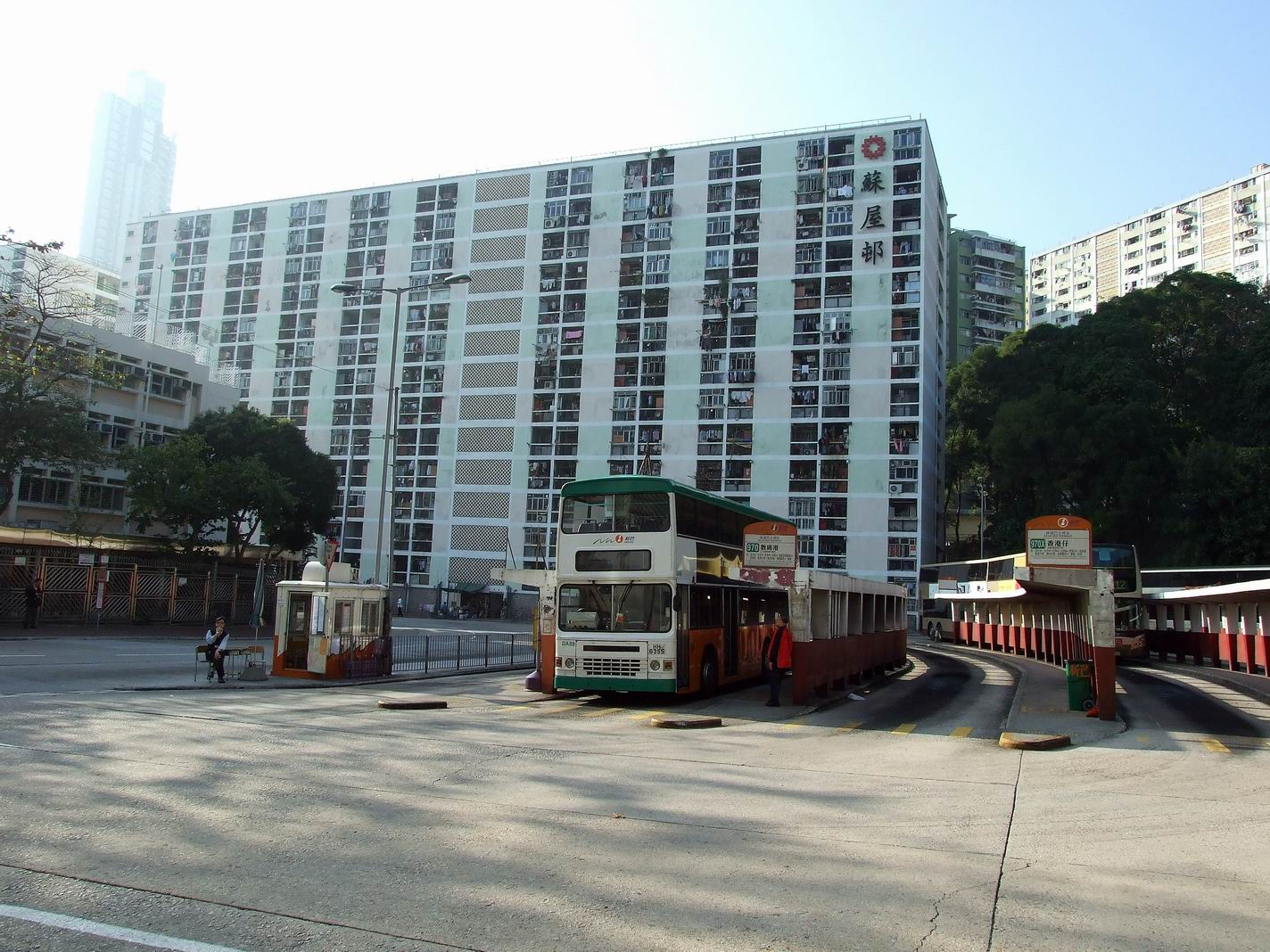
重建前蘇屋邨茶花樓
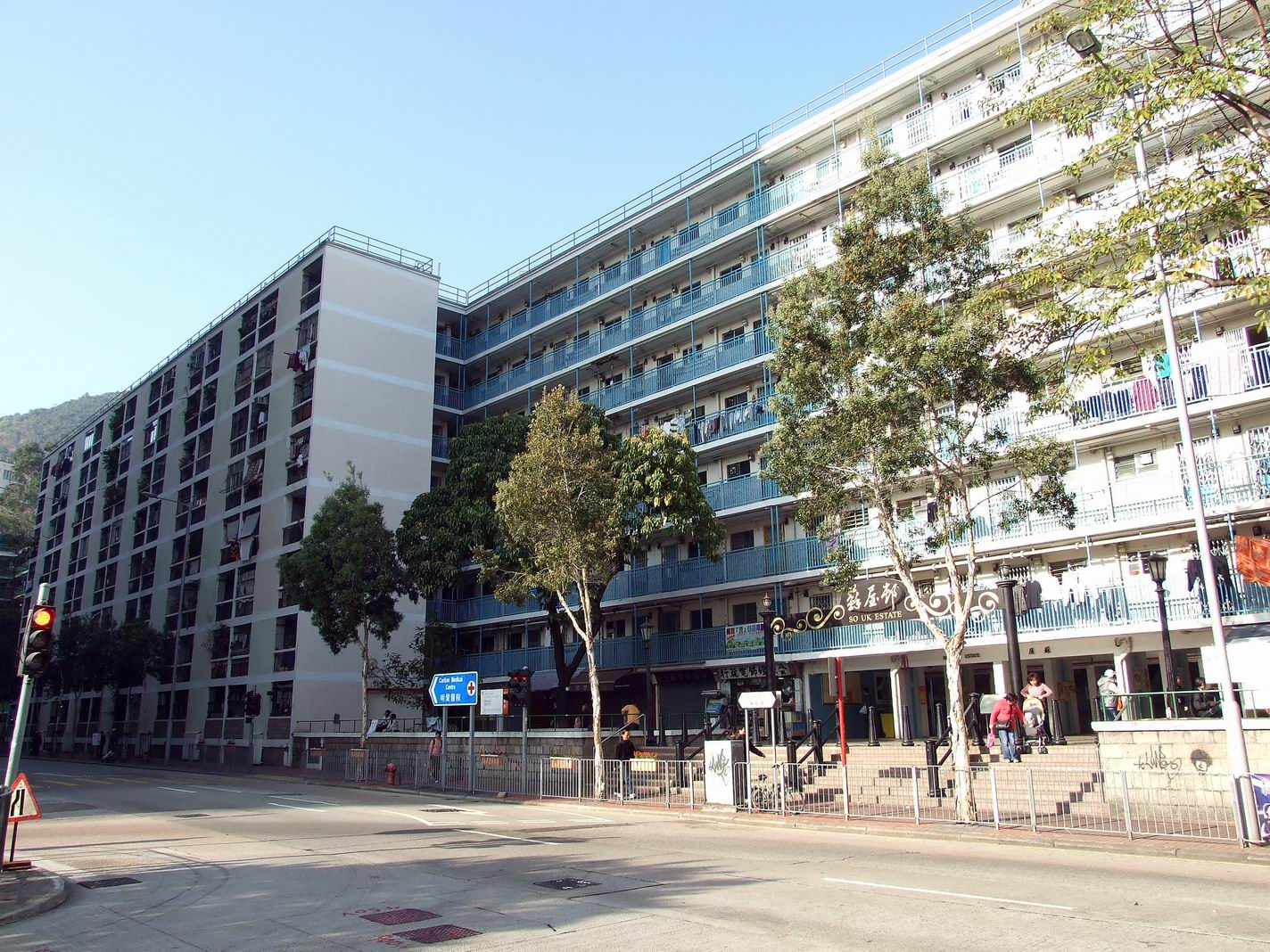
重建前蘇屋邨杜鵑樓
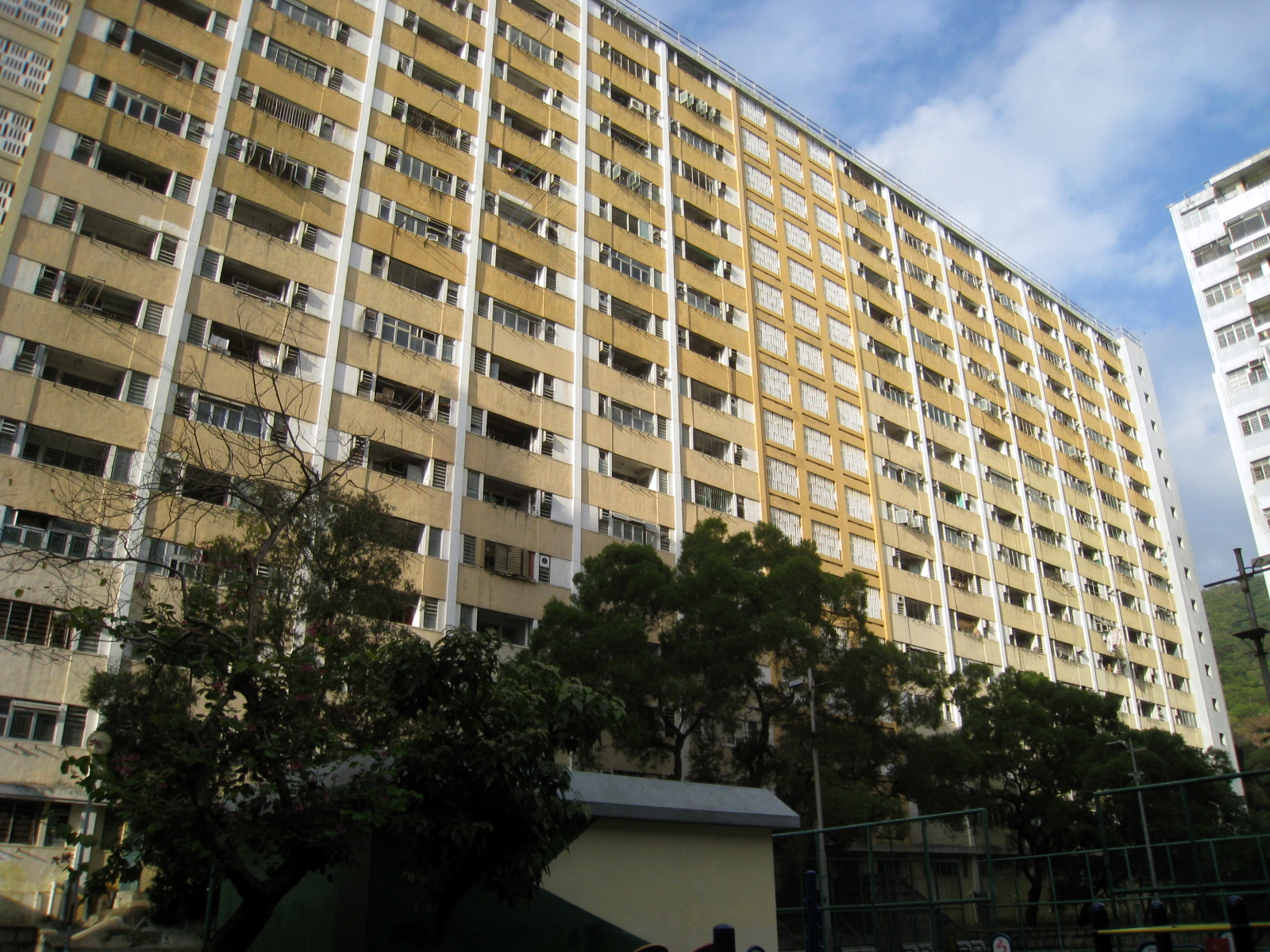
重建前蘇屋邨牡丹樓
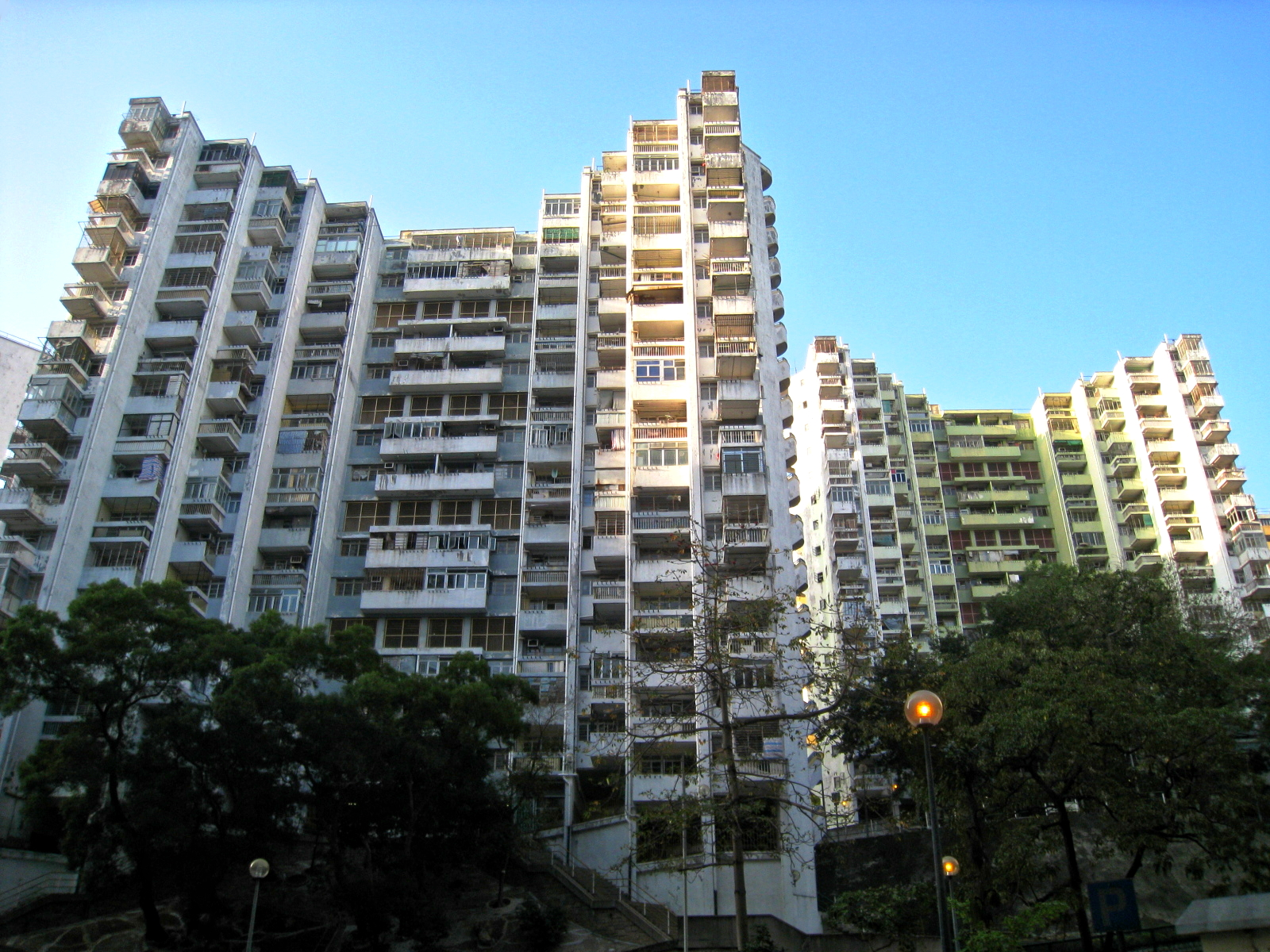
重建前蘇屋邨金松樓及楓林樓
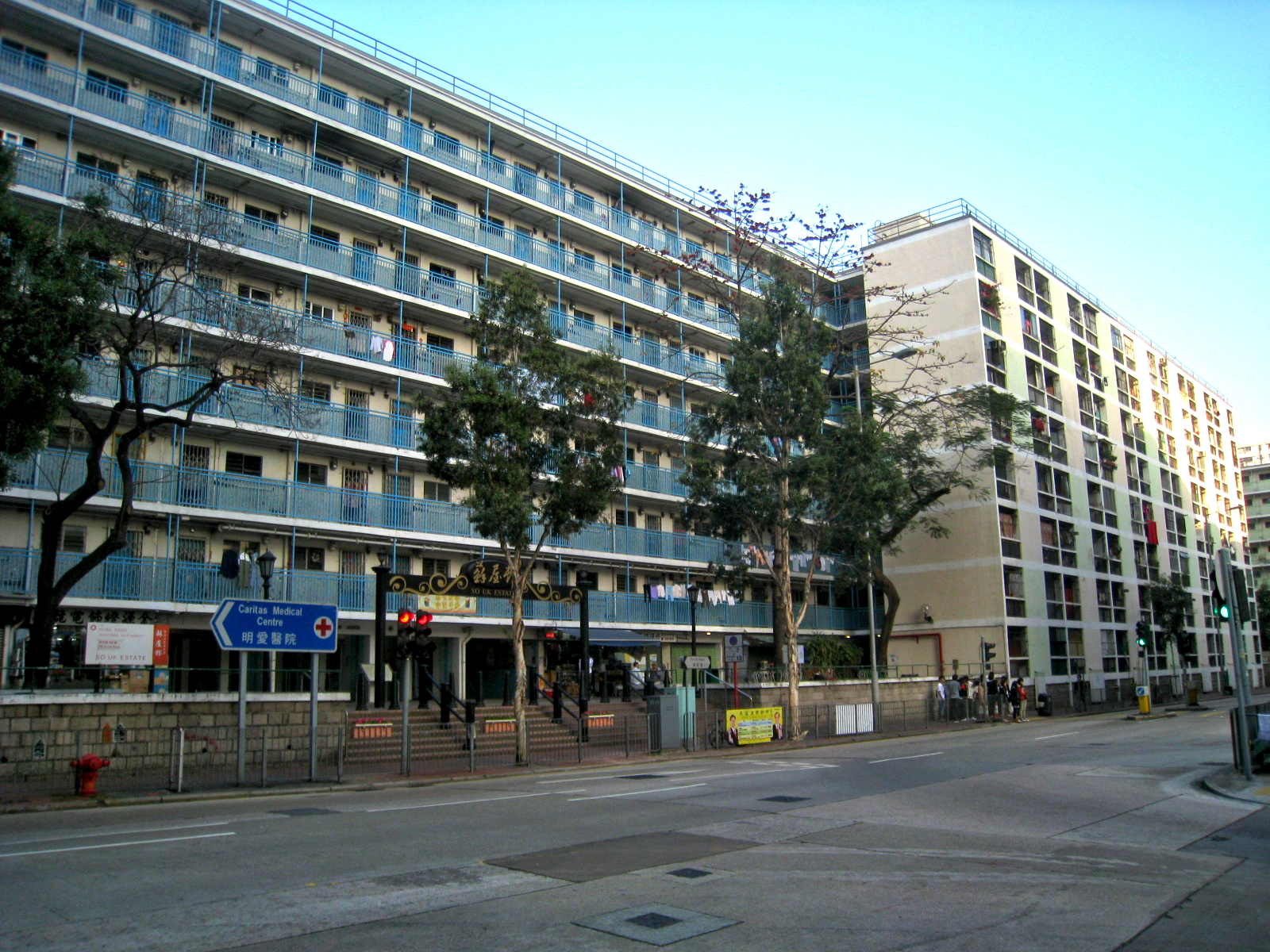
重建前蘇屋邨保安道入口（2009年2月）
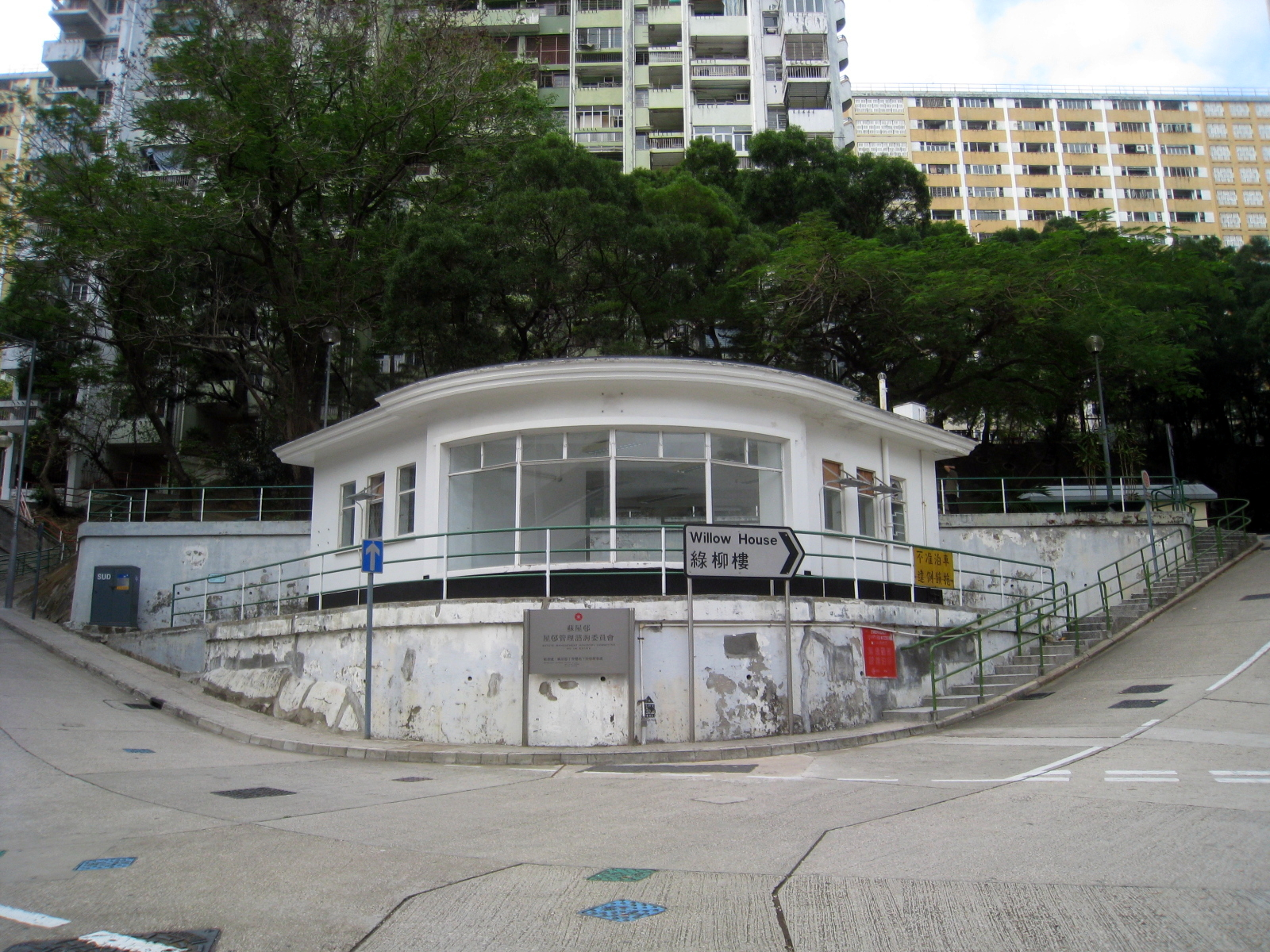
重建前蘇屋邨油站
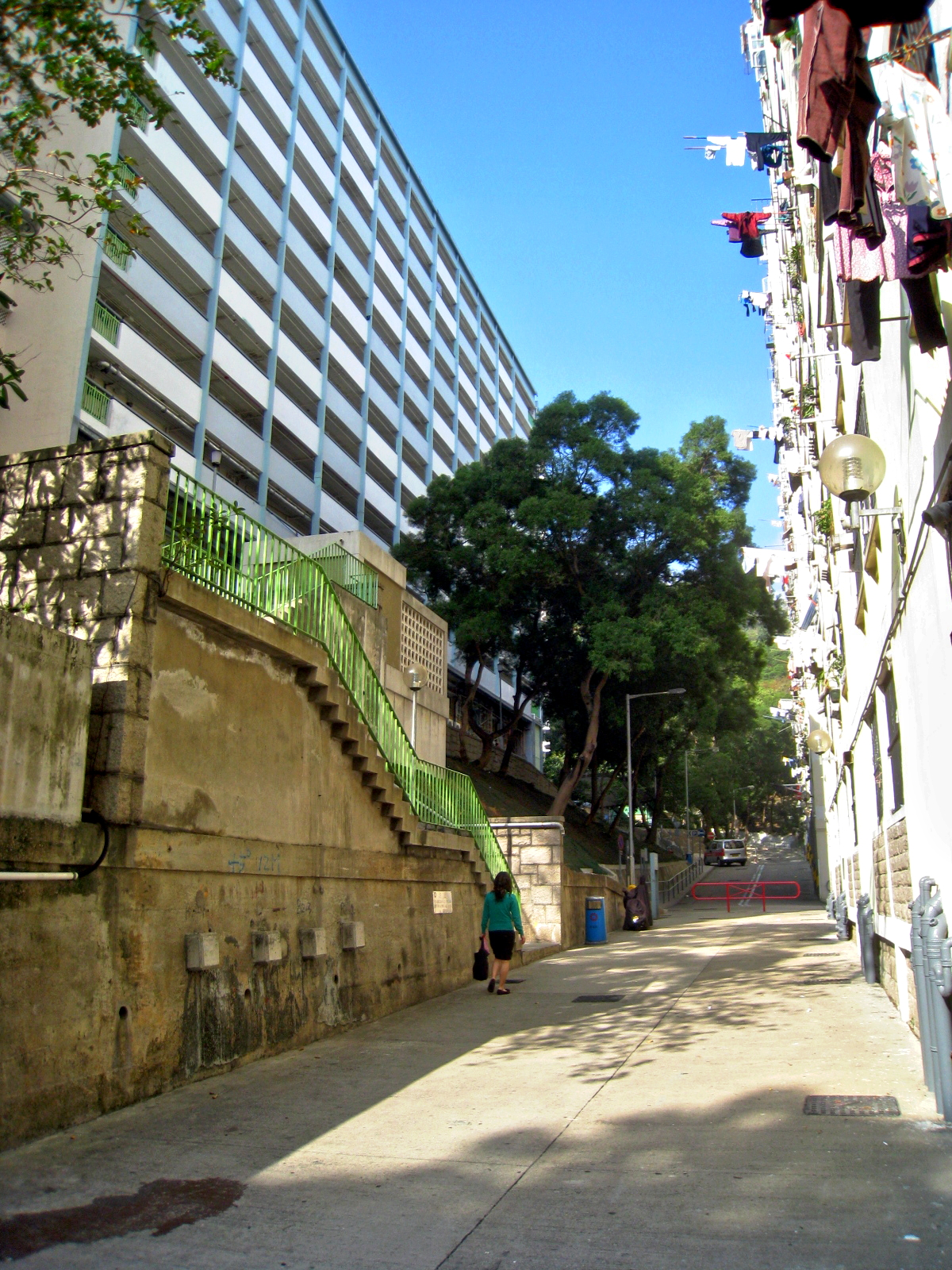
重建前蘇屋邨通道
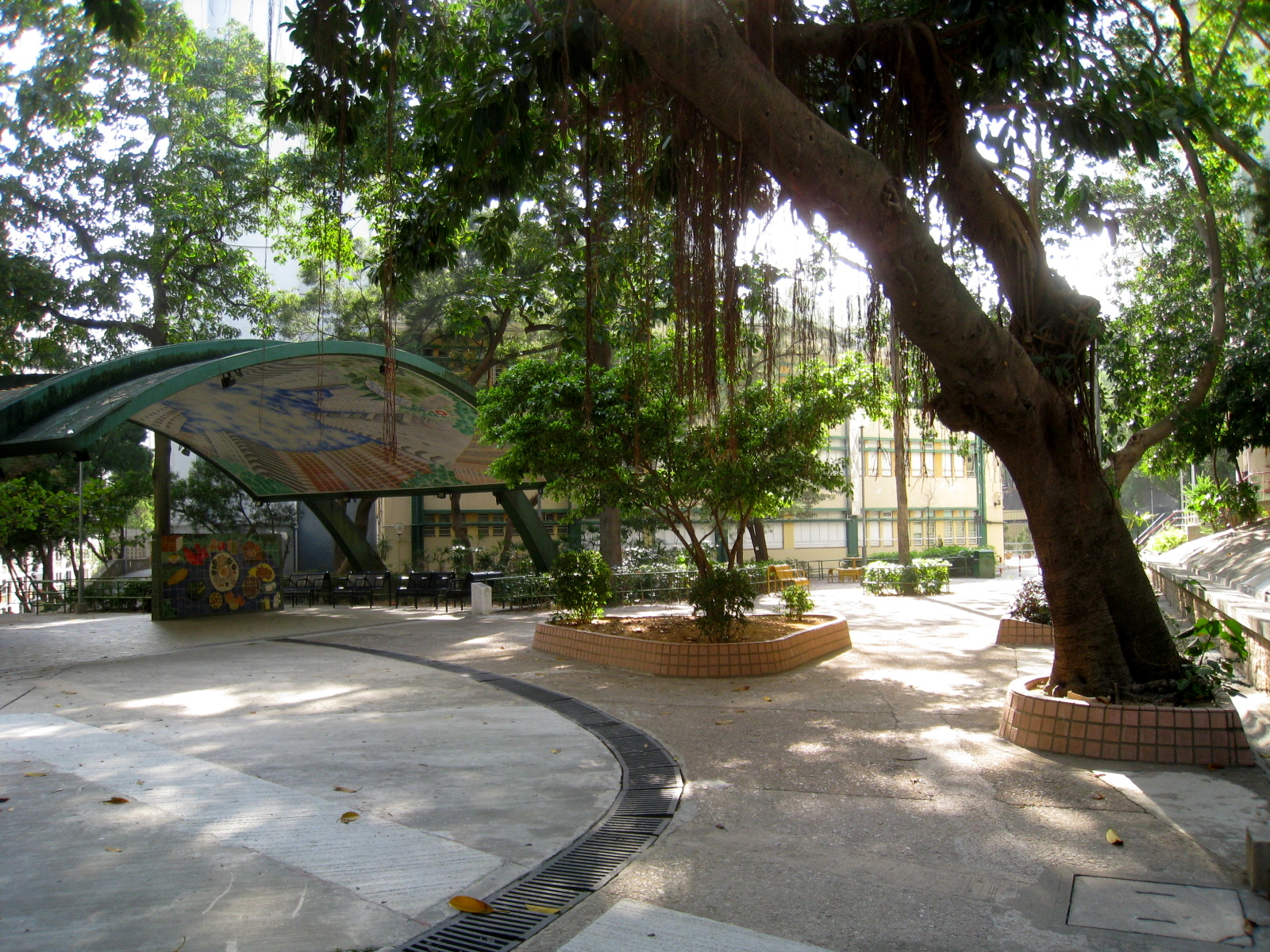
重建前蘇屋邨休憩空間
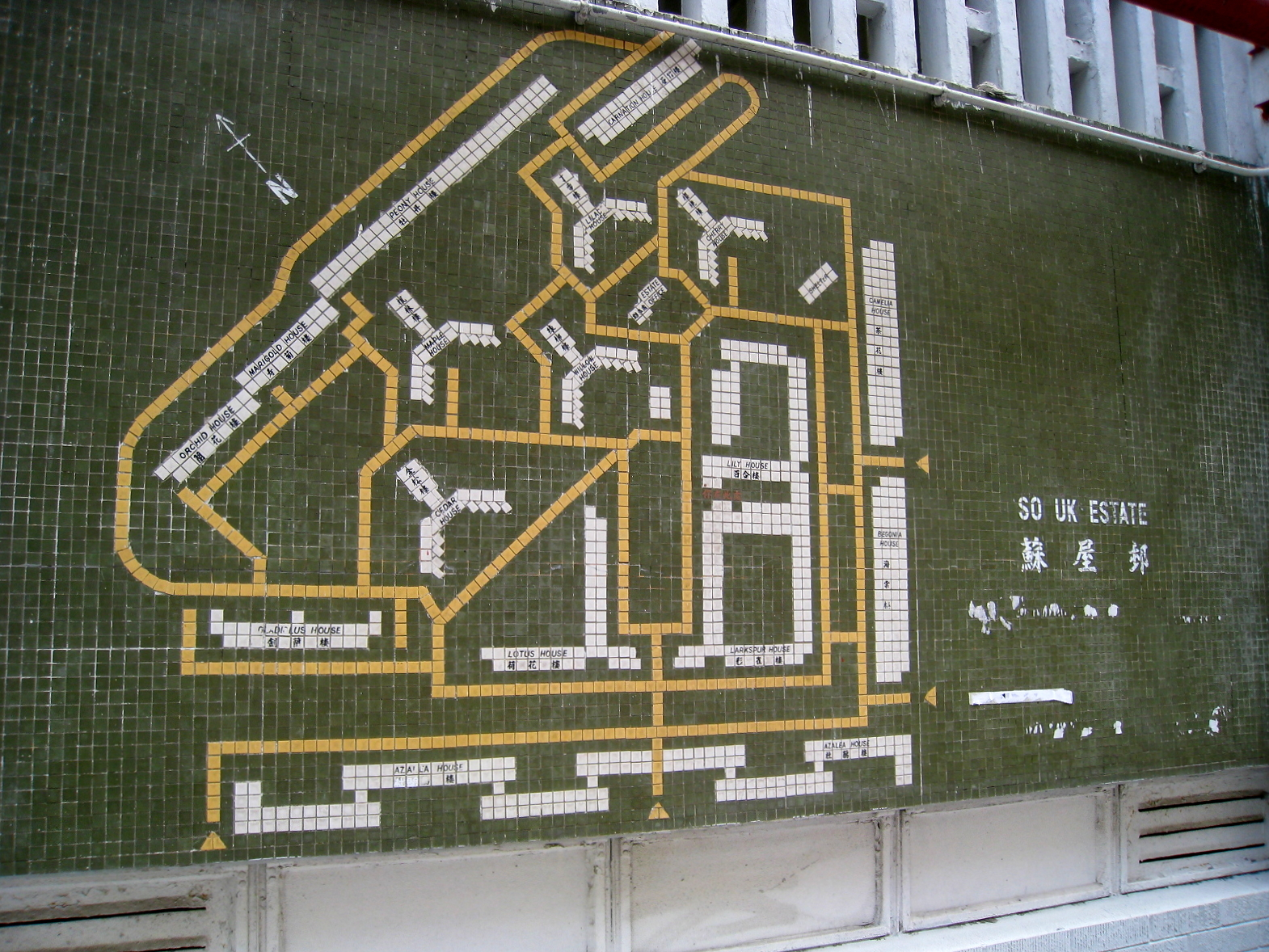
重建前蘇屋邨馬賽克地圖
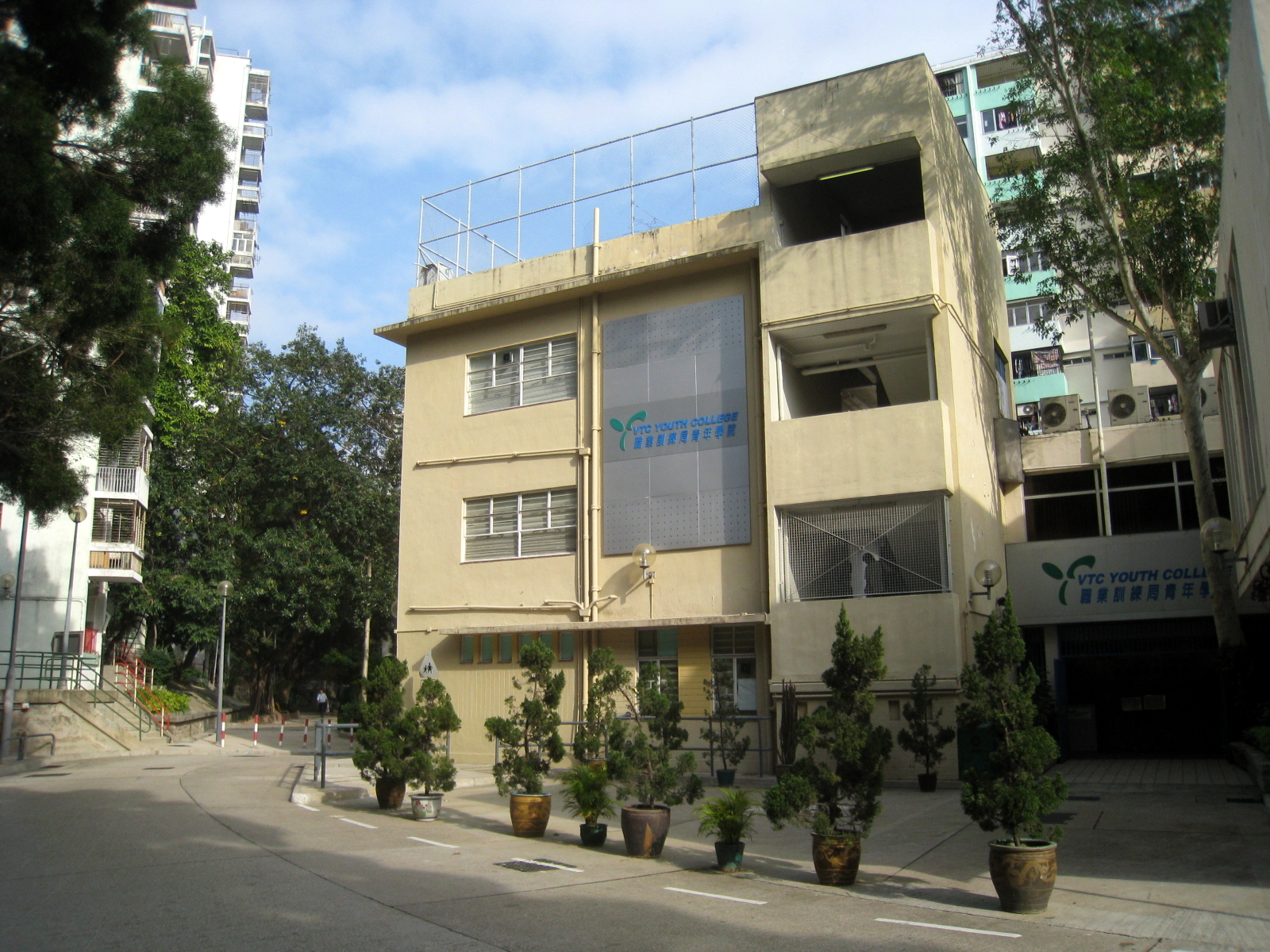
重建前蘇屋邨職業訓練局青年學院

### 蘇屋邨重建時面貌

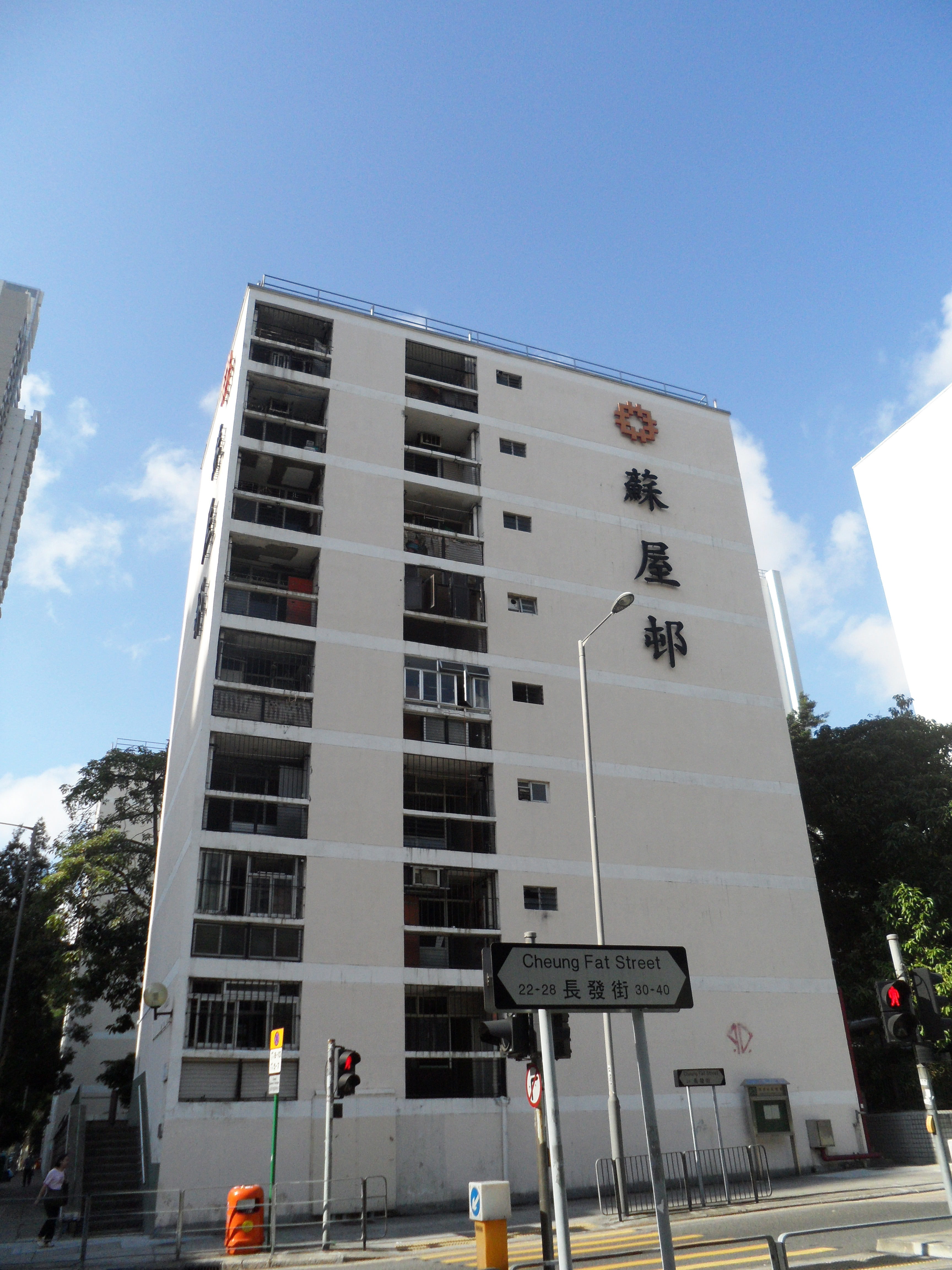
已拆卸的蘇屋邨的杜鵑樓，為第二期重建項目（2012年）
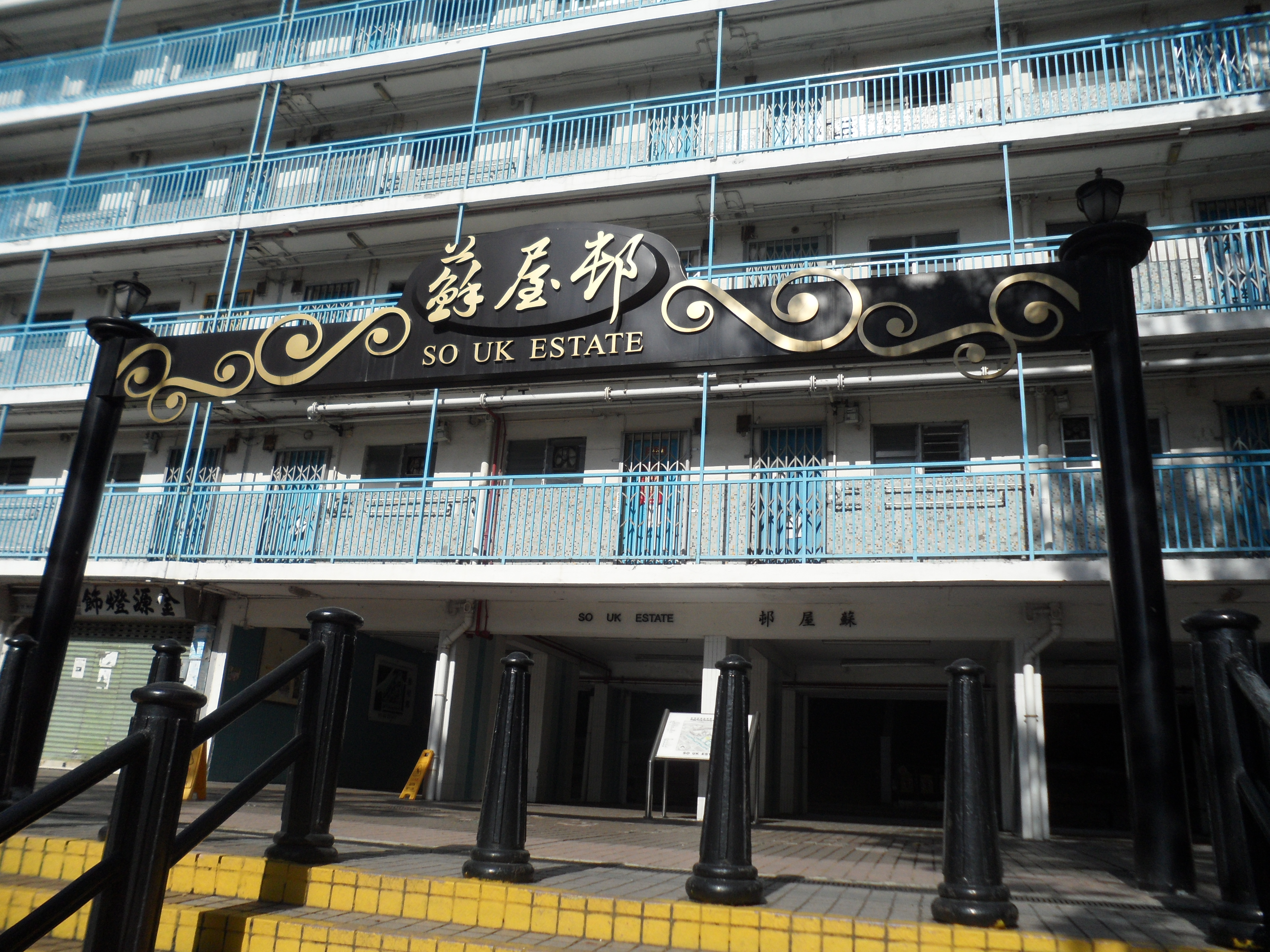
蘇屋邨牌匾將會保留（2012年）
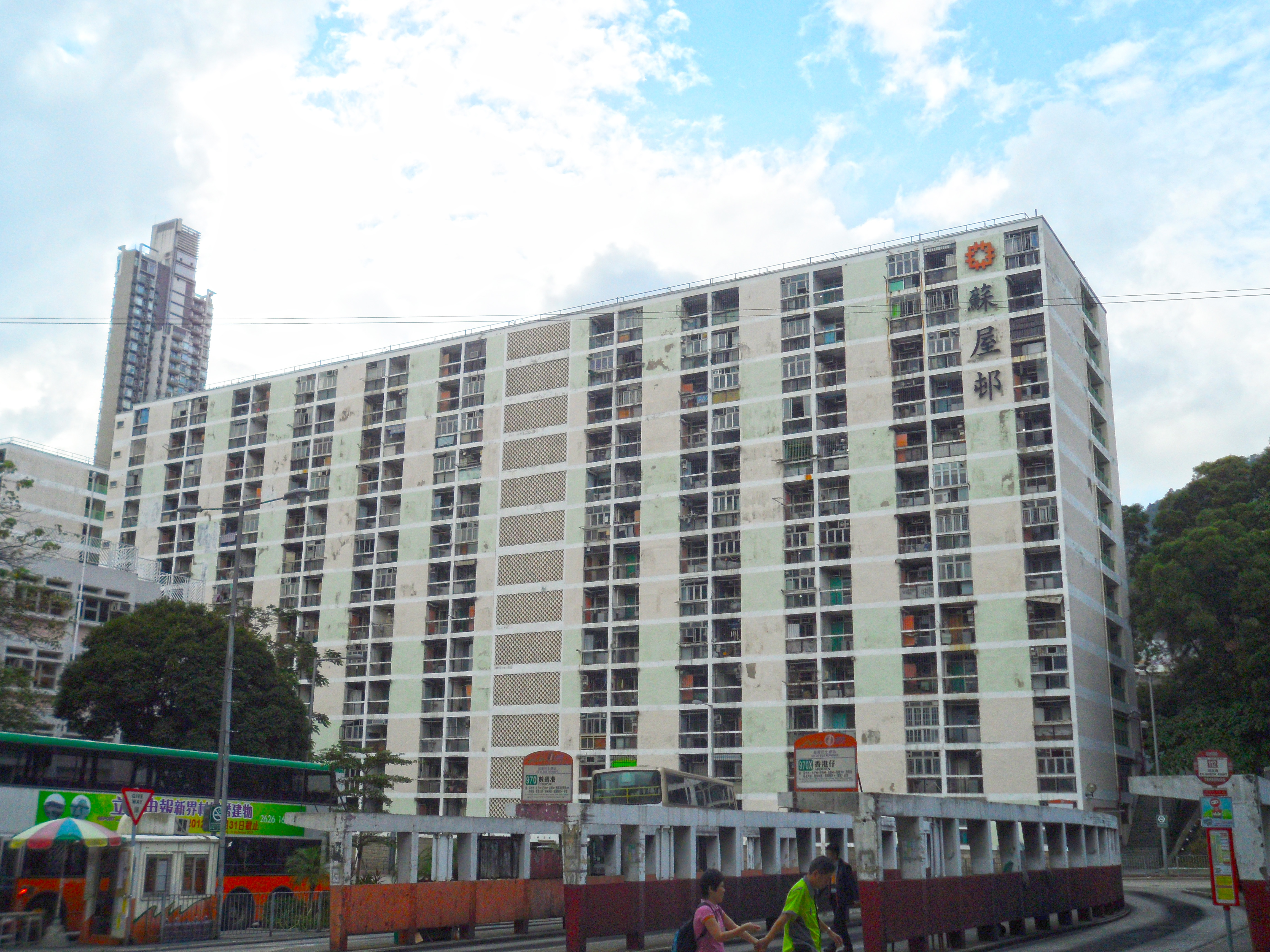
已拆卸的蘇屋邨的茶花樓，為第二期重建項目（2012年）
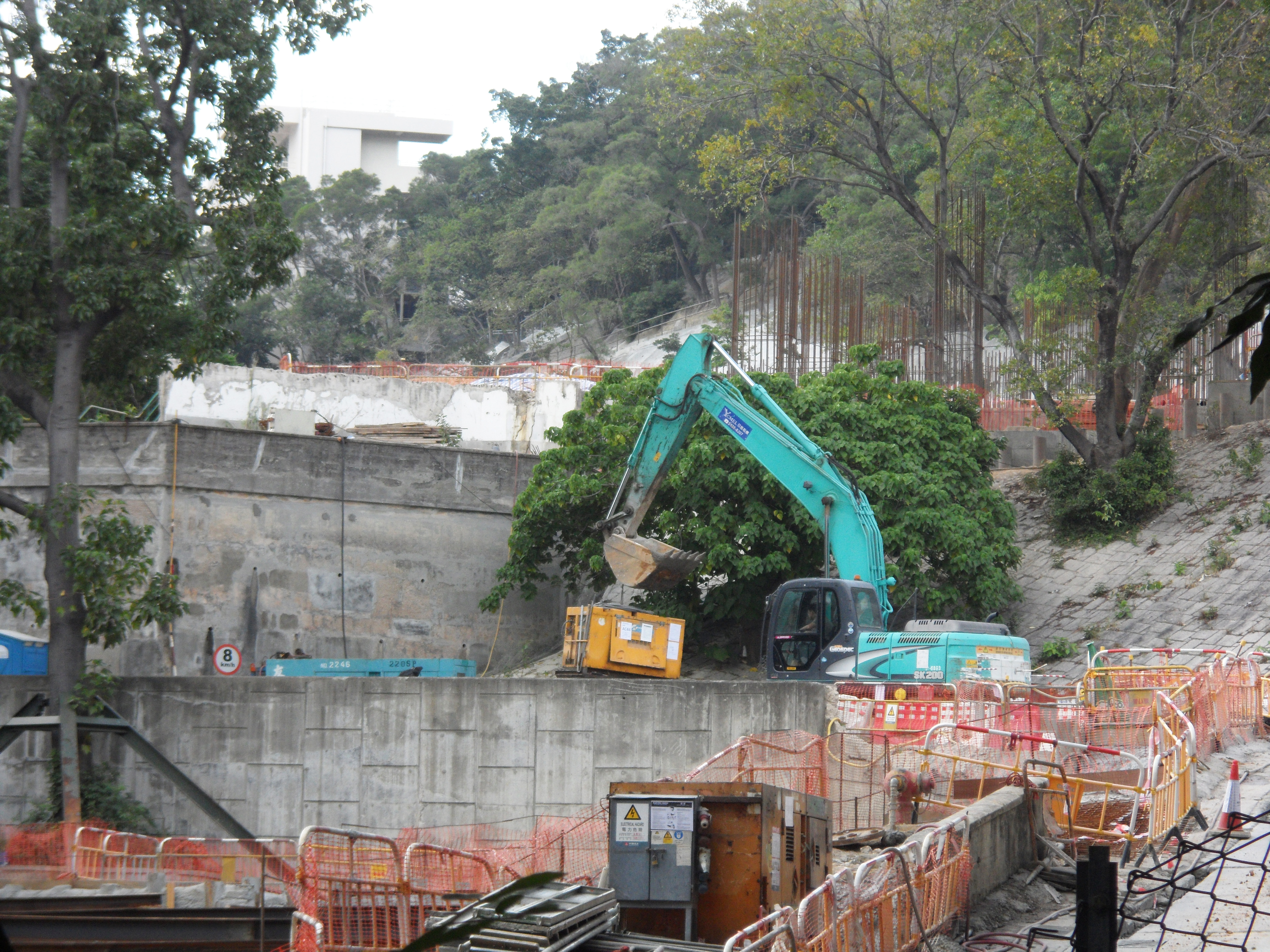
正在平整地基的蘇屋邨第一期（2012年）
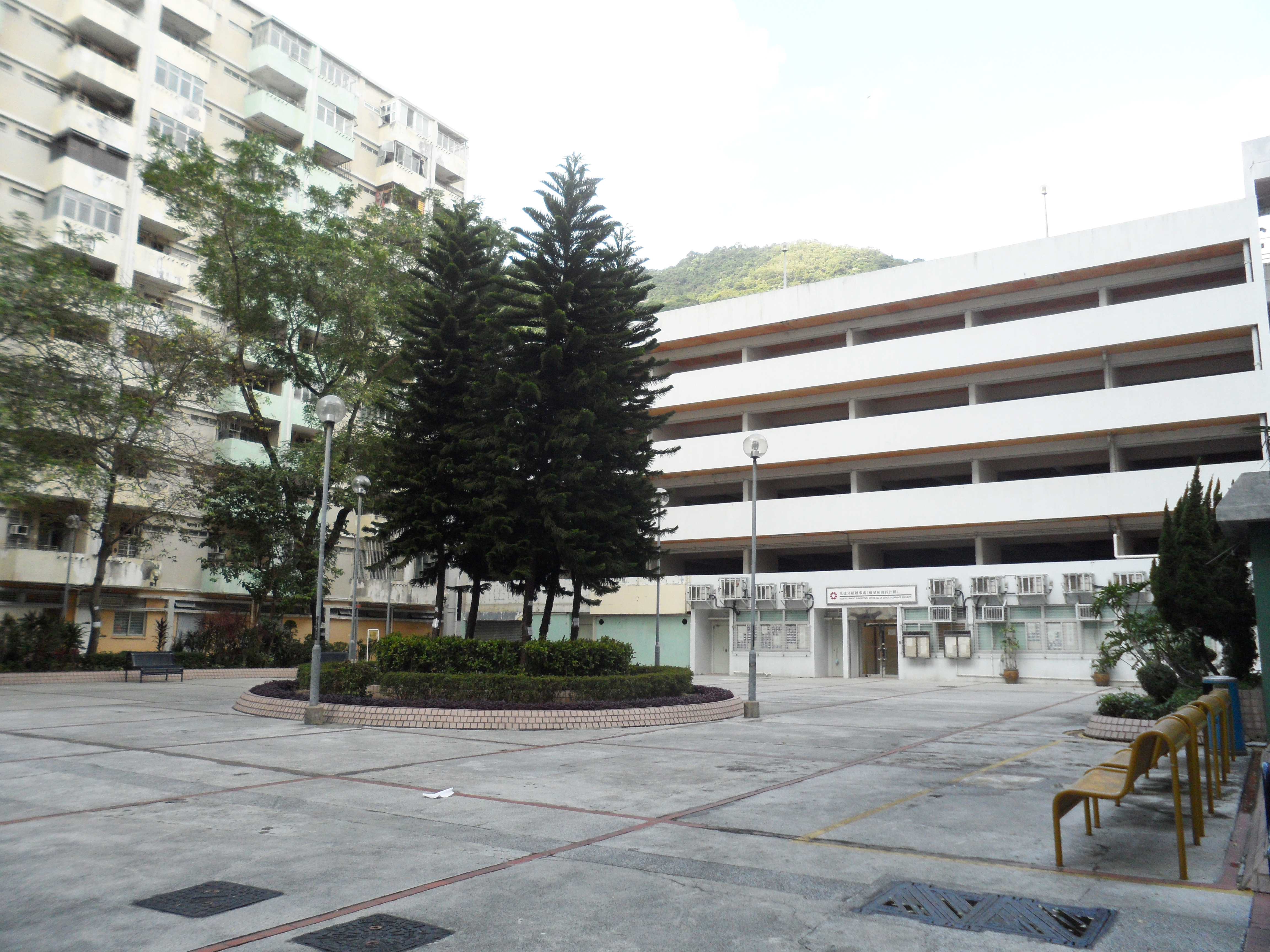
蘇屋邨拆卸時期的荷花樓與彩雀樓之間休憩廣場（2012年）
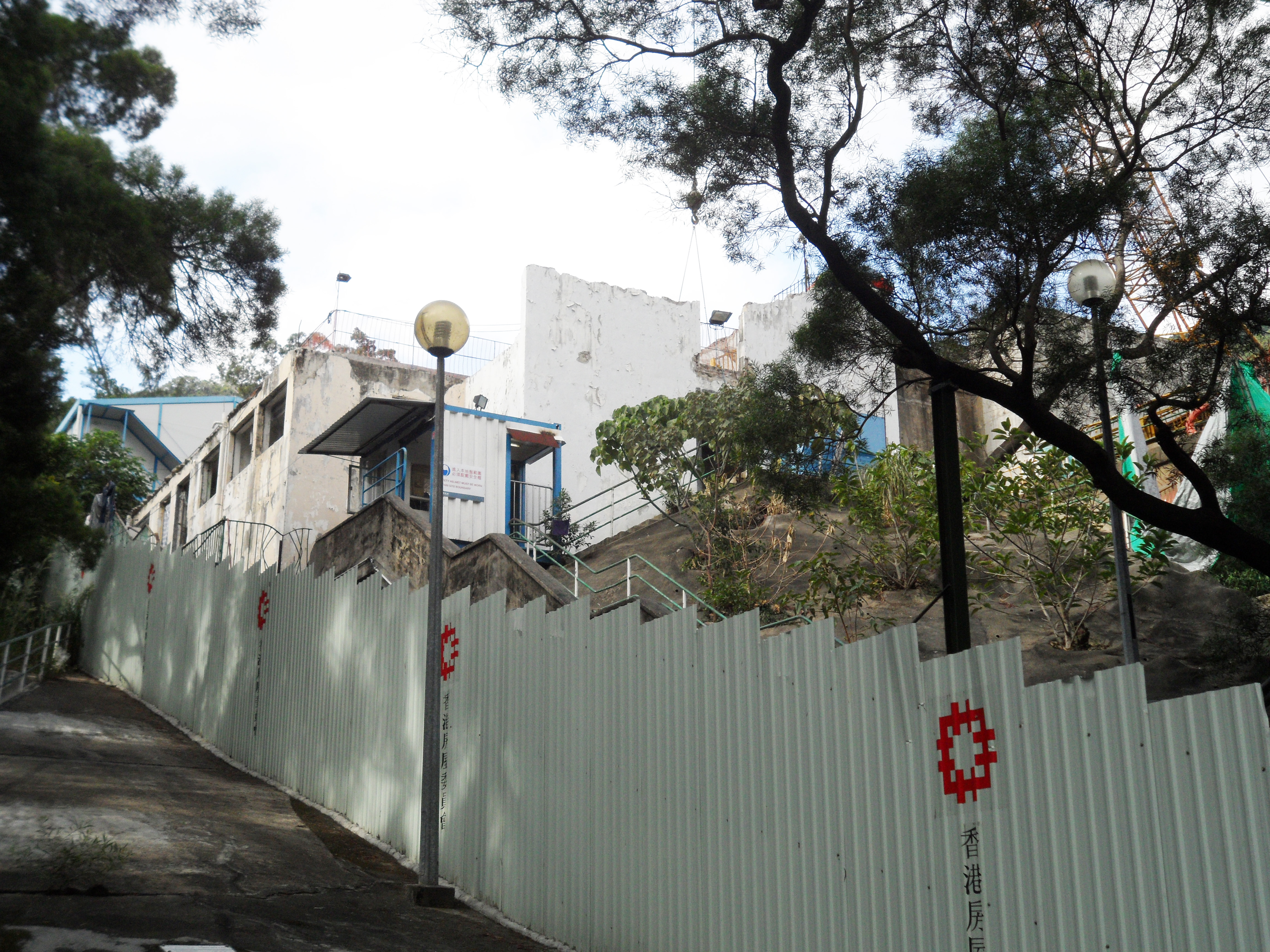
重建中的蘇屋邨第一期（2012年）
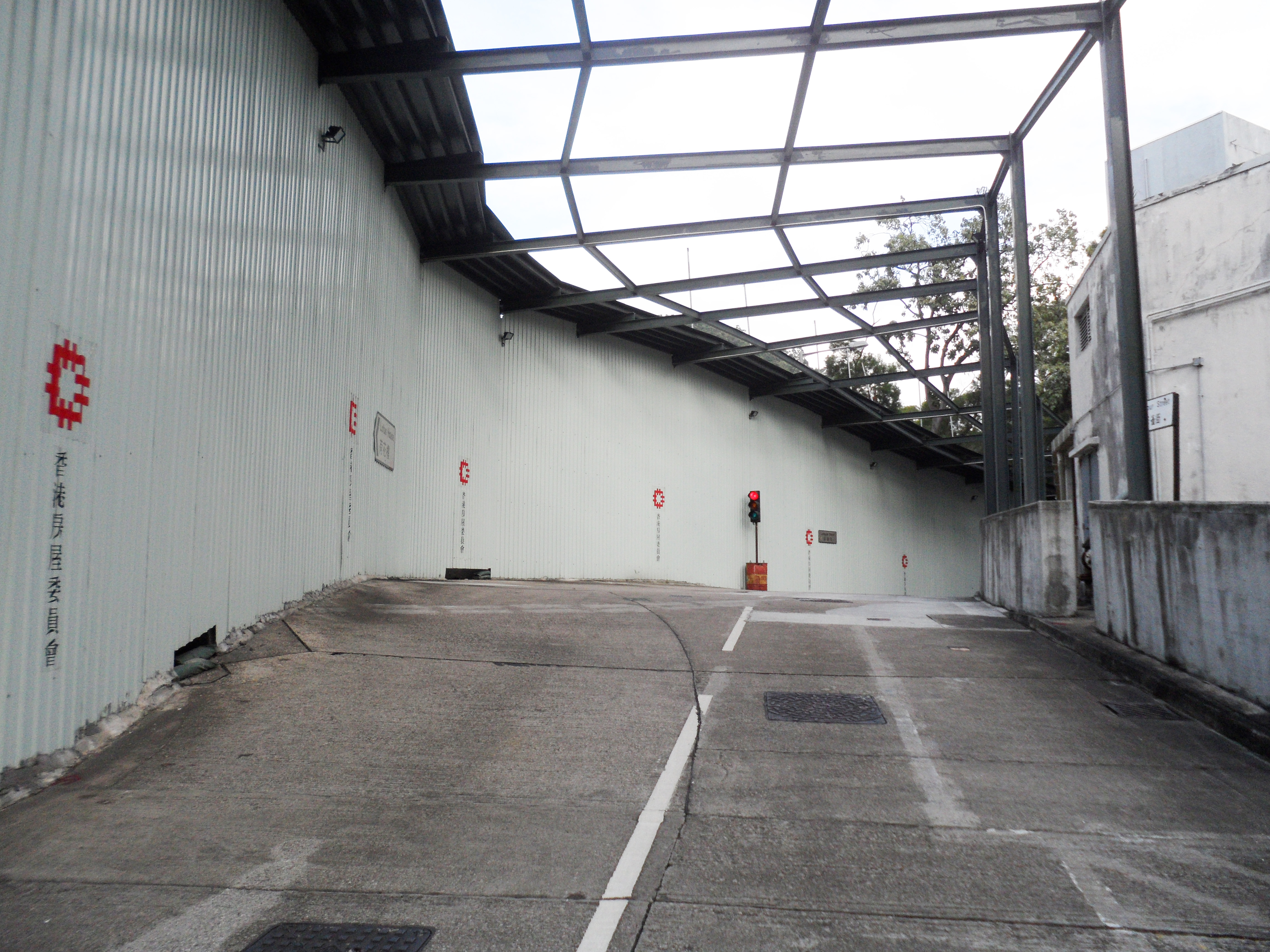
蘇屋邨彩雀街部份範圍已被封閉（2012年）
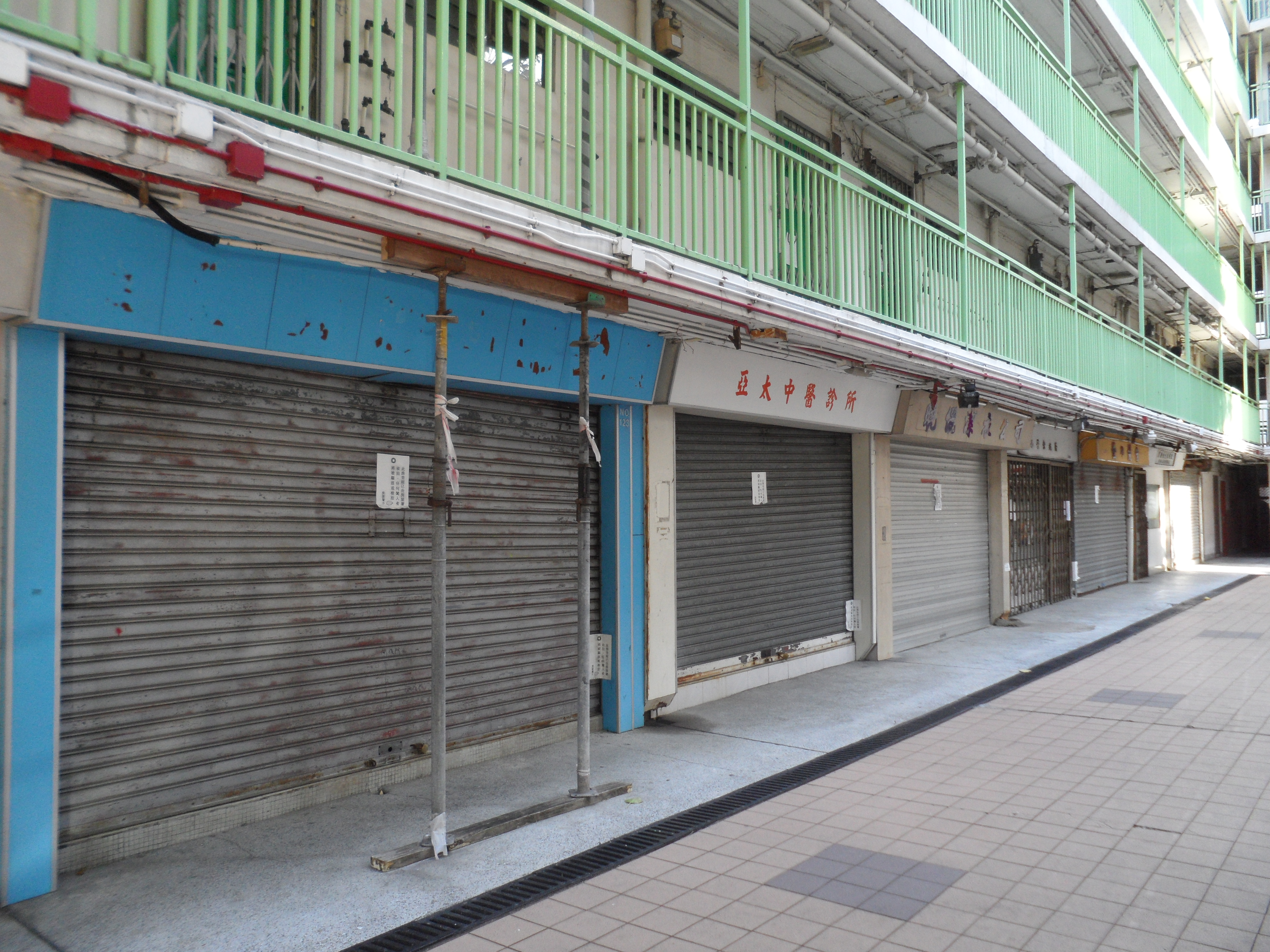
蘇屋邨所有商店已遷出（2012年）
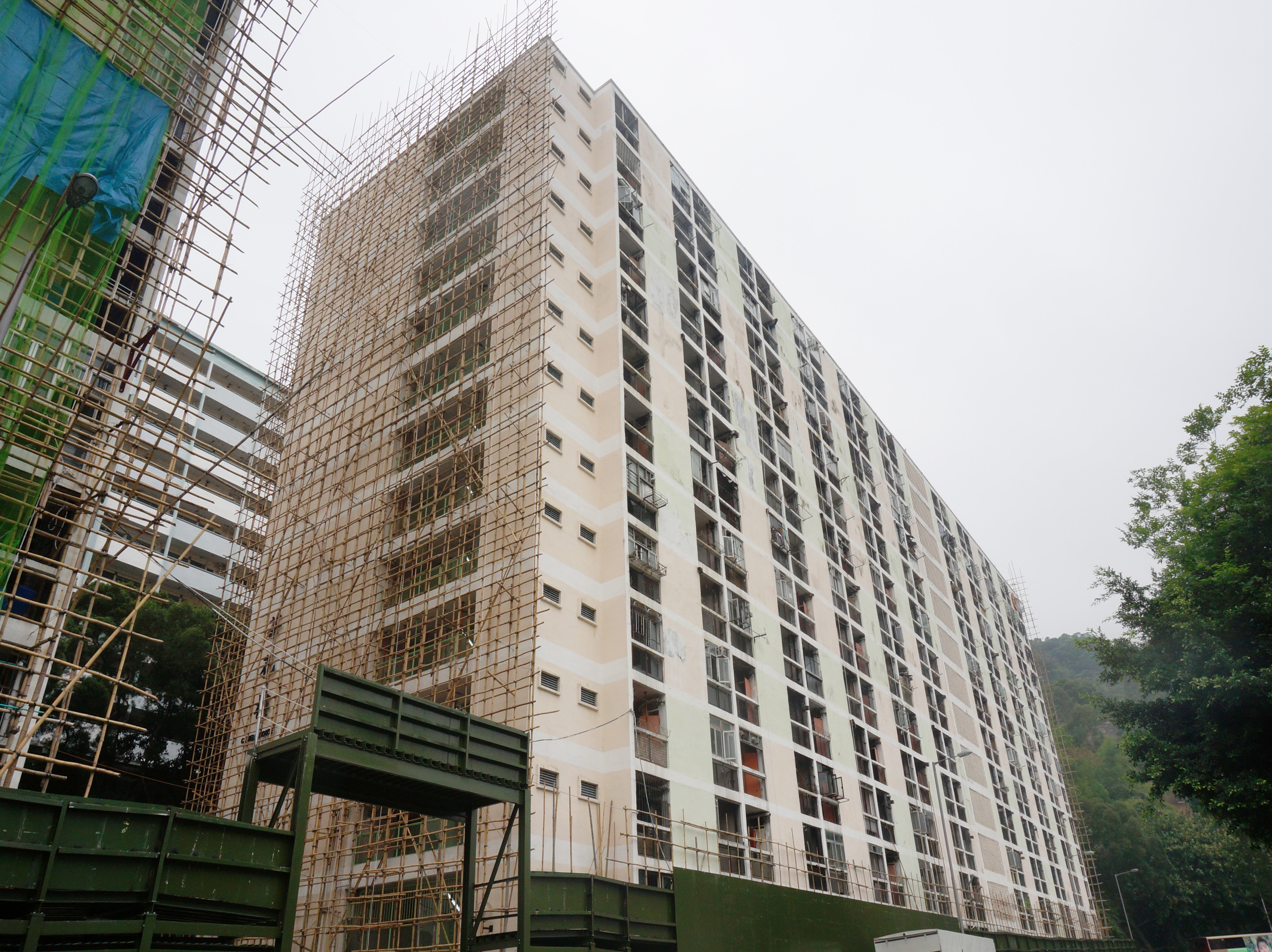
搭棚中的蘇屋邨（2013年）
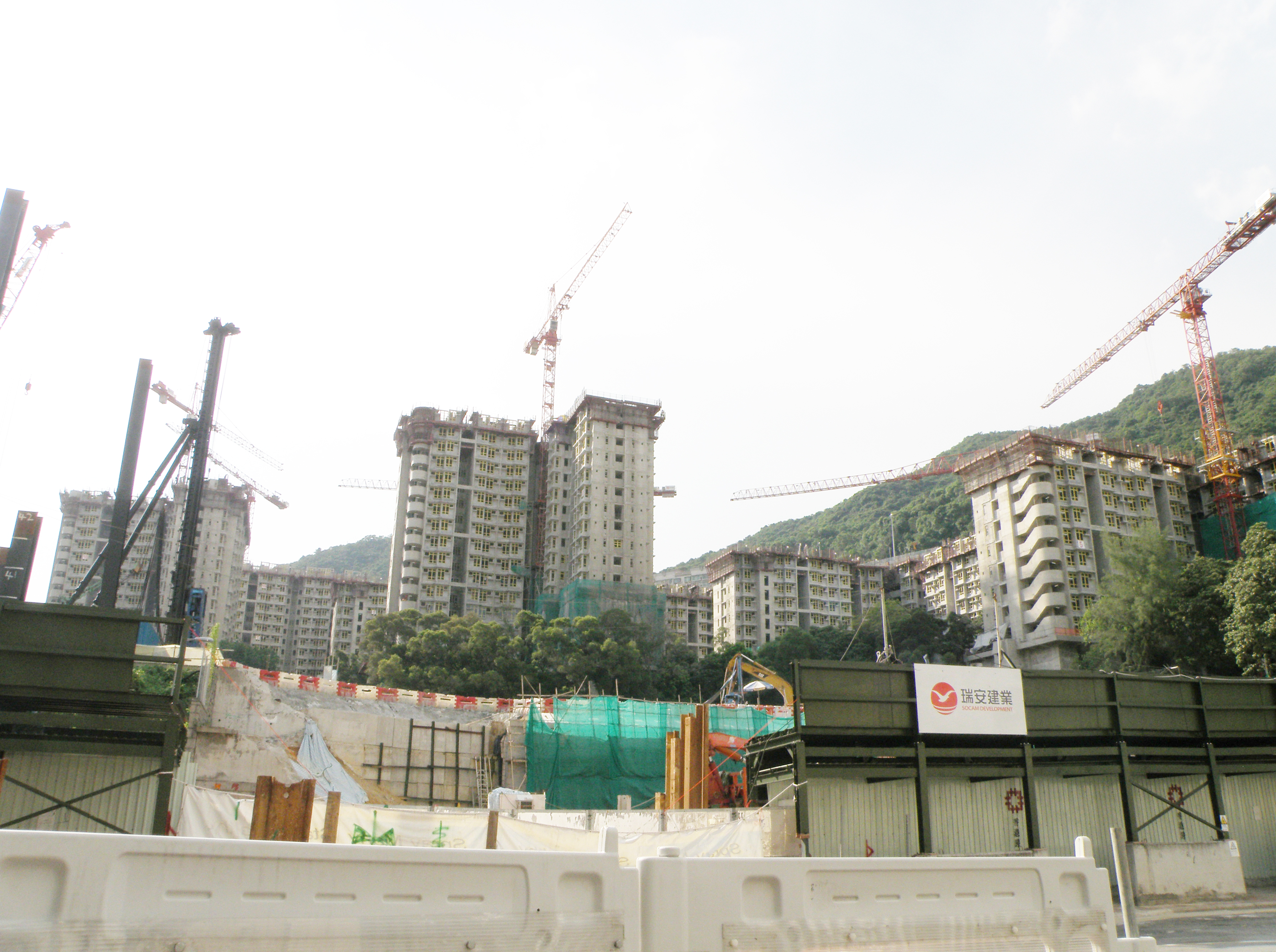
重建中的蘇屋邨一期東南面（2014年7月）
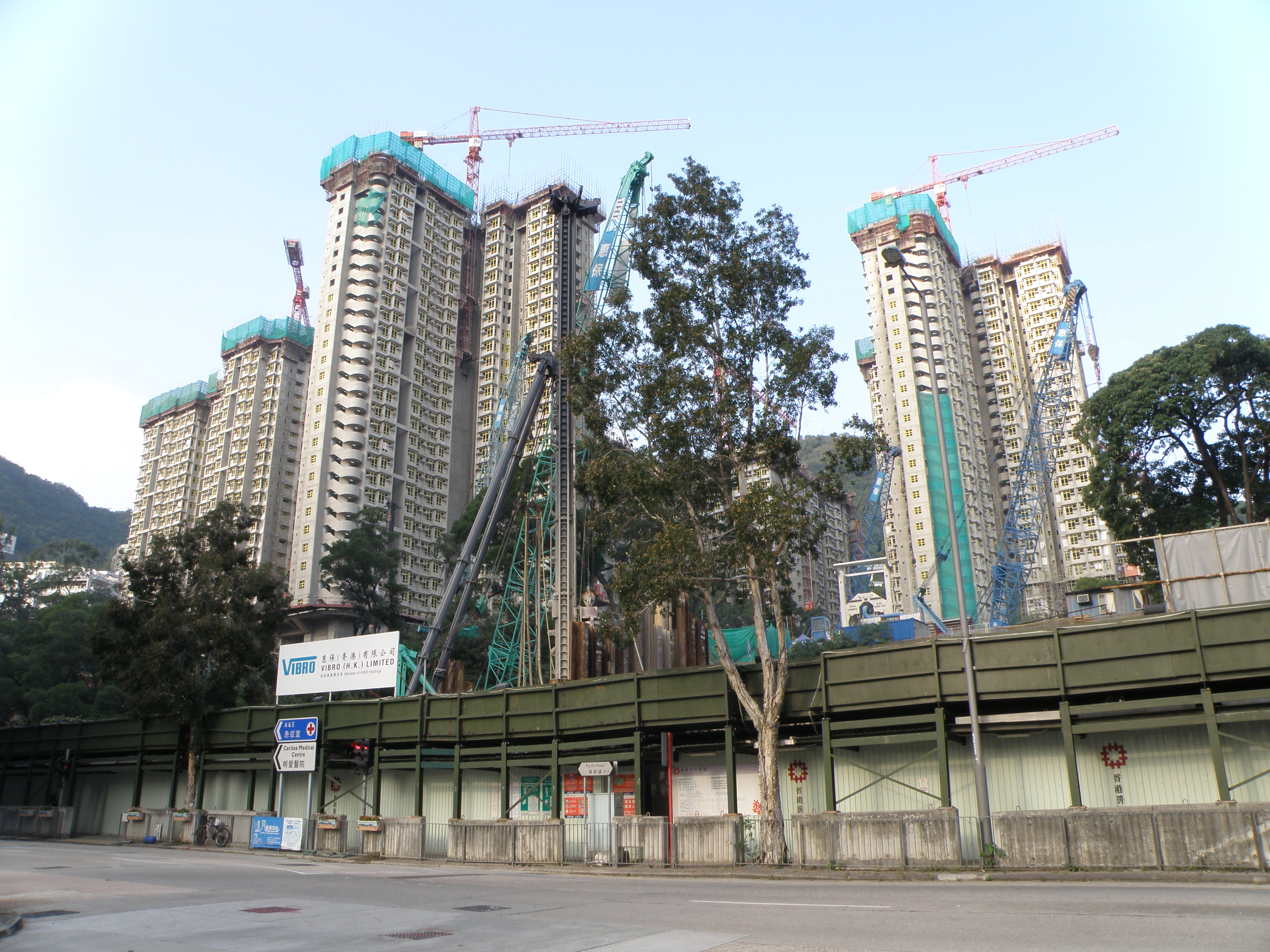
重建中的蘇屋邨一期西南面（2014年12月）
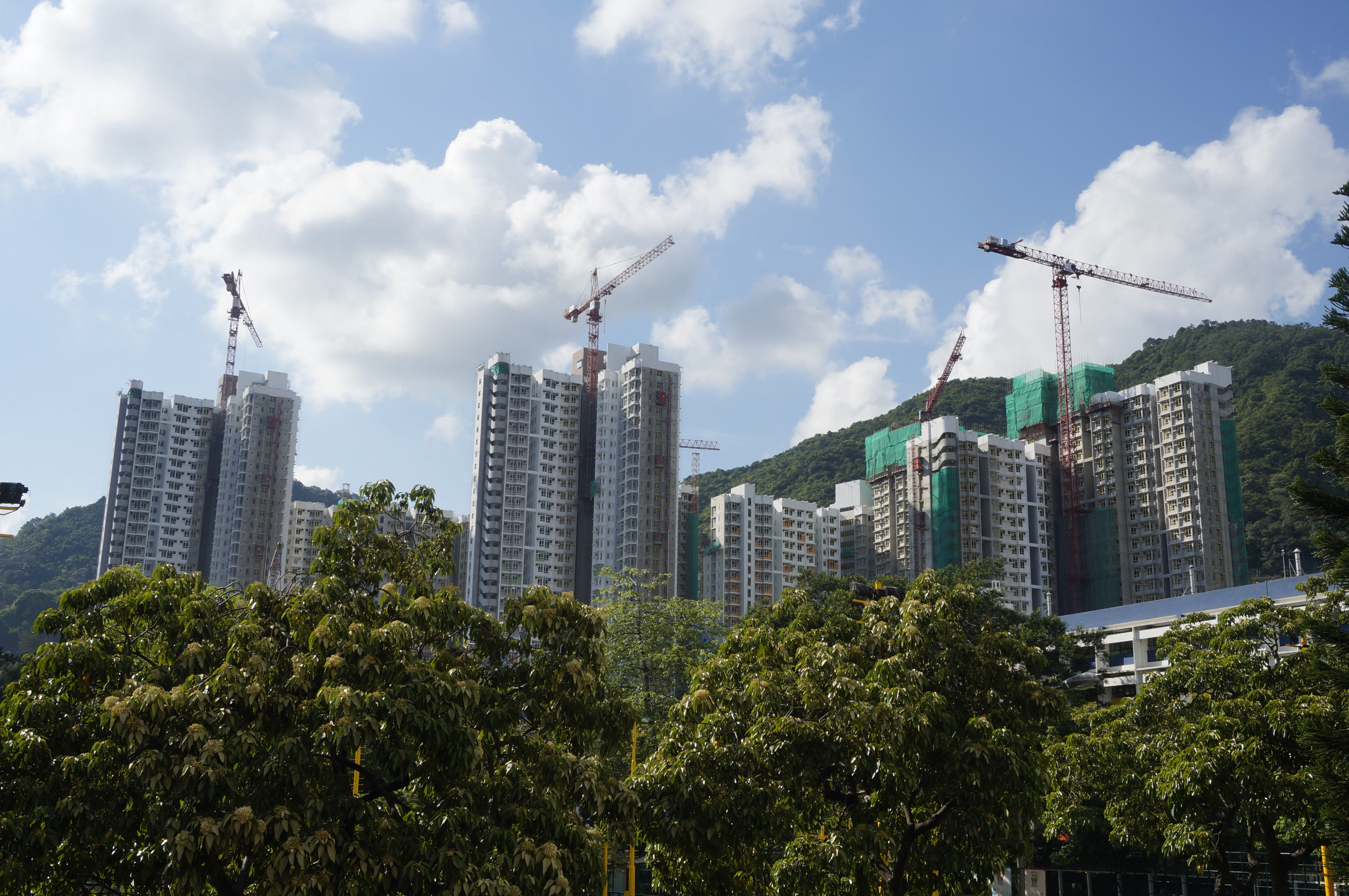
從李鄭屋邨遠望重建中的蘇屋邨一期東南面（2015年5月）
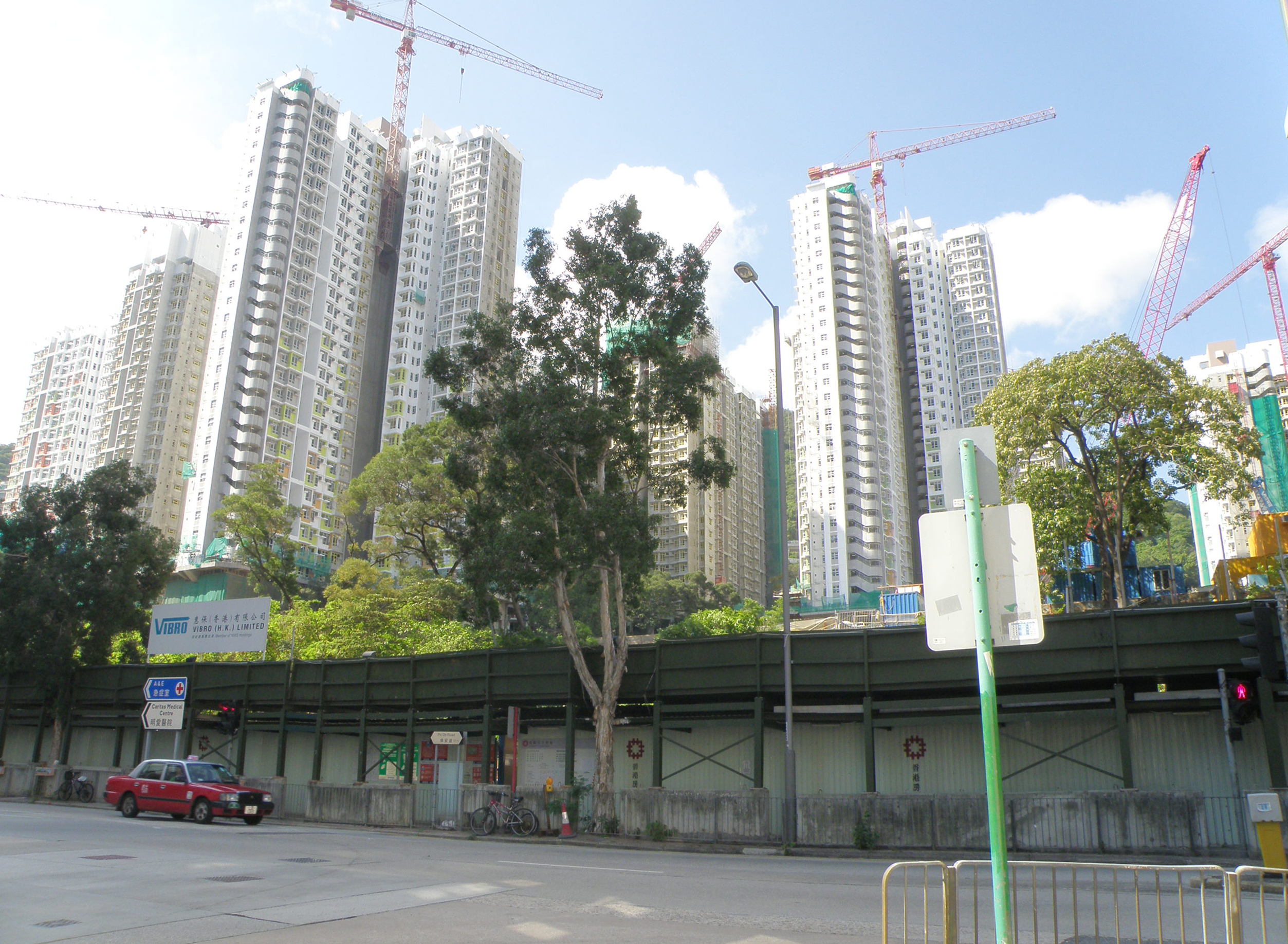
重建中的蘇屋邨一期西南面（2015年6月）
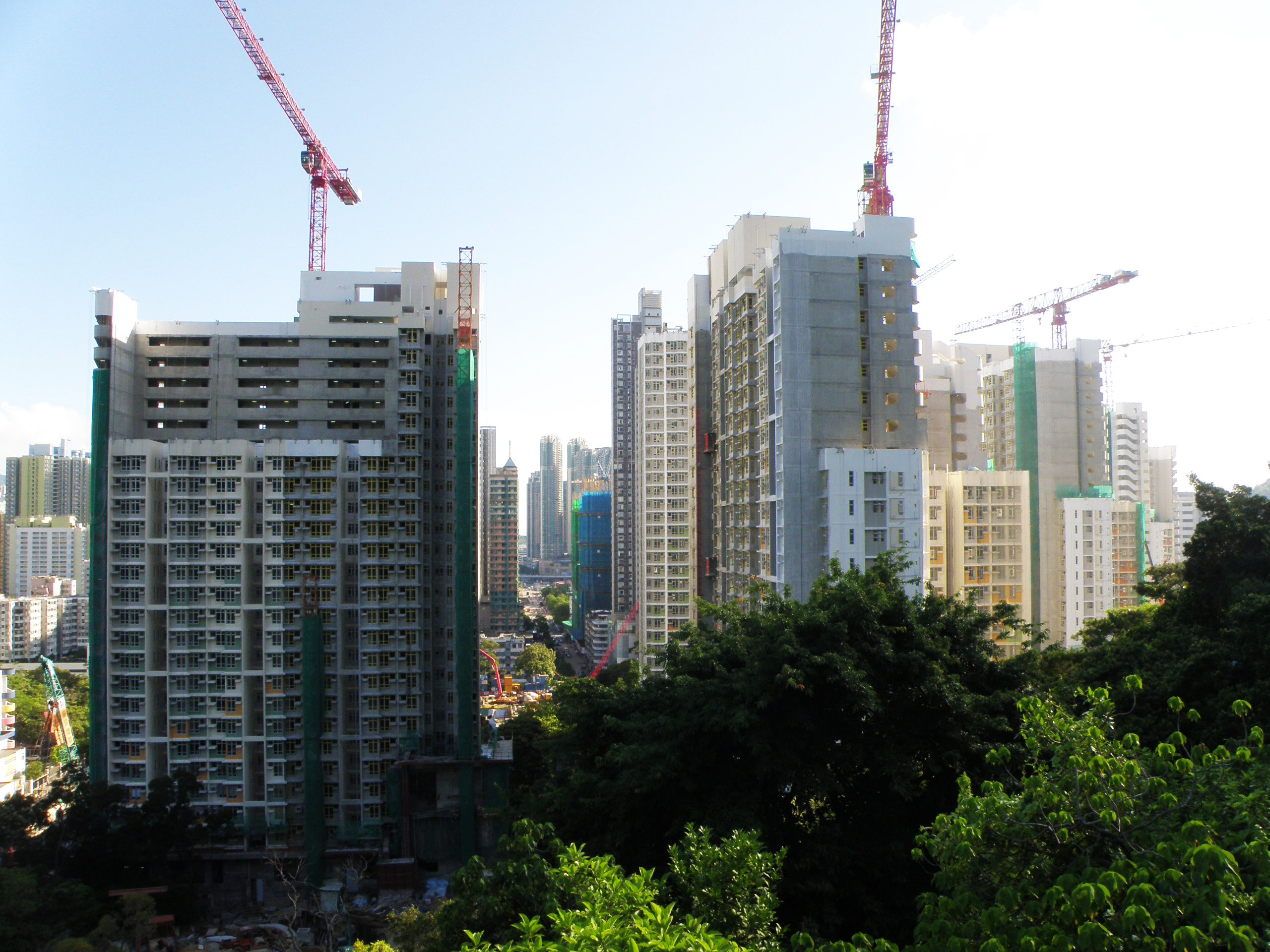
重建中的蘇屋邨一期東北面（2015年6月）
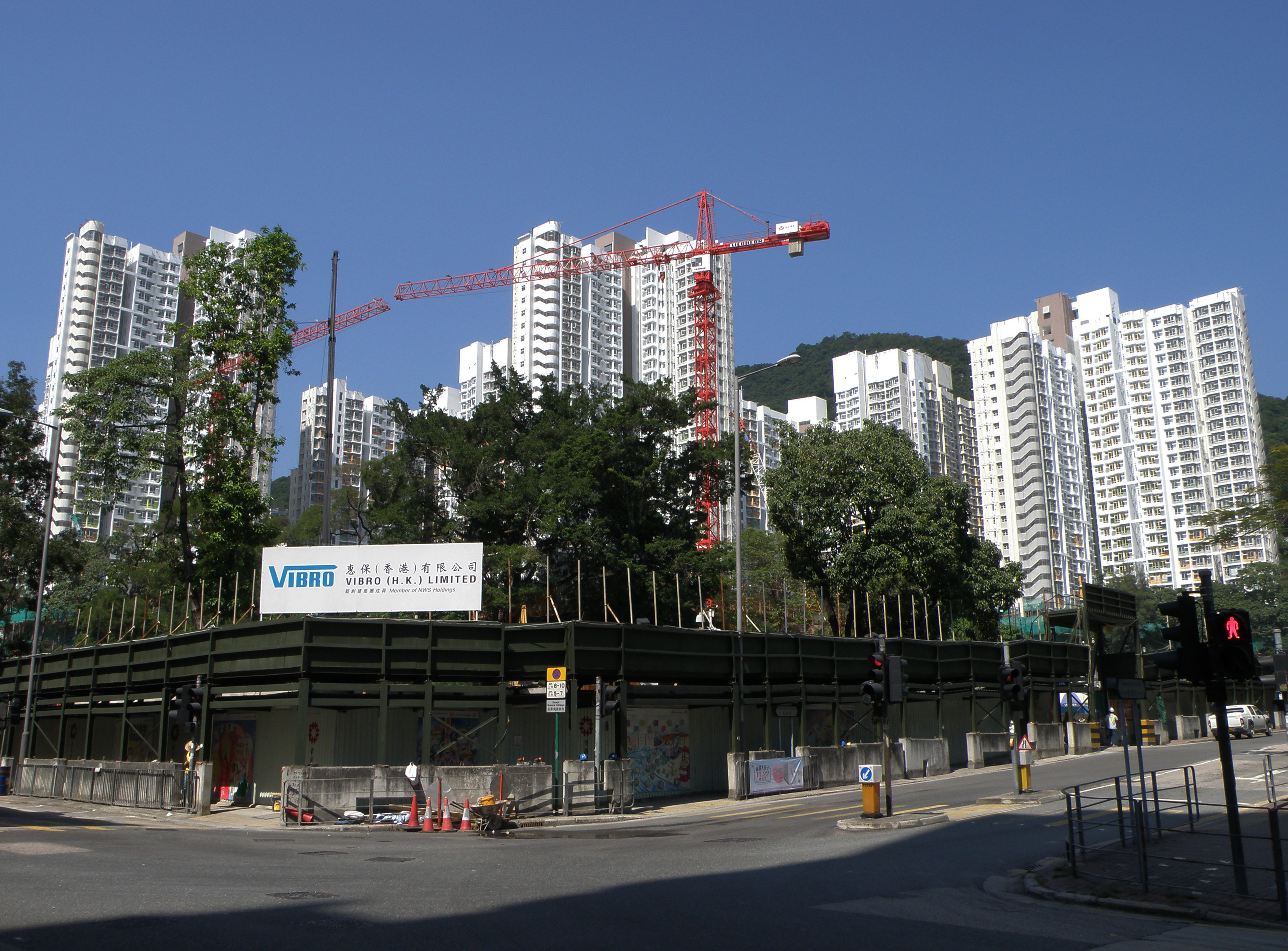
重建中的蘇屋邨二期（2015年10月）
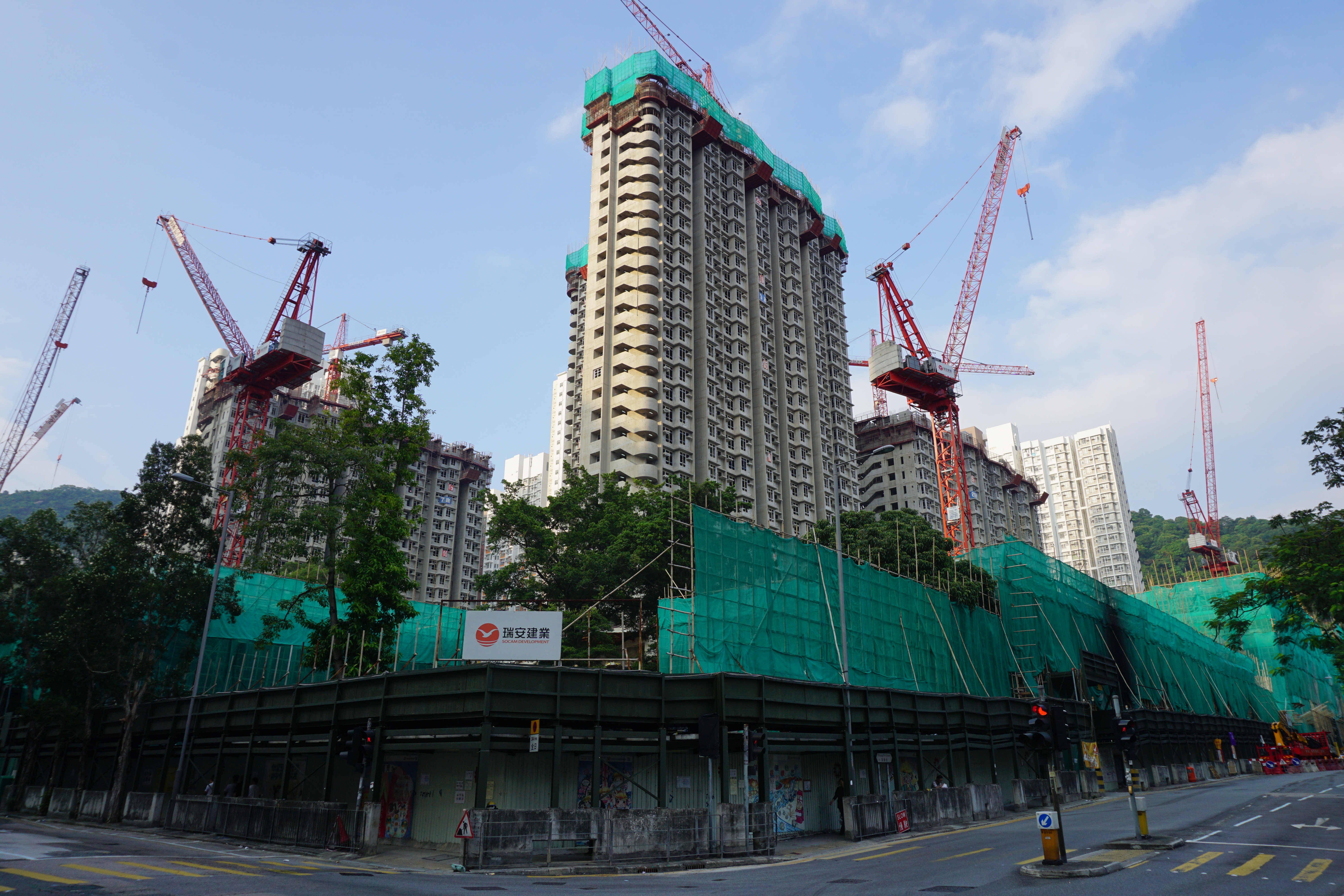
重建中的蘇屋邨二期（2016年11月）
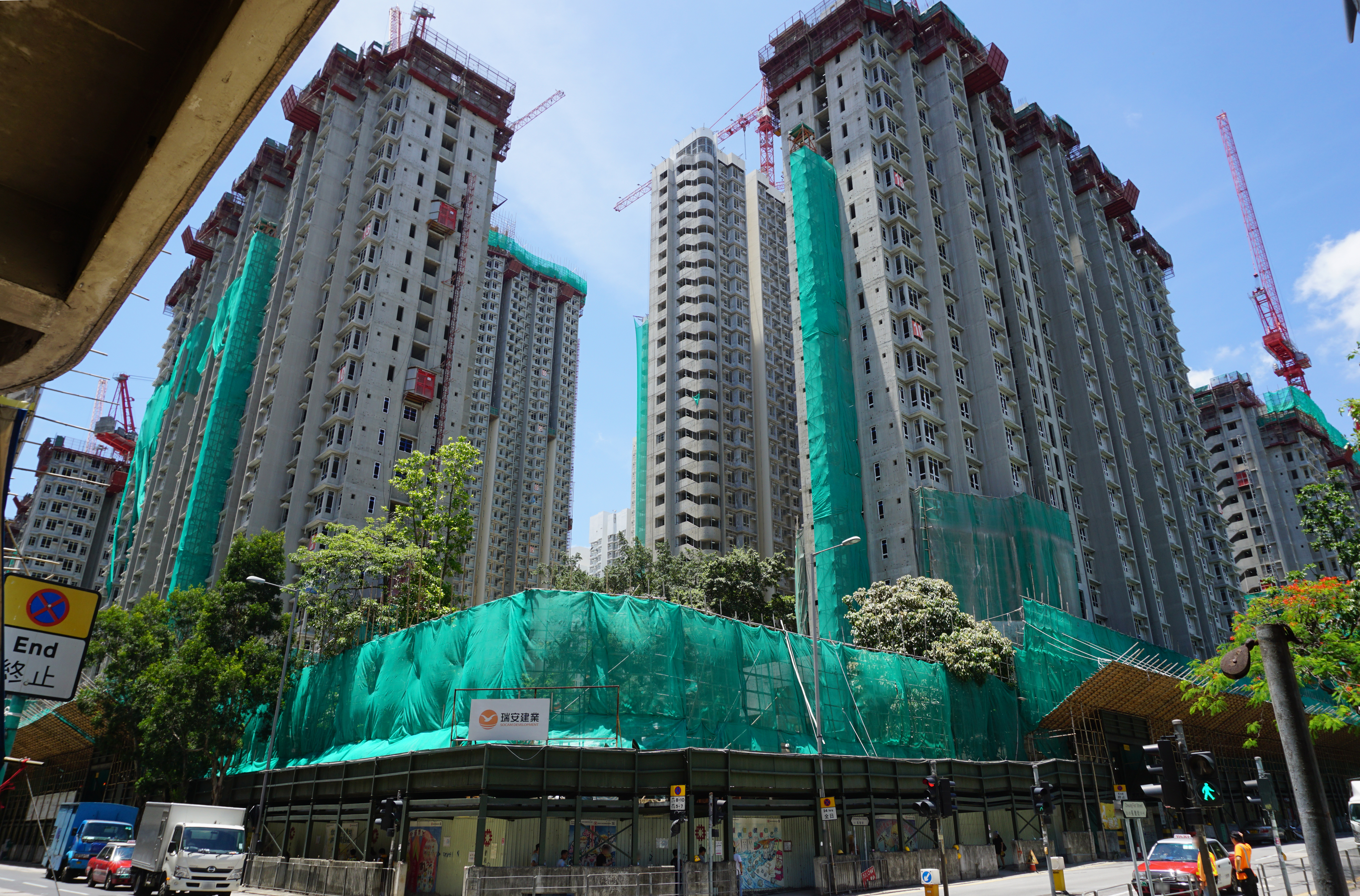
重建中的蘇屋邨二期（2017年6月）
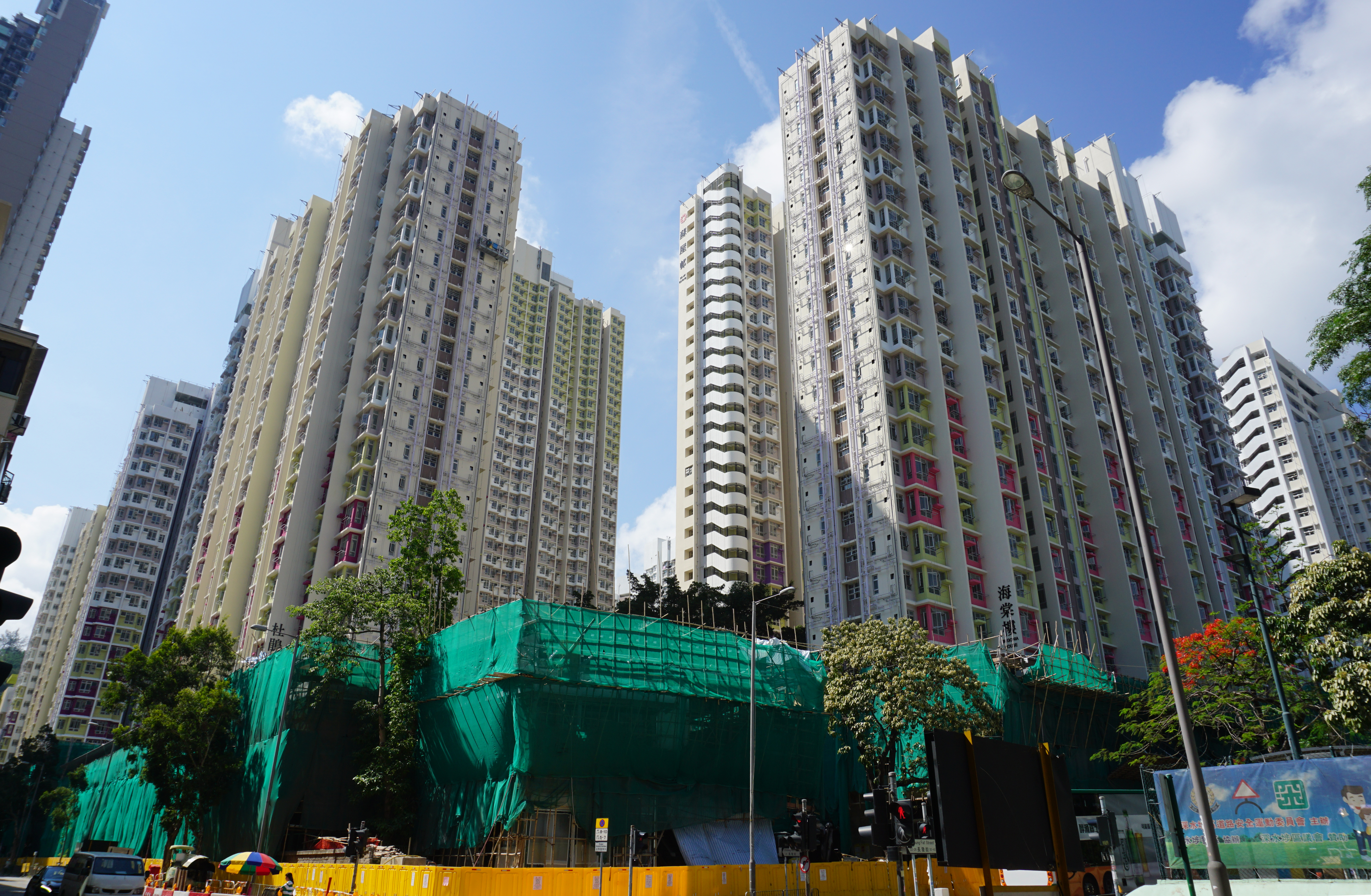
重建中的蘇屋邨二期（2018年5月）

### 蘇屋邨一期重建後面貌

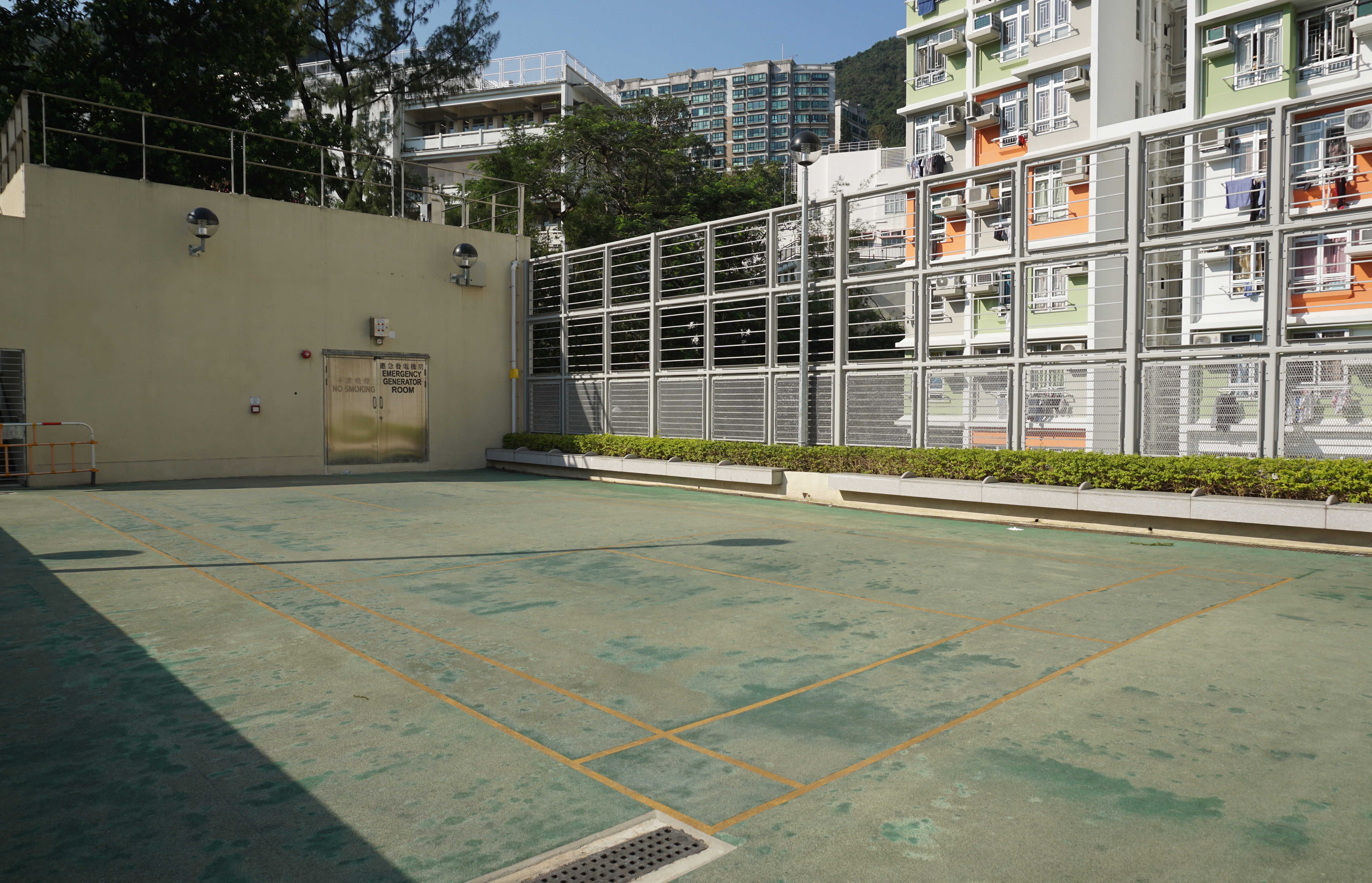
羽毛球場
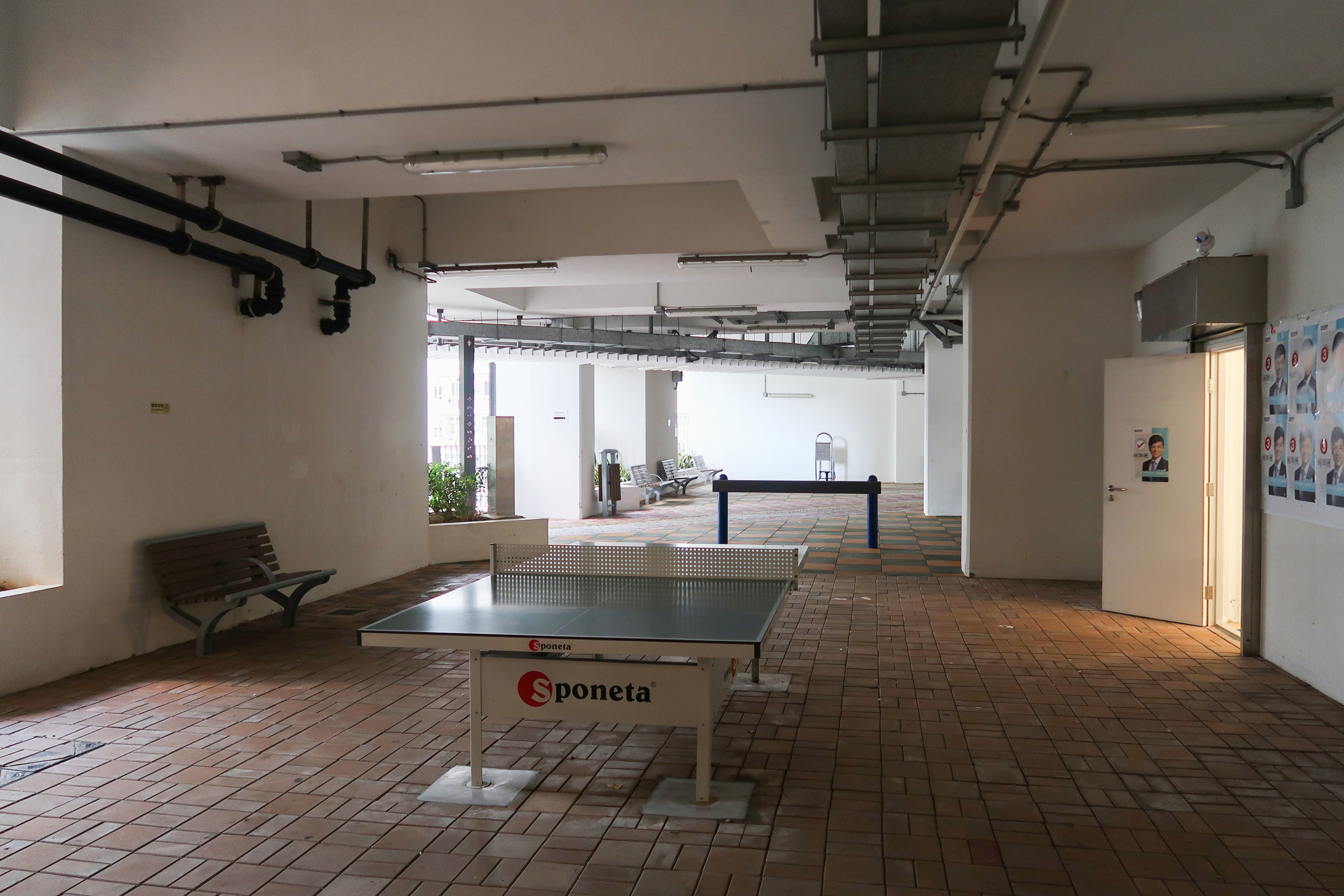
乒乓球枱（2019年11月）
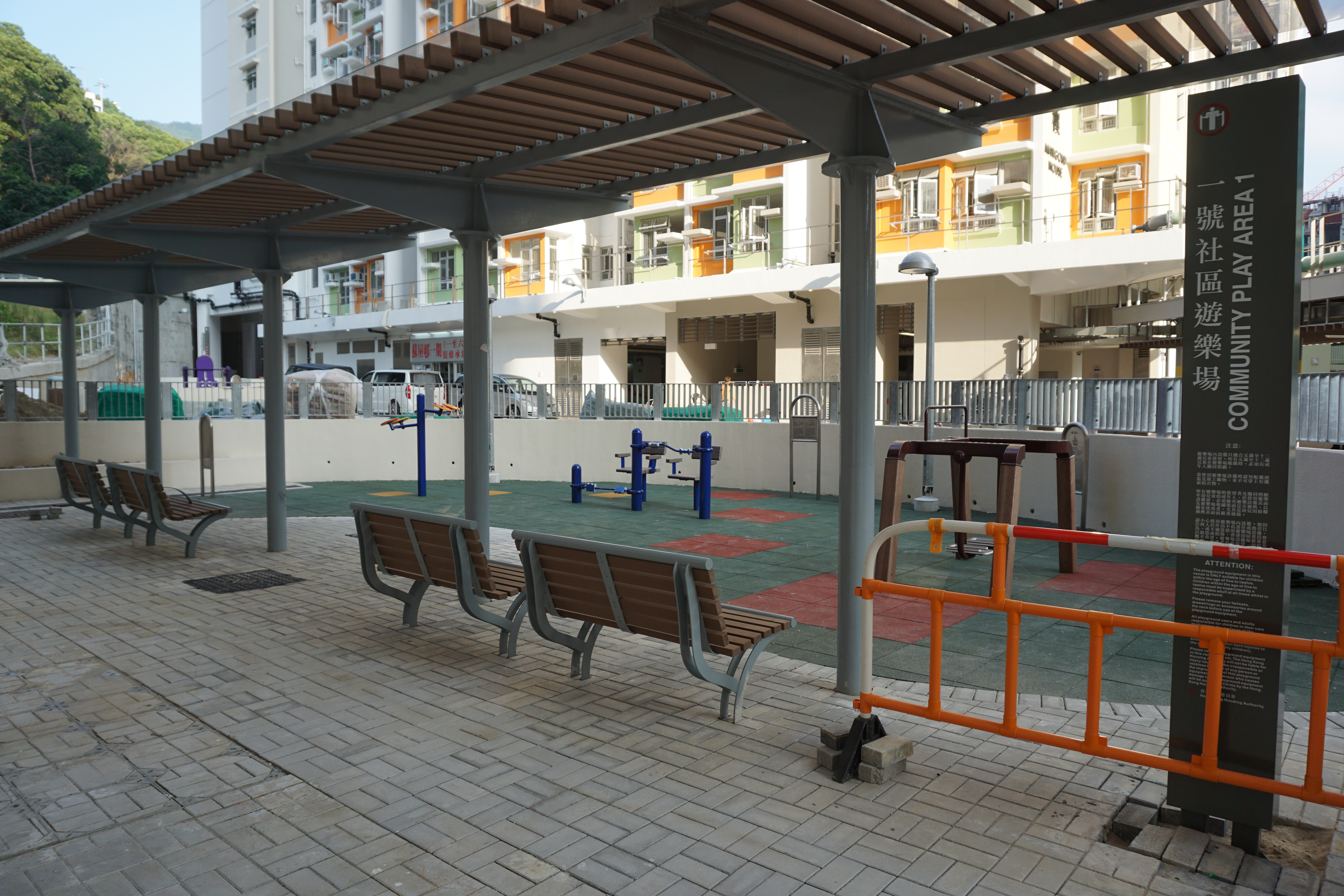
一號社區遊樂場太極推手器及手腳伸展器
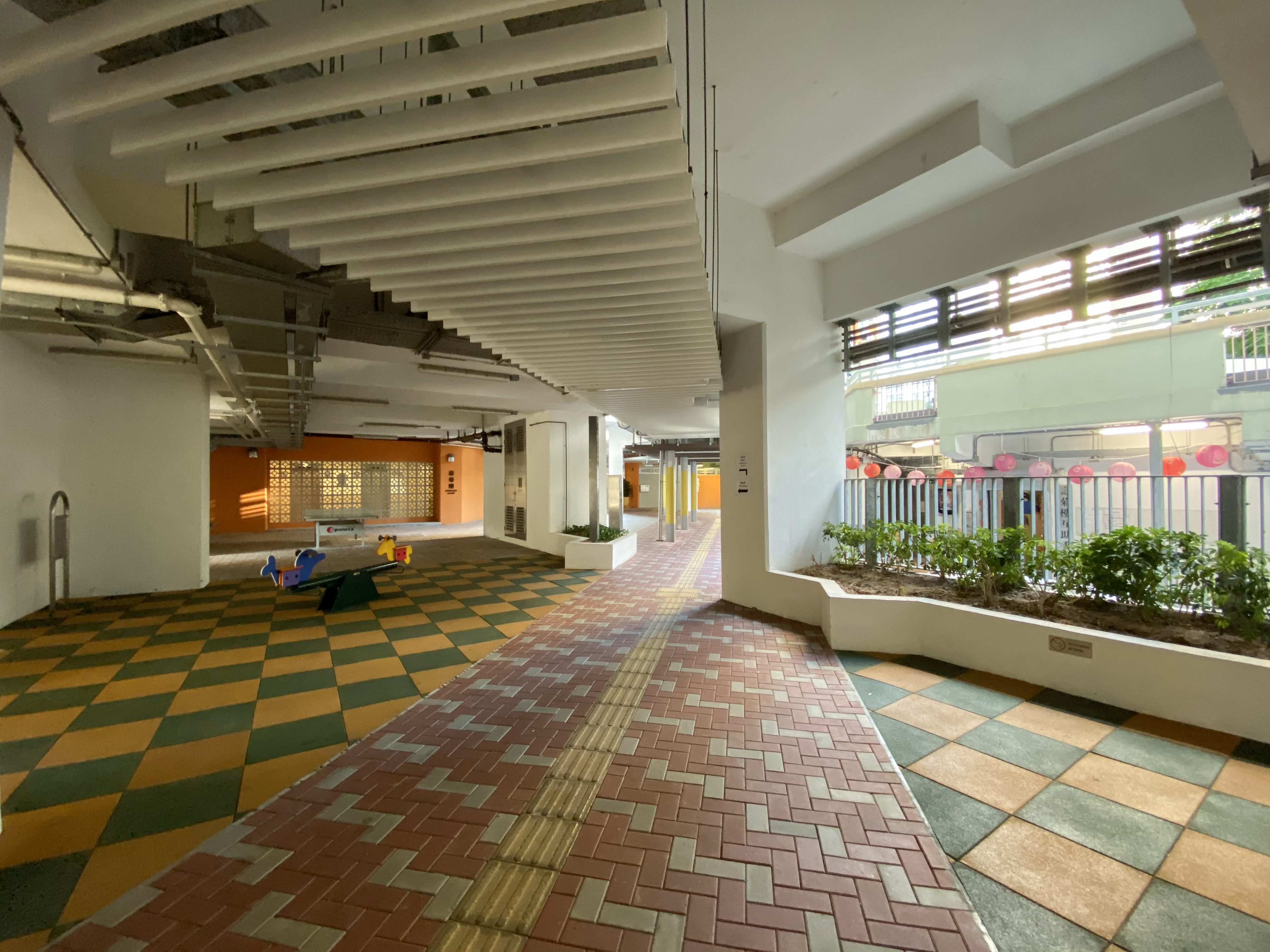
四號社區遊樂場（2019年11月）
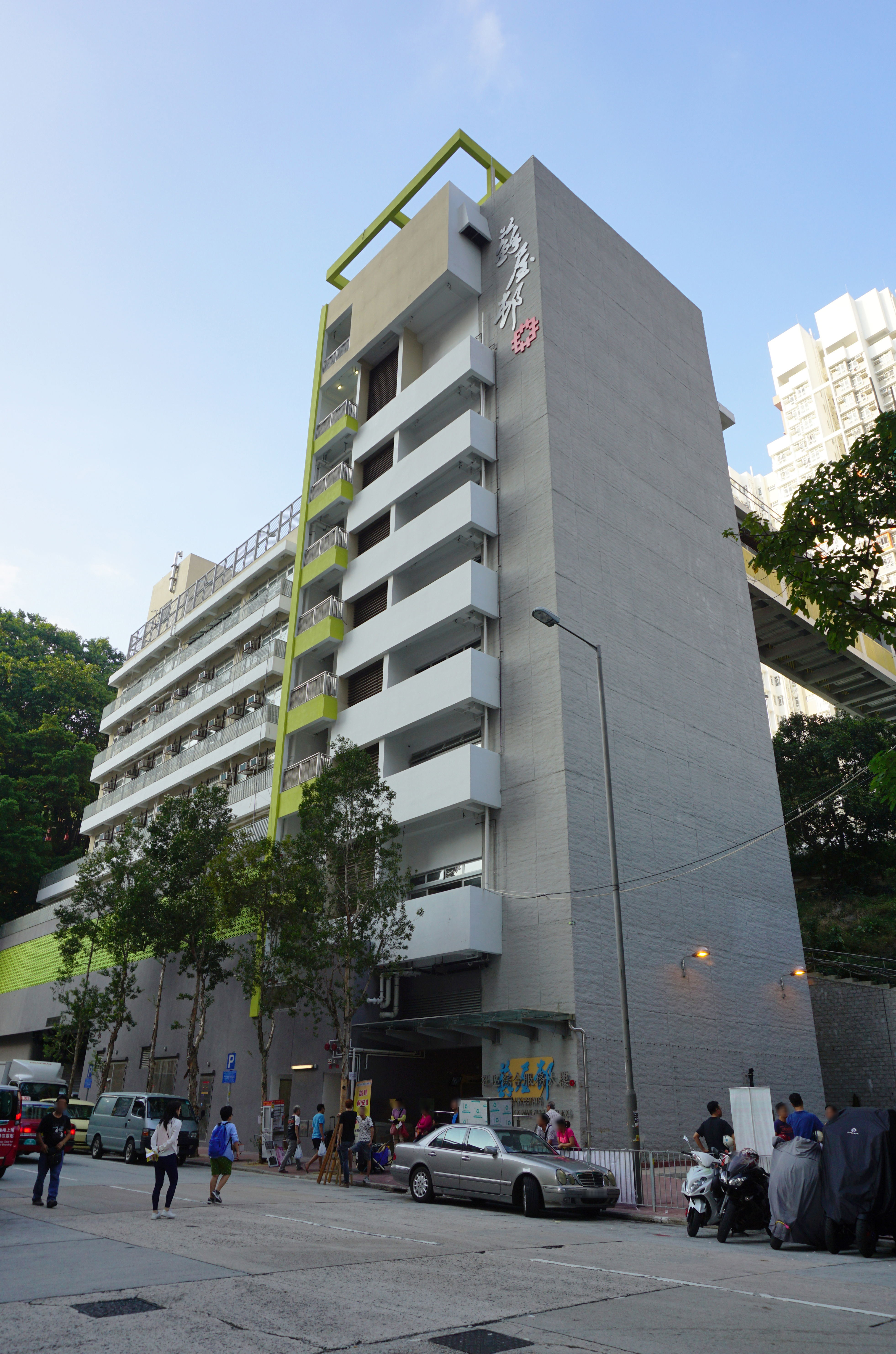
社區綜合服務大樓
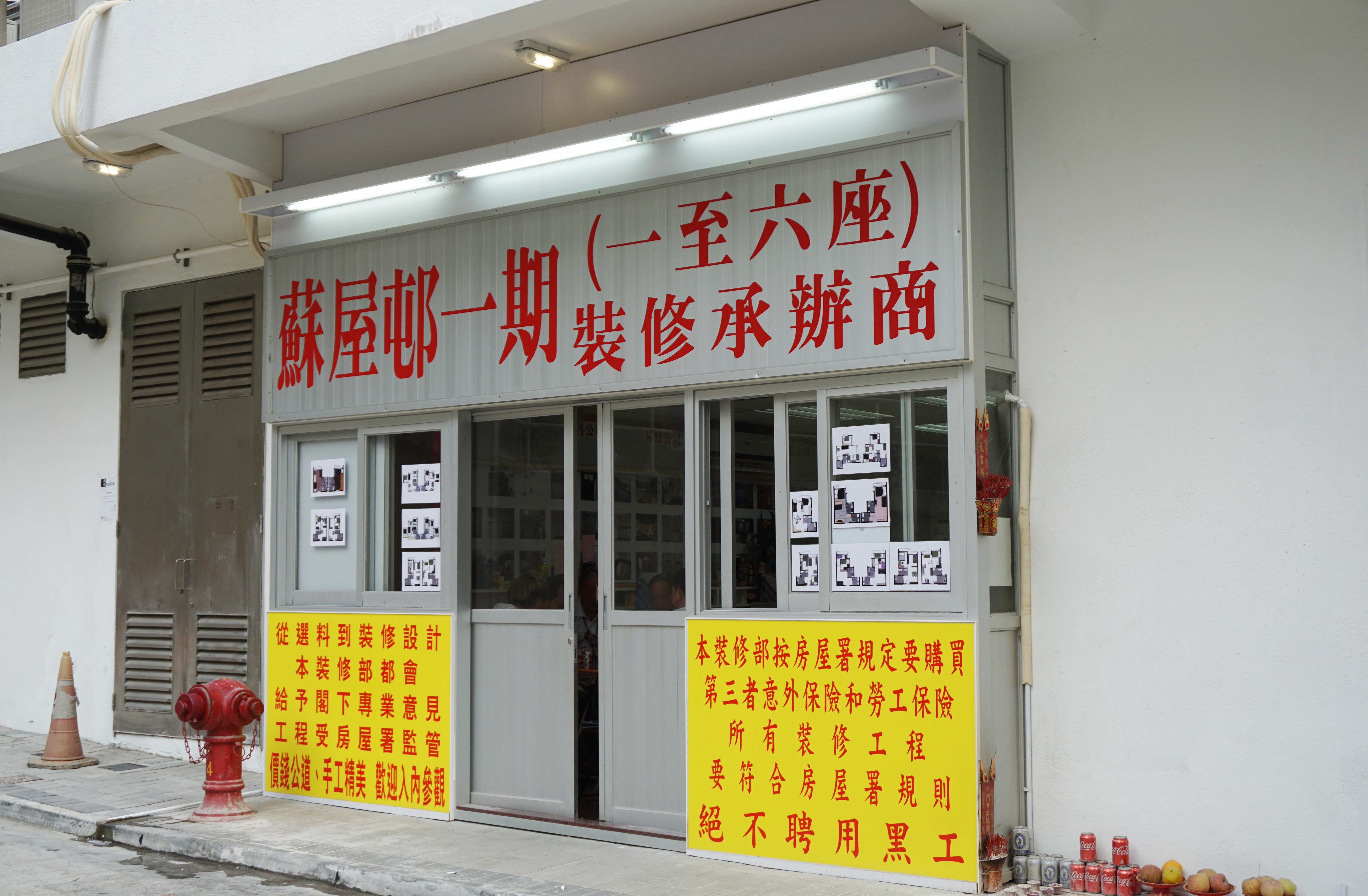
一期裝修承辦商（入伙初期運作）

### 蘇屋邨二期重建後面貌

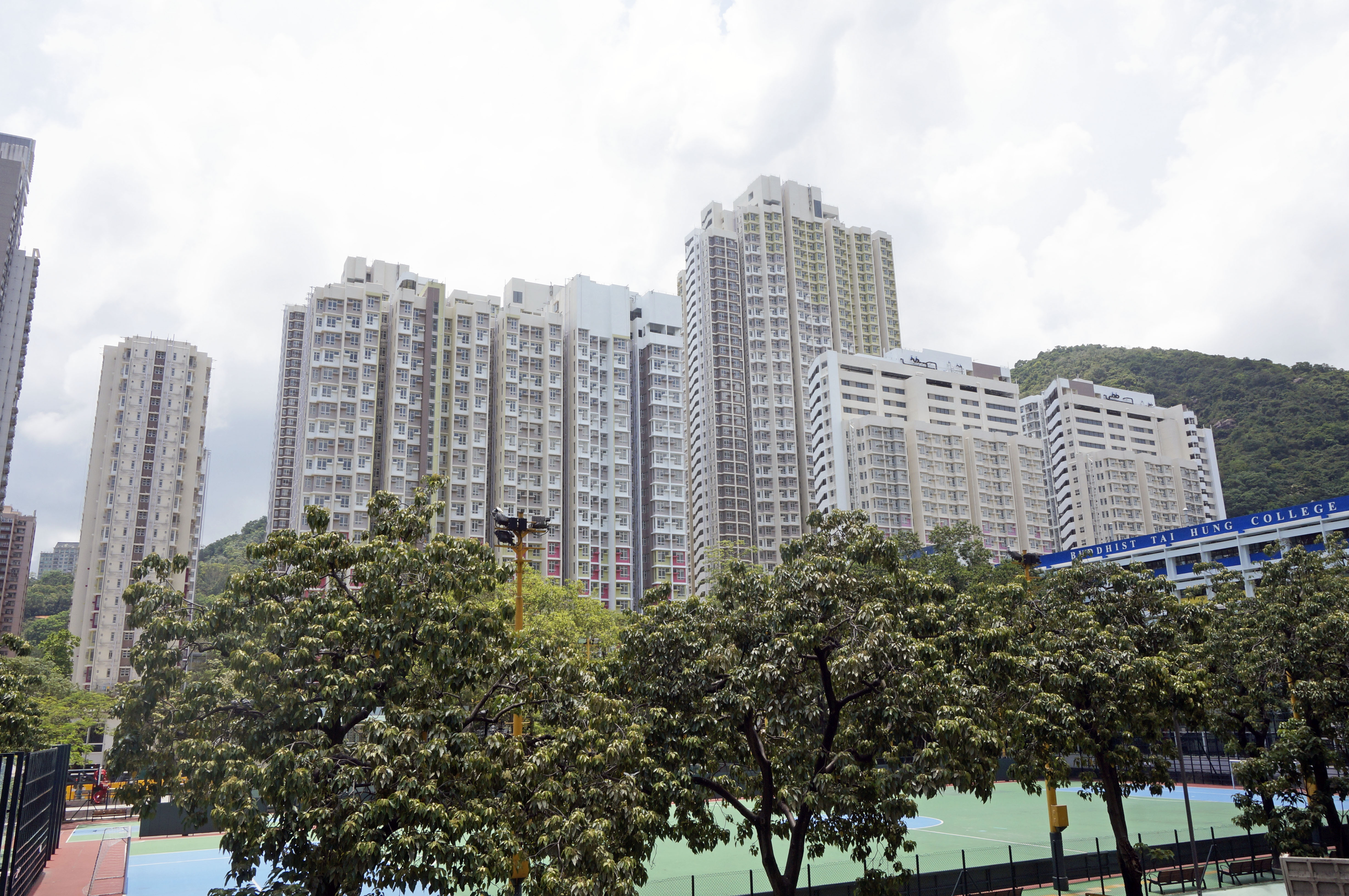
蘇屋邨二期重建後外貌，後方樓宇為百合樓（2018年6月）
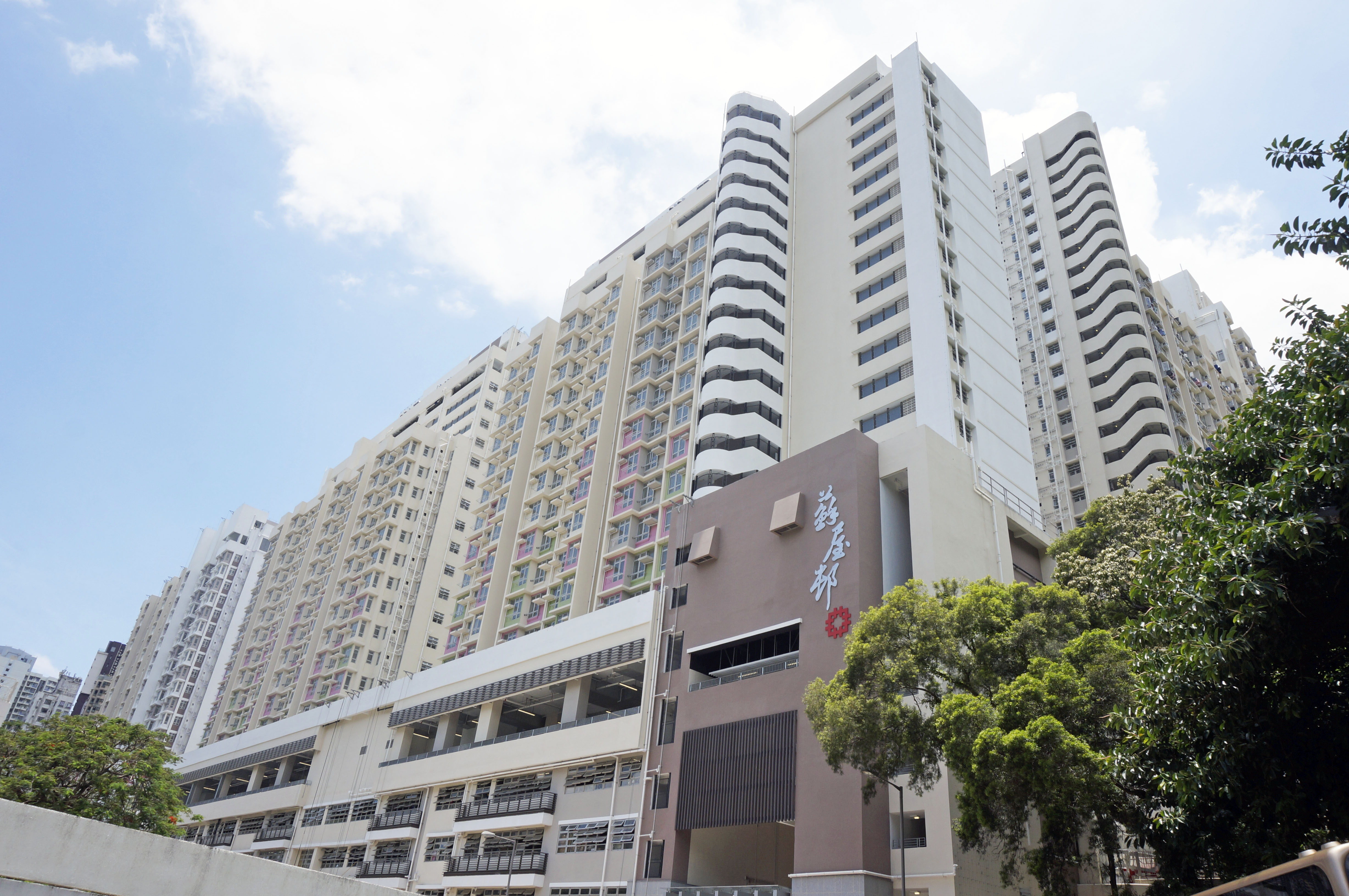
蘇屋邨茶花樓（2018年6月）
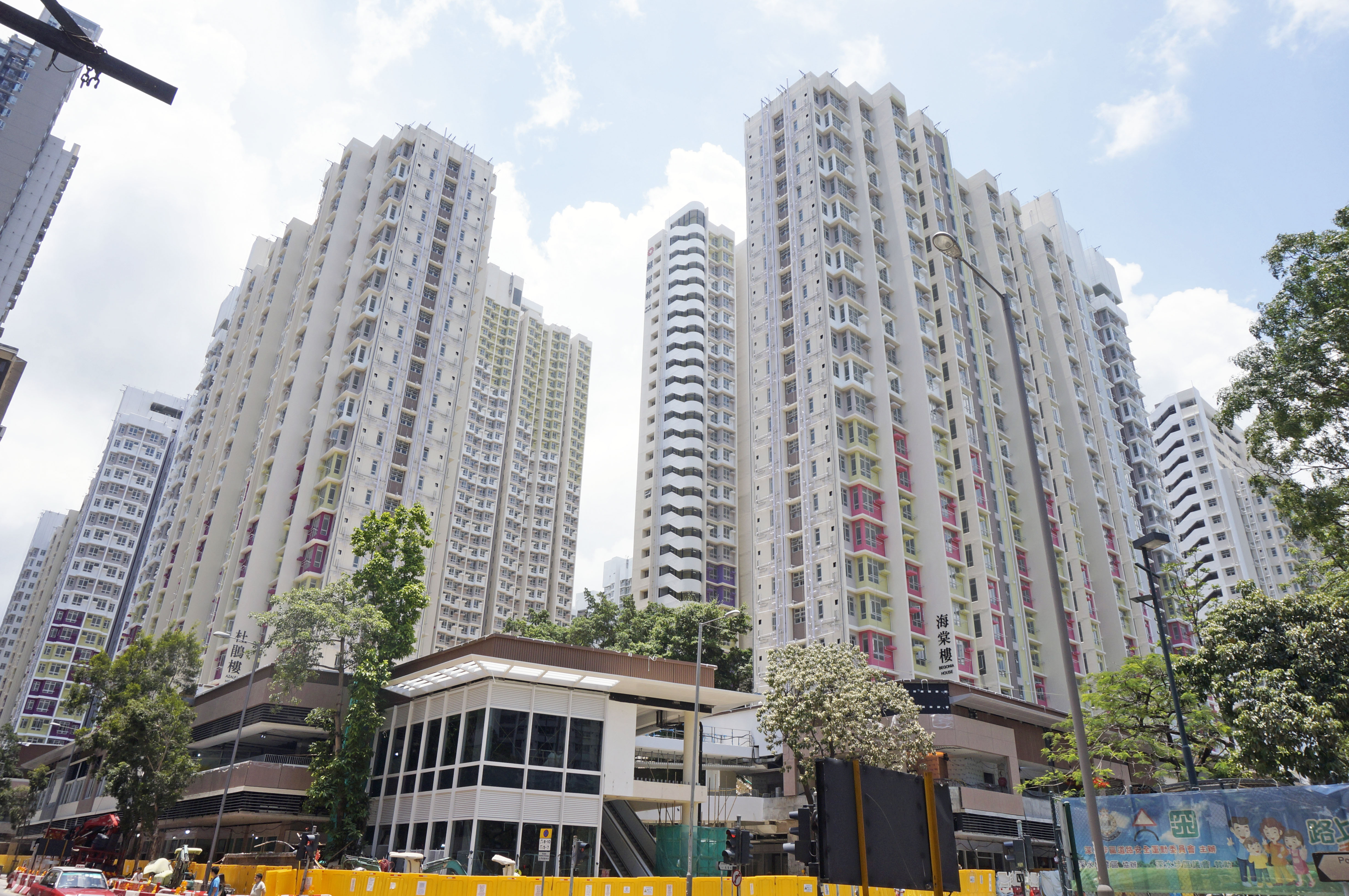
蘇屋邨杜鵑樓及海棠樓（2018年6月）
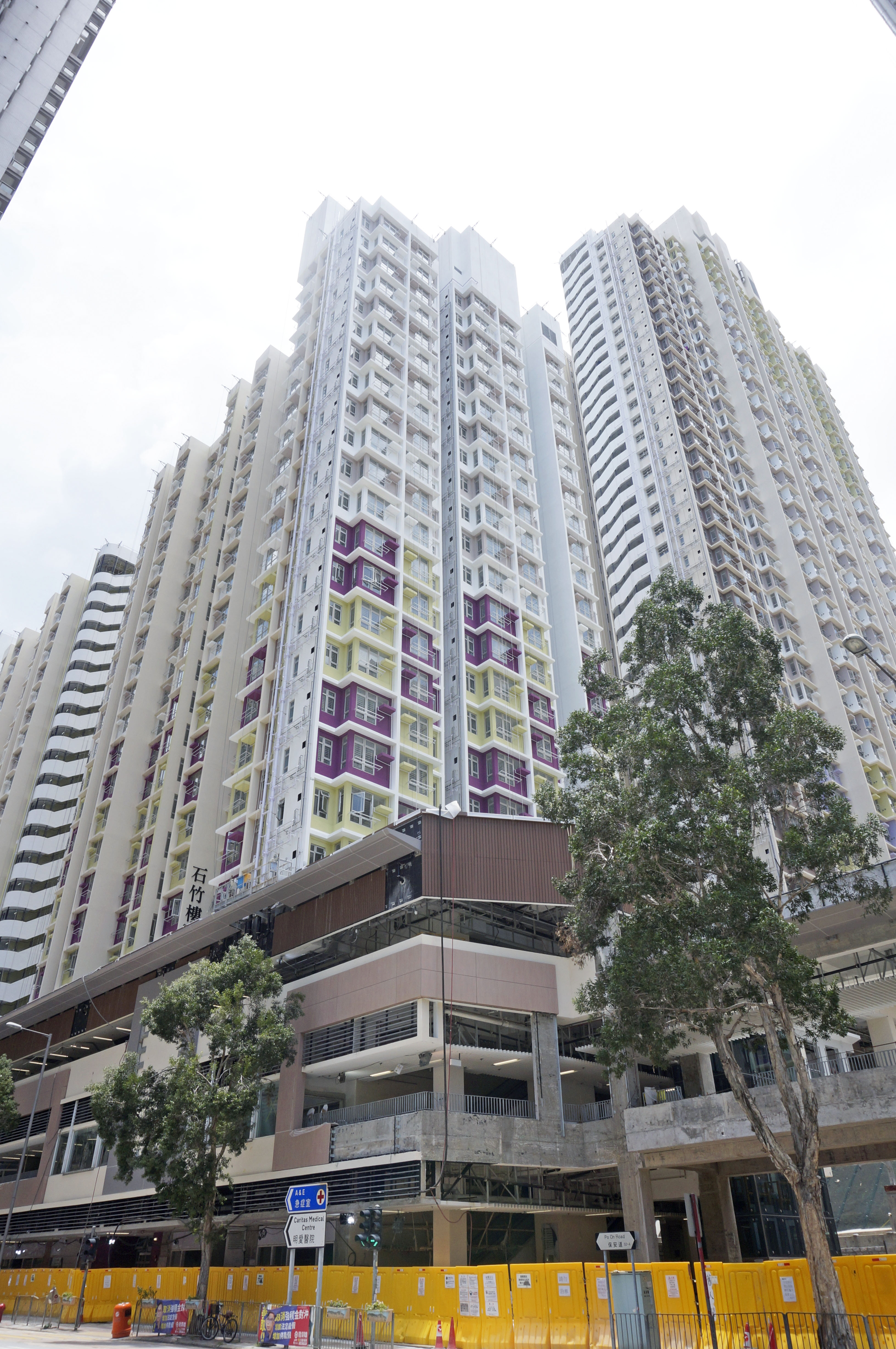
蘇屋邨石竹樓，後方為劍蘭樓（2018年6月）

## 交通
受保安道、長發街及廣利道的猝窄彎位影響，相關巴士路線只能使用12米或以下的車輛行走。

## 重大事件
1971年7月12日，牡丹樓408室發生倫常命案，男子方棣池（23歲）以啞鈴擊斃外祖母梁月（73歲）及胞妹方碧（21歲），母親陳瑞英（48歲）及胞姊方冰（28歲）被擊傷。
1975年4月28日，屋邨山坡發生姦殺案，休班女輔警劉靈仙（警號A7733）與男友徐振偉在蘇屋邨石竹樓（男方住所）後面的山坡散步談情，遇上一持刀幪面的賊人，交出財物後賊人嫌少，賊人喝令徐振偉伏在地上然後將他用布帶綁住，後把劉靈仙帶走，數小時後徐振偉掙脫綑綁後跑下山坡到蘇屋巴士站，剛好遇上巡警，然後一同上山兜截，但找不到匪徒或劉靈仙。三天後，黃大仙龍翔道建築天橋的工人發現劉靈仙屍體，驗屍後證實死因前曾遭強姦。本案至今仍未破案，相信疑凶仍然逍遙法外。
1979年1月24日，發生醫生綁架撕票案，西醫黎鴻荃離開他位於蘇屋邨的住所到旺角診所上班，其後被綁架，醫生家人曾收勒索電話要求五萬元贖金，但到交易地點時對方沒有露面，22天後，醫生的腐屍在龍蝦灣一個懸崖邊被發現。本案至今仍未破案。
1990年6月27日，彩雀樓發生劫殺案，四名匪徒在彩雀樓爆竊被女戶主發現後將她殺死。
2020年7月5日凌晨4時許，警方接獲1名32歲女子報案，指懷疑其9歲兒子獨留在蘇屋邨家中。警員接報到場，經初步調查，案件列對所看管兒童或少年人虐待或忽略，交由深水埗警區刑事調查隊第9隊跟進。男童清醒被送往明愛醫院治理，其33歲姓周父親被捕。
2020年7月23日早上8時許，蘇屋邨牡丹樓一名男子危坐在一個高層單位外的簷篷。警方封鎖現場一帶，消防員亦打開救生氣墊戒備及嘗試勸說事主。約一小時後，有消防「飛將軍」游繩將其救回屋內，並由救護車送院檢查。據報指，事主患有腦癌，約一個月前已有輕生念頭。
2020年9月30日下午近4時，一名14歲少年從蘇屋邨金松樓高處墮下，跌在大廈一樓簷篷重創昏迷，救護員到場證實事主當場身亡。警方正調查其墮樓原因。據悉，少年早前向其母透露在學校被沒收手提電話，即失去聯絡，其母及後在大廈天台發現其書包，警方接報到場後，發現該名少年倒臥在平台位置，懷疑他由高處墮下。經救護人員檢查後，證實少年當場不治。
2020年11月8日，荷花樓20樓2011室發生發生倫常命案，一名母親及兩名就讀小學的子女，被發現在2011室單位內倒臥昏迷，3人送往瑪嘉烈醫院後證實不治。父親下班回家獲悉事件後情緒激動，需由救護車送院。消防員發現廚房內一條煤氣喉被人剪斷，而警方暫列作自殺及謀殺案處理，暫時未知事發原因。消息指案發單位餐檯遺下估計是子女描繪一家四口手牽手圖畫，有人在上面書寫「對不起」。而死者與丈夫結婚12年，並由內地移居香港7年。其兩名年幼子女分別10歲及6歲。

## 外部連結
- . 瑞安建築.   [2019-05-20]. （原始内容存档于2020-06-08） （中文（香港））.
- 蘇屋邨第二期建築工程. 瑞安建築. [2019-05-20]. （页面存档备份，存于）
- 房委會物業位置及資料 蘇屋邨 （页面存档备份，存于）
- 再別蘇屋 （页面存档备份，存于）
- 重建後蘇屋邨模型（页面存档备份，存于）

22°20′32″N 114°09′25″E / 22.342122°N 114.15689°E